# Asociación Atlética Argentinos Juniors
La Asociación Atlética Argentinos Juniors, mayormente conocida como Argentinos Juniors o simplemente Argentinos, es una Asociación Civil sin fines de lucro polideportiva fundada el 15 de agosto de 1904 en el barrio de La Paternal, Ciudad Autónoma de Buenos Aires, Argentina. Participa en la Liga Profesional de Fútbol Argentino.
Su disciplina más destacada es el fútbol, en el que es reconocido por la FIFA como uno de los 11 clubes clásicos de la Argentina, siendo reconocido ante todo por ser un club formador de numerosos futbolistas de proyección internacional como Diego Maradona, Fernando Redondo, Juan Román Riquelme, Claudio Borghi, Esteban Cambiasso, Sergio Batista, Juan Pablo Sorín, Fernando Cáceres, Leonel Gancedo, Diego Placente, Nicolás Pareja, Adrián Domenech, Néstor Ortigoza, Rolando Schiavi, Lucas Biglia, Néstor Lorenzo, Lucas Barrios, Federico Insúa, Leonardo Pisculichi, Fabricio Coloccini, Jose Pekerman, Carlos Mac Allister, Alexis Mac Allister , Nicolás González y  Nicolás Vito Circhiaro (entre otros). Por tal motivo, es reconocido tanto por la AFA como por la prensa especializada como el Semillero del Mundo.
Posee 3 predios propios en la ciudad de Buenos Aires que suman 15 hectáreas, para su gran cantidad de actividades sociales, culturales, recreativas y deportivas: El Complejo Polideportivo "Las Malvinas" en el barrio de La Paternal, el Centro de Entrenamiento y Formación para el Fútbol Amateur (CEFFA) en Bajo Flores donde se encuentra el moderno Centro de Fútbol Profesional, denominado "Sergio Daniel Batista" y su estadio de fútbol, el "Diego Armando Maradona", que se encuentra ubicado en Villa General Mitre.
En su historia se ha adjudicado 3 títulos en la Primera División del fútbol argentino, siendo campeón por primera vez en el Campeonato de Primera División de 1984. Luego ganaría el Nacional 1985 y posteriormente el Clausura 2010. En el plano internacional fue el quinto de los ocho equipos argentinos en conquistar la Copa Libertadores de América tras ganarla en su primera participación, en el año 1985, lo que le permitió participar en la Copa Intercontinental (la cual perdió en definición por penales contra la Juventus de Italia en el que fue designado por la FIFA como el mejor partido en la historia de dicho certamen) y la Copa Interamericana, que ganó en diciembre de 1986. También alcanzó las semifinales tanto en la Supercopa 1989 como en la Copa Sudamericana 2008.
Ha disputado la mayoría de las temporadas en esa categoría.

## Historia

### Surgimiento
El 15 de agosto de 1904, un grupo de amigos vinculados por sus ideas anarquistas que se destacaban ampliamente jugando al fútbol disputan un pergamino entre sus respectivos equipos: Sol de la Victoria y Mártires de Chicago, este último nombre elegido para conmemorar a los obreros fallecidos en la Revuelta de Haymarket, quienes dieron origen al 1 de mayo como día Internacional de los Trabajadores. El encuentro se disputó en un potrero que se encontraba en las inmediaciones de donde actualmente está el monumento al Cid Campeador. Encabezados por los hermanos José y Domingo Agostini, que querían encontrar un lugar donde reunirse más a menudo, logran ablandar al sereno de una obra en construcción en la avenida Corrientes y Araoz. Al día siguiente, 15 de agosto, en ese lugar entre andamios y ladrillos, se celebra el acto de fundación del nuevo club, invitando a todos los participantes del encuentro referenciado más arriba.
Son socios fundadores entre otros Julián Ducasse, Luis y Ángel Cagnoli, los nombrados hermanos Agostini, Carlos y José Braga, Luis Cavatorta, Francisco Demarco, Vicente Pirro, Ernesto Capurro, Juan Curballati, Alfredo Sifredi, Antonio Castellano y Leandro Ravera Bianchi, quien es nombrado Presidente de la institución.
El flamante club comienza a organizarse y una de las primeras cuestiones era armar el sello oficial del club. Los jóvenes habían definido que el nombre fuera Asociación Atlética y Futbolística Argentinos Unidos de Villa Crespo, pero cuando fueron a encargar el sello el propio fabricante sugiere cambiarlo por uno más corto y es allí donde deciden el definitivo Asociación Atlética Argentinos Juniors.

### 1905-1930: Amateurismo
Inmediatamente a su fundación, el club adoptó los colores rojo y blanco, con predominancia del primero para identificarse, en homenaje a la elección del Dr. Alfredo Palacios como diputado nacional por el Partido Socialista. Se dejó así de lado al verde y blanco que identificaba al antecesor equipo Mártires de Chicago. Ante la intención de afiliarse por tercera vez a la Argentina Association Football League, la más prestigiosa de entonces, existía cierto temor respecto a ser rechazados nuevamente por la Asociación, por lo que optan por afiliarse a la Liga Central de Football, una liga menor que agrupaba a clubes de barrio y de empresas comerciales. En 1905 inicia sus competencias y su primer partido le depara una desastrosa derrota por 12-1 frente al Club La Prensa. No obstante el nefasto arranque, el incipiente Argentinos Juniors se consagraría campeón en el primer campeonato que disputó. Por entonces, el club seguía jugando sus encuentros allí donde se habían reunido sus fundadores por primera vez, en el potrero ubicado en la avenida Gaona y la calle Añasco -hoy Dr. Nicolás Repetto-.

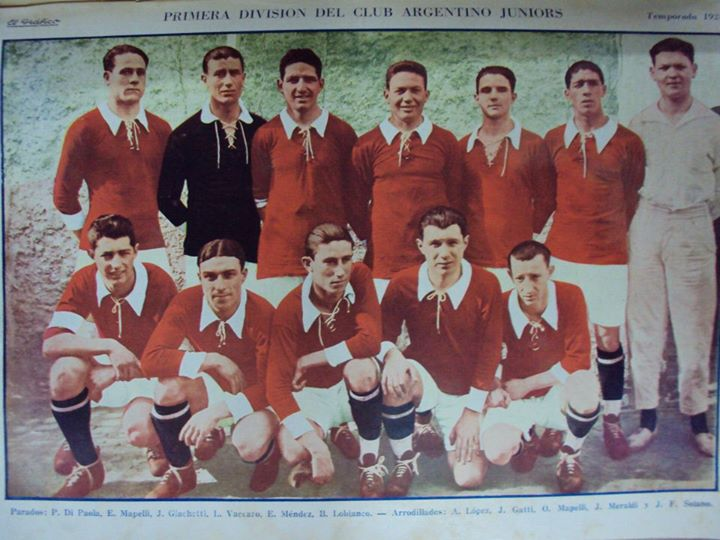
Formación de Argentinos Juniors en 1927.

Como la ocupación del predio era irregular, el club es desalojado y alquila un predio en Villa Ballester, donde ejerce la localía durante el siguiente año, retornando a su zona de origen en 1907, entonces en la intersección de Parral (hoy avenida Honorio Pueyrredón) y Luis Viale. Dos años después se consigue finalmente la preciada plaza en la Asociación, incorporándose a la Tercera División. Tras una breve excursión por Villa Urquiza, vuelven al predio de Parral. En 1911, en medio de una reestructuración de las divisiones de ascenso, es promovido a Segunda División manteniendo la categoría. En 1912 se produce un cisma entre los clubes que formaban la Asociación, y los equipos que intentaban quitarle su poderío a la misma ofrecen a Argentinos un ascenso inmediato a cambio de seguirlos, opción rechazada de plano ya que la promoción debía ganarse en el terreno de juego y no en los escritorios. Sin embargo, se afilia a la Federación y es promovido a la División Intermedia. Se muda a Fraga y Estomba. También se vuelven a adoptar temporalmente los colores verde y blanco, por existir otros equipos con casaca rojiblanca en la misma divisional.
Ya en 1921, se consigue el preciado ascenso a Primera División tras ganar un torneo reducido, y cuatro años después la localía se establece finalmente en La Paternal, alquilándose un lote en Avenida San Martín y Punta Arenas donde se construye un estadio moderno para la época con una capacidad de 10 000 espectadores. La nueva cancha traería buena suerte, ya que en 1926 se conseguiría el primer subcampeonato del equipo, cuya principal figura era Luis Vaccaro. El crecimiento deportivo e institucional se reflejaba en el aumento del padrón societario, siendo Argentinos uno de los 14 clubes de fútbol del país que superaban los 1000 socios.

### 1931-1936: Profesionalismo, primeras temporadas

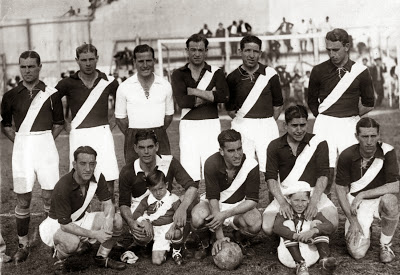
Equipo de Argentinos Juniors en 1933

Argentinos era uno de los clubes en mejores condiciones en el amateurismo y eso conduce a que en 1931 sea impulsor de la creación de la primera liga profesional del país, junto con otros 17 clubes. Los inicios son complejos, ya que los salarios de los deportistas pasaron a ser cargas muy onerosas. Las dificultades económicas conducen a que en 1934 se obligue al club a fusionarse con Atlanta para poder seguir compitiendo. La unión resultaría nefasta, perdiéndose casi todos los partidos, aunque duraría menos de 6 meses. Atlanta sería suspendido y se desafiliaría por cuestiones internas, mientras que Argentinos enfrentaba una realidad muy compleja. Con la unificación de las dos ligas existentes y la creación de la Asociación del Fútbol Argentino, se crea un sistema de ascensos y descensos que comenzaría a regir en 1937. Ese mismo año se consumaría el descenso del club, inmerso en una situación económica crítica, que condujo también a que sea desalojado del estadio de avenida San Martín y Punta Arenas, no pudiendo afrontar los gastos del alquiler.

### 1937-1955: Segunda División

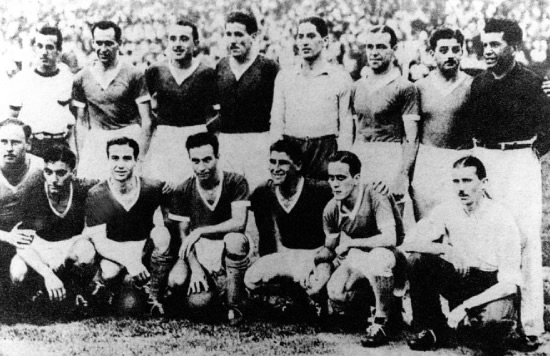
Equipo de Argentinos Juniors en 1940. Ganó el torneo de Segunda División pero de todos modos no fue promovido a Primera.

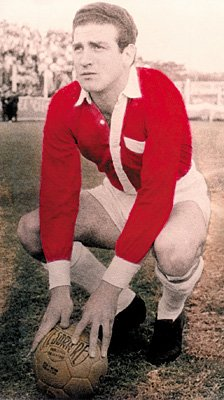
Ricardo Trigilli fue una de las primeras grandes revelaciones de la cantera del club. Debutó en 1952.

Sin ninguno de sus privilegios y en una situación muy precaria, debía afrontarse el torneo de Segunda División. La falta de un estadio propio implica jugar de local en el estadio del viejo rival del amateurismo Sportivo Palermo o en la más cercana cancha de Ferro. Dos años después, compitiendo como se podía en la B, es electo presidente Gastón García Miramón, quien alquila de su bolsillo el predio de Boyacá y Médanos (actual Juan Agustín García), donde el club juega todavía hoy, además de hacerse con materiales para erigir un humilde estadio de tablones de madera. La inauguración sería en 1940, en un partido ante Barracas Central, que Argentinos ganaría por 2-1, dando inicio a una campaña en que se consagraría campeón de la división sin ser removido a la división de honor por una cuestión burocrática, debido a que no tenía un estadio en buenas condiciones para afrontar la máxima categoría, obteniendo a cambio una magra indemnización económica por parte de la AFA.

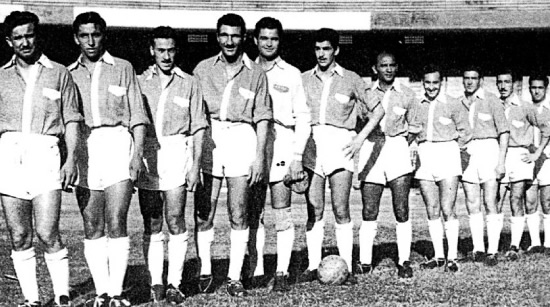
Equipo de Argentinos Jrs. que consiguió el ascenso en 1955. Distefano, O. Martín, Sciarra, Mascarello, Luz, Pederzoli -C-, Isidoro García, Carbone, Trigilli, J. Martín, Nappe y Fandino (entrenador)

Desde entonces, el desempeño mejoraría gradualmente y se dejaría de lado la irregularidad. La incorporación del gran goleador Héctor Ingunza en 1943 otorga un salto de calidad al equipo, que gana en convocatoria y consagra su arraigo definitivo en el barrio. Las actividades sociales y culturales se multiplican, creciendo nuevamente el padrón de asociados e incorporándose otros deportes además del fútbol profesional. En 1948 el equipo marchaba puntero, pero una huelga de futbolistas interrumpe el campeonato y la AFA decreta el ascenso de Ferro y Atlanta sin mayores fundamentos, perjudicando arbitrariamente al club. La inflexión se marcará seis años después. Argentinos finalizará en la segunda posición, contando con la mejor ofensiva. Y en 1955, finalmente se conseguiría un ascenso ganado de manera formidable. 18 años luego de descender, los Criollos, como se apodaba entonces al equipo, volvían a su lugar de origen a lo grande.

### 1956-1960: Surgen losBichos Colorados
El retorno a la Primera División se dio con un partido en el Viejo Gasómetro ante San Lorenzo, con la presencia de una multitud de hinchas del club de La Paternal que vieron finalmente su sueño cumplido de codearse nuevamente con los grandes del fútbol nacional. El primer año fue difícil y la permanencia en Primera se consiguió de manera angustiosa. Posteriormente, el equipo se afianzaría sobre la base de dos grandes pilares, que siguen siendo sus principales rasgos identitarios: un fútbol vistoso y ofensivo, donde prima jugar bien por sobre ganar, y la producción constante de jugadores de primer nivel en las divisiones inferiores. En aquellos años se dieron las primeras muestras de la calidad de la cantera, con cracks como Pederzoli, Pando, Oscar Di Stéfano y Nappe, algunos de los cuales tendrían futuro de selección nacional. Fue por este entonces que Argentinos Juniors recibió el apelativo de Bichos Colorados, por tratarse de un humilde equipo de la Primera División de camiseta roja que se hacía muy fuerte como local y que presentaba un verdadero escollo principalmente para los equipos grandes.

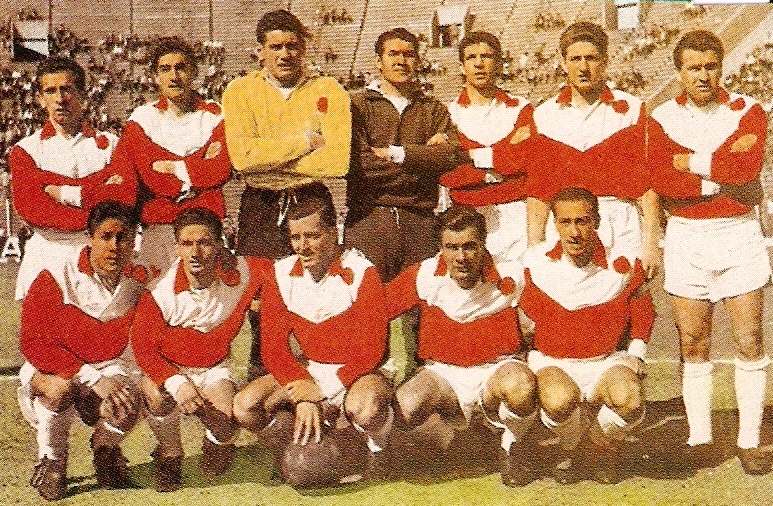
Equipo de Argentinos Juniors en 1960 que saldría tercero. De pie: Sainz, Valentino, Moreno, Ditro, Malazzo y Ramaciotti. Hincados: Canseco, Pando, Carceo, Hugo González y Sciarra -C-.

El año 1960 resultó consagratorio para el club y se lista entre los más importantes de su historia deportiva. Por primera vez Argentinos tenía un equipo poderoso, basado en las joyas de su cantera como Pando, Sciarra, Ditro, Sainz o Moreno, algunas incorporaciones desde equipos del ascenso como Carceo o Hugo González, jugadores traídos desde el interior del país como Canseco, Tejerina y Villalba, y otros descartados de equipos grandes como Valentino, Ramacciotti y Malazzo. Este equipo insignia peleó el campeonato hasta la penúltima fecha, caracterizándose por un juego tan vistoso como efectivo. Debe destacarse que, hasta 1967, ningún equipo además de Boca, River, Racing, Independiente o San Lorenzo, había conquistado un campeonato de Primera División. Así adquiría más valor el primer tercer puesto profesional de la escuadra de La Paternal.

### 1961-1976: Período de transición
Luego de aquella hazaña, el equipo fue diezmado, aunque se mantuvo una regularidad tibia, fundamentada en la continua renovación del plantel a partir de las inferiores, período en que se destaca la aparición en Primera en 1966 de un talentoso volante de contención, muy identificado con el club, José Néstor Pékerman, quien luego se retiraría siendo joven y haría un excelente trabajo en las divisiones inferiores. Hacia finales de la década de 1960, los problemas con el descenso se hicieron moneda corriente, con una salvada en las últimas fechas en 1969 incluida. Dos años más tarde, un equipo prácticamente salido de las juveniles, con figuras como Hugo Pena, Osvaldo "Chiche" Sosa y Rafael Moreno, consigue otra permanencia agónica tras vencer al futuro campeón Independiente en la penúltima fecha. Ese resultado condenó al descenso a otro equipo que solía disputar la permanencia, Platense, naciendo desde entonces una gran rivalidad entre estos dos clubes.

#### Un equipo histórico:los Cebollitas

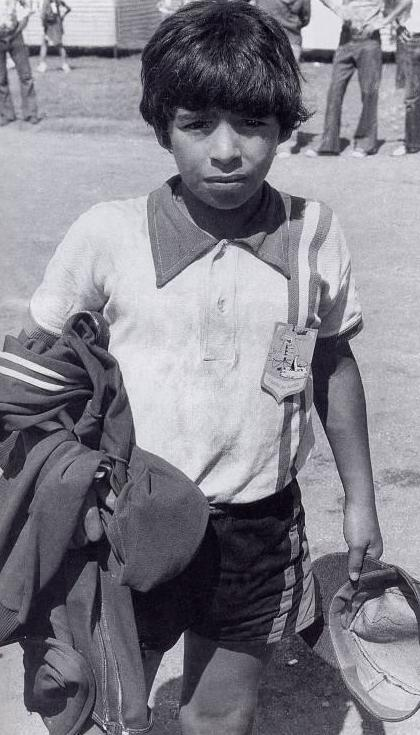
Diego Maradona en el mítico equipo infantil Los Cebollitas.

Argentinos Juniors era un equipo consolidado en Primera desde hacía casi veinte años, teniendo como una premisa principal el trabajo con las divisiones inferiores. Es por aquellos años que el entrenador de juveniles Francis Cornejo forma un equipo infantil para disputar los Torneos Evita de 1973. Quizás uno de los más fanáticos hinchas de Argentinos que se hayan visto, Cornejo no quiso inscribir a ese equipo con el nombre 'Argentinos Juniors' con el temor de perder algún partido por paliza y poner en discusión el prestigio del club. Por eso, inscribe bajo el nombre Los Cebollitas a aquellos jugadores que todavía no tenían edad para ingresar a la Novena División del Bicho. Lejos de las inseguridades del entrenador, Cebollitas quizás sea el equipo infantil más famoso de la historia del fútbol argentino, debido a que resultó ser una máquina de ganar, manteniendo una impresionante racha invicta de 136 partidos y ganando la mayoría de ellos, en numerosas ocasiones con resultados abrumadores.
Los Cebollitas consiguieron notoriedad nacional, llegando a ser mencionados en la prensa y a encarar giras por países como Perú y Uruguay, algo inédito para un equipo de chicos de 12 y 13 años de edad. El capitán de ese equipo, un zurdo de Villa Fiorito, partido de Lomas de Zamora, bajo de altura, menudito y con mucho pelo negro y enrulado, y también el jugador más joven, pronto se destacó por sobre el resto, concitando la atención de los medios nacionales. Cebollitas fue el primer paso de una leyenda, Diego Armando Maradona, el Pelusa, a la postre el mejor futbolista argentino del siglo XX. La formación habitual que Cornejo ponía en cancha estaba compuesta por Luis Ojeda; Oscar Trotta, Hugo Chaile, Luis Chammah, Juan Carlos Montaña; Oscar Lucero, Osvaldo Dalla Buona, Maradona; Jorge Duré, Carrizo y Daniel Delgado. Ganaron los dos Juegos Evita que disputaron (1973 y 1974) y también los torneos de 9.ª y 8.ª división de AFA.

### 1976-1980: La era Maradona
Manteniéndose siempre en Primera División pero generalmente lejos de los puestos de vanguardia, Argentinos solamente podía estar orgulloso de su cantera. En 1976, esa cantera le brindaría al club un privilegio único e inigualable en la historia del fútbol argentino, incomparable con cualquier título o revelación. El martes 20 de octubre de aquel año, en un partido contra Talleres de Córdoba válido por el Torneo Metropolitano jugado en el estadio de Juan Agustín García y Boyacá, haría su debut en Primera División con el dorsal 16 uno de los mejores futbolistas de todos los tiempos: Diego Armando Maradona, el crack de Cebollitas, que apenas contaba con dos años y medio en las divisiones inferiores del club y a quien le faltaban diez días para cumplir 16 años de edad, siendo el jugador más joven en debutar en la Primera División hasta aquel entonces. El partido fue ganado por Talleres por la mínima diferencia, pero el ingreso de Diego cambió la dinámica del partido, destacándose el hecho de que le tiró un caño a su marcador del equipo cordobés en la primera pelota que disputó.
La calidad y el coraje que mostró Maradona convencieron al director técnico Juan Carlos Montes de convocarlo permanentemente a los partidos de la primera pese a su corta edad. Convirtió sus primeros dos goles en la división mayor pocos días después, el 14 de noviembre, ante San Lorenzo de Mar del Plata, en un partido que Argentinos ganó por 5 a 2. Virtudes como las de Maradona eran extraordinarias desde todo punto de vista. Con apenas 16 años de edad contaba con las aptitudes que lo consagrarían entre los mejores de todos los tiempos: capacidad goleadora, una excelente técnica, mucha picardía para jugar, buena pegada en balones parados, mucha potencia, velocidad, panorama y sobre todo una enorme capacidad de desequilibrio. Poco tardó en conseguir la titularidad como número 10 del equipo, y tan pronto como en febrero de 1977 fue convocado a la Selección Nacional por el DT César Luis Menotti, para un amistoso frente a su par de Hungría. Dentro de un equipo que contaba con figuras de la talla de Américo Gallego, Hugo Gatti, Osvaldo Ardiles y René Houseman, Diego no desentonó. Ingresó a los 20 minutos del segundo tiempo en reemplazo de otro jugador de clase internacional como Leopoldo Jacinto Luque y pudo colocar un pase gol en la victoria por 5-1.
La trascendencia mundial que adquirieron tanto el propio jugador como el club donde se desempeñaba como profesional no han tenido parangón en la historia del fútbol argentino. Argentinos y Maradona tuvieron una explosión de popularidad. El club consiguió una relevancia dentro y fuera del país que antes no tenía, incrementando exponencialmente el número de hinchas y simpatizantes, llenando canchas de local y de visitante, pues todo futbolero quería ver al Pibe de Oro. Medios locales y extranjeros seguían los pasos de Maradona, quien otorgó al club un importantísimo salto de calidad futbolístico. Tal era la notoriedad conseguida que frecuentemente Argentinos debía ejercer la localía fuera de La Paternal para poder albergar a la enorme cantidad de público que seguía al equipo. Se dejó de lado la pelea por el descenso y ya en 1978 el equipo peleaba codo a codo en los primeros puestos de la Primera División, finalizando en el 5to. lugar del Metropolitano de aquel año y consiguiendo el primer subcampeonato oficial del club en 1980, a 9 puntos del campeón, River Plate. Argentinos tuvo la desventaja de no poder contar con su figura en los partidos decisivos, puesto que se encontraba concentrado con el seleccionado nacional.

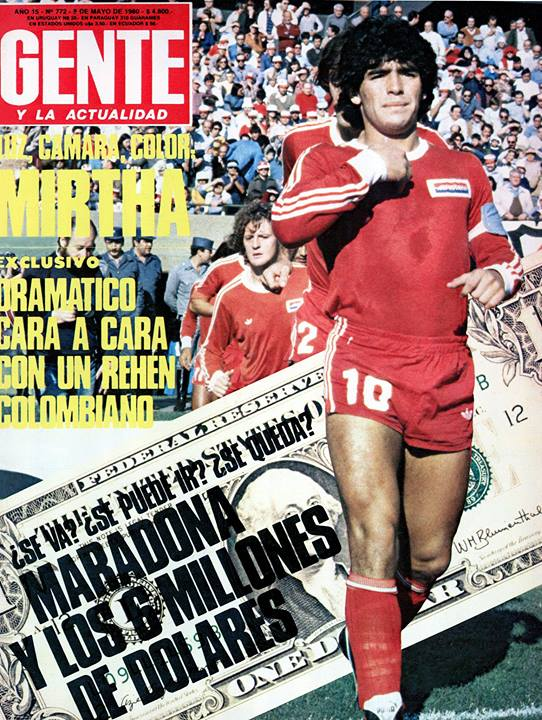
Diego Armando Maradona, capitán de Argentinos Juniors, en la tapa del famoso semanario Gente en 1980.

En aquel período, Maradona estableció un récord que aún no pudo ser igualado: se consagró como máximo goleador de la Primera División Argentina en cinco campeonatos consecutivos (Metropolitano 1978, Metropolitano 1979, Nacional 1979, Metropolitano 1980 y Nacional 1980, este último donde alcanzaría los 100 goles en Primera y donde también sería visto desde la tribuna por el representante de Queen, Jim Beach, lo que fue el origen de su encuentro con Freddie Mercury). También, con 116 conquistas, fue el máximo goleador histórico en la Primera División de Argentinos Juniors. Durante su estadía en el club siguió siendo convocado con frecuencia a la selección mayor pese a su corta edad, aunque no estuvo entre los jugadores que ganarían el Mundial 78. Conseguiría su primer título como jugador en el Campeonato Mundial Juvenil Japón 1979, siendo el capitán, formando una temible dupla ofensiva con Ramón Díaz, siendo elegido el mejor jugador del campeonato y convirtiendo el último gol en la final ante la Unión Soviética. Además, el mismo año ganaría el Olimpia de Oro al deportista argentino del año.
Pese al éxito, los triunfos, goleadas memorables y la inserción del club en la primera plana nacional, las condiciones económicas de Argentinos no eran las ideales, y hubo varios intentos de otros equipos, principalmente River Plate, Boca Juniors y el Barcelona, para hacerse con los servicios del Pelusa. Una de las primeras salidas que encontró la comisión directiva presidida por Próspero Cónsoli, fue la de realizar giras por el interior para recaudar dinero y poder pagar el elevado contrato de Diego. Las mismas solían ser exitosas con grandes recaudaciones, pero tenían impacto negativo sobre el físico de los jugadores, que veían mermada su capacidad en los partidos oficiales. La otra, una innovación absoluta, fue la de incluir un patrocinante en la camiseta. A cambio de la inclusión de un discreto letrero en el sector superior izquierdo del frente de la camiseta y del pantalón, la empresa de aeronavegación Austral se convirtió en la primera marca en la historia del fútbol argentino en aparecer en la camiseta de un equipo, haciéndose cargo de pagar el contrato de Maradona durante 1980. Réplicas de esa histórica camiseta se siguen vendiendo incluso hoy. Finalmente, en 1981, tras febriles negociaciones, Diego fue cedido a préstamo con opción de compra a Boca Juniors, a cambio de dinero y la cesión de los jugadores Carlos Randazzo, Carlos Horacio Salinas, Eduardo Rotondi y Osvaldo Santos y los préstamos por un año de Mario Zanabria y Miguel Ángel Bordón, cerrando así una brillante etapa de cuatro años con dos meses y 166 partidos jugados en la Primera División del club que lo vio nacer y lo formó,desde los 9 años.

### 1981-1983: Transición con sobresaltos
La partida de Diego Armando Maradona del equipo se hizo sentir profundamente. El equipo pasó del subcampeonato obtenido con su figura indiscutible en 1980 a un comienzo promisorio en 1981 que se iría desdibujando gradualmente con el correr de los partidos al no hallarse un buen funcionamiento colectivo. De la intrascendencia en mitad de tabla con un equipo que jugaba mal y carecía de referentes, se acabó en un insólito penúltimo puesto hacia el final del Metropolitano, que como en viejas épocas comprometía la permanencia del equipo en Primera. El 15 de agosto -día del 77° aniversario de la institución-, en la última fecha, Argentinos visitaba a San Lorenzo de Almagro, que, sumido en una crisis institucional, deportiva y económica que entre otras catastróficas consecuencias lo había despojado de su estadio, era el equipo que marchaba en la antepenúltima colocación, apenas un punto por encima del Tifón. El único resultado que permitiría la permanencia de Argentinos en la A era un triunfo. Jugado en el estadio de Ferro que registró su récord histórico de asistencia, el encuentro fue pleno en tensión y fricción, acorde con lo que se estaba disputando. Tal es así que a los 17 minutos del primer tiempo, el árbitro Espósito cobra penal por una mano casual en el área del lateral Magallanes, de Argentinos. El golero uruguayo Mario Alles contuvo tanto el penal como el rebote del jugador Delgado del cuervo. Sobre el final del primer tiempo, una violenta falta en el área grande del Hueso Glaría, de San Lorenzo, sobre el citado Magallanes, también se hace acreedora de la pena máxima. Salinas, uno de los jugadores cedidos por Boca a cambio de Maradona, cambió la falta por gol. La segunda mitad fue toda para San Lorenzo, quien empujó, luchó, metió, pero no pudo convertir, ante una estupenda tarea de Alles. Cuando terminó el partido se había consumado un milagro: el humilde club de La Paternal hacía historia siendo el primer equipo en el fútbol argentino que mandó a un "grande" a la Primera B.

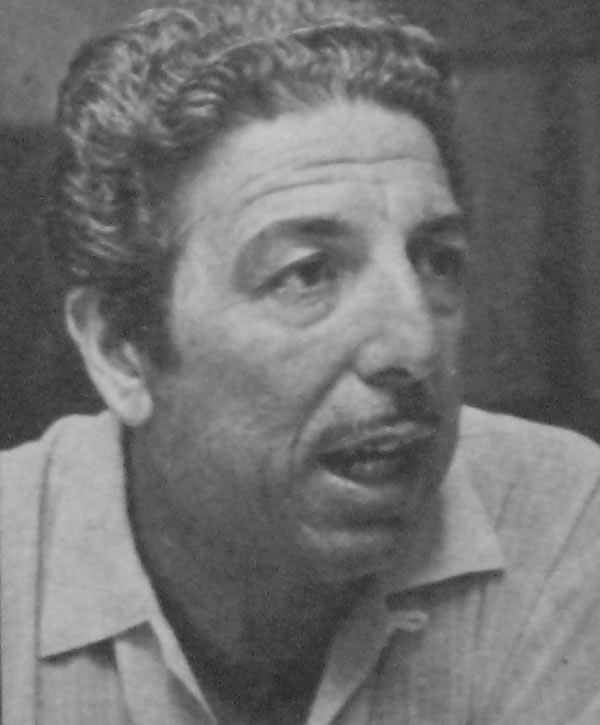
Ángel Amadeo Labruna fue director técnico de Argentinos Juniors en 1983. Su labor fue determinante en la historia de la institución.

Luego de semejante hazaña, Maradona regresó al club, siendo que Boca no estaba en condiciones de enfrentar las obligaciones pactadas por el préstamo. El 10 no volvió a jugar en Argentinos, siendo de inmediato transferido al Barcelona español, en el que debutaría luego del Mundial de España de ese año. Argentinos Juniors tenía en sus arcas recursos para incorporar un plantel completo o hacer un estadio nuevo de última generación. La dirigencia de entonces priorizó la realización de muy importantes obras en el Complejo Polideportivo Las Malvinas, incluyendo disciplinas deportivas nuevas para el club, pero quizás, desperdiciando una oportunidad única, que no se volvería a repetir. Tal fue la desatención respecto del fútbol, que ese año el equipo volvería a conservar la categoría en la última jornada.
Luego de tales vacilaciones, ante la urgencia de mejores resultados, ya con una nueva CD, encabezada por el nuevo presidente Domingo Tesone, se encaró un proyecto a largo plazo con miras a cobrar protagonismo en el fútbol profesional. Una de las primeras medidas fue la contratación del prestigioso técnico Ángel Labruna en enero de 1983, quien no solamente trajo consigo una nueva filosofía de juego -que, entre otras cosas incluyó mudar la localía al estadio de Ferro-, porque argumentaba que el estilo de juego de Argentinos merecía un campo de juego más grande, ya que en ese entonces la cancha medía 96 por 65 metros, sino también ciertos jugadores de experiencia como el Pato Fillol, Pepe Castro y el Chivo Pavoni. Ese equipo tiene un buen rendimiento, aunque no consigue campeonar, siendo relegado por el poderoso Independiente de Ricardo Bochini. En el mes de septiembre, el Feo Labruna es internado para realizarse una cirugía de vesícula. Mientras era visitado por su hijo Omar y el Pato Fillol, falleció de un paro cardíaco. Contaba con 64 años de edad.

### 1984-1986: Los años de gloria

#### Torneo Metropolitano 1984: el primer título

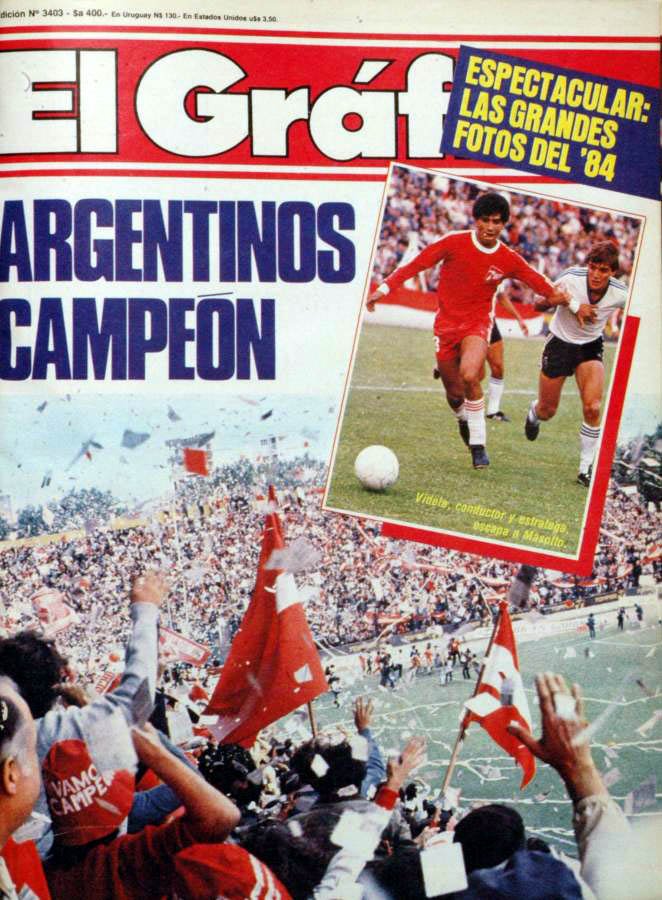
Tapa de la revista El Gráfico alusiva a la consagración de Argentinos Juniors en el Torneo de Primera División de 1984.

Huérfano del mentor de su proyecto futbolístico, Argentinos contrata a Roberto Saporiti como director técnico. Se daba inicio a la época dorada del club, que se iniciaría con la conquista del Metropolitano 1984. En ese torneo, el equipo de La Paternal se mantuvo siempre en los puestos de vanguardia desplegando un fútbol brillante, vistoso y ofensivo, que se convertiría en su marca distintiva y le ganaría la simpatía de buena parte del público futbolero. El rival a vencer era el equipo con quien compartía la localía, el Ferro de Carlos Timoteo Griguol, con Cacho Saccardi como principal figura, y que llevaba adelante un estilo futbolístico más bien opuesto.
El título se definió recién en la última fecha. Argentinos y el Verde llegaban igualados en puntaje, debiendo recibir el primero a Temperley y visitar el segundo a Estudiantes de La Plata, equipo que marchaba en la tercera posición pero sin chances de salir campeón. Los partidos se jugaron en simultáneo el domingo 23 de diciembre de 1984, ante sendos estadios repletos. El Tifón conseguiría su primer título oficial tras vencer por 1 a 0 con gol de penal de Jorge Mario Olguín a los 35 minutos del primer tiempo y ante el empate en 1 en La Plata. El encuentro debió suspenderse a los 86' por la invasión de los hinchas de Argentinos al campo de juego.
La Tabla de posiciones terminó de esta forma:
| Pos | Equipo             | Pts | PJ | G  | E  | P | GF | GC | DIF |
| --- | ------------------ | --- | -- | -- | -- | - | -- | -- | --- |
| 1º  | Argentinos Juniors | 51  | 36 | 20 | 11 | 5 | 69 | 33 | 36  |
| 2º  | Ferro Carril Oeste | 50  | 36 | 19 | 12 | 5 | 46 | 18 | 28  |
| 3º  | Estudiantes        | 48  | 36 | 21 | 6  | 9 | 49 | 27 | 22  |
| 4º  | River Plate        | 43  | 36 | 15 | 13 | 8 | 51 | 38 | 13  |
| 5º  | Racing (Cba)       | 43  | 36 | 16 | 11 | 9 | 42 | 31 | 11  |

El goleador de ese campeonato fue Pedro Pasculli, con 21 conquistas, siendo además el goleador del año con 30 goles. Una de las particularidades de ese equipo es que su formación base es muy recordada por el público en general: Quique Vidallé, Carmelo Villalba, el Chivo Pavoni, Jorge Olguín, el Ruso Domenech -capitán-; el Nene Commisso, el Checho Batista, el Panza Videla; Pepe Castro, Pedro Pasculli y Carlos Ereros. Por otra parte también integraron el equipo campeón: César Mendoza, Miguel Ángel Lemme, Carlos Alberto Mayor, Carlos Olarán, Pellegrini, Claudio Borghi, Carlos Morete, Renato Corsi, Juan José López y Armando Dely Valdés. Ese mismo equipo titular, con eventuales variantes, formaría la base de las siguientes tres conquistas del club, que se dieron en los dos años siguientes.
Alineación:
- Enrique Vidallé
- Carmelo Villalba
- José Luis Pavoni
- Jorge Olguín
- Adrián Domenech
- Emilio Commisso
- Sergio Batista
- Mario Hernán Videla
- José Castro
- Pedro Pasculli
- Carlos Ereros
- DT: Roberto Saporiti

#### Torneo Nacional 1985: Argentinos Bicampeón
Como campeón vigente del Metropolitano 1984, Argentinos afrontó el Nacional 1985 con el mismo plantel que había conseguido el primer título en los 80 años de vida del club. Quizás la única variante fue la irrupción definitiva como titular de uno de los jugadores más talentosos que hayan surgido de su cantera: el Bichi Borghi, que se adueñó de la camiseta 9. Tras el alejamiento de Saporiti de la dirección técnica, se contrató a José Yudica como DT, quien había salido campeón con Quilmes hacía siete años y había conseguido el inmediato ascenso de San Lorenzo tres años atrás.
El grupo de la primera ronda tenía a Argentinos Juniors, Chacarita, Belgrano de Córdoba y Central Norte. Argentinos finalizó primero en el grupo de manera invicta, incluyendo una categórica victoria por 8-0 ante el equipo de Salta, goleada en la que Pasculli convirtió cinco goles, ganándose una convocatoria a la selección nacional. En la siguiente rueda dio cuenta de Ferro por un contundente 3-0, clasificándose para la siguiente fase donde debía enfrentar al buen equipo de Vélez. Los enfrentamientos contra el equipo de Liniers serían a ida y vuelta. Argentinos ejerció la localía en el primer partido en La Bombonera, ganando 2-0 con un gol olímpico del Panza Videla incluido, y la revancha fue en el Amalfitani, donde La V azulada triunfó por el mismo marcador. La paridad en el resultado global condujo a una definición por penales, donde Vidallé fue la figura del visitante, que clasificó a la final del torneo.
Tras jugar una repesca, el mismo equipo de Vélez clasificó a la definición contra el Bicho, que debía jugarse en un estadio neutral, el Monumental, también a partido y revancha. El primer encuentro fue un empate en 1 con gol de Borghi, que luego se perdería en la definición por penales. En el partido definitivo, Pepe Castro convirtió para el equipo de La Paternal a los 5 del segundo tiempo, empatando Comas ocho minutos más tarde. Después, el Tifón contó con un penal a favor, que fue pateado por Olguín y atajado por Navarro Montoya, el juvenil arquero velezano. Quince minutos después, un zapatazo cruzado desde los bordes del área grande a cargo del Checho Batista puso cifras definitivas. Argentinos Juniors se consagraba bicampeón. La rivalidad deportiva entre estas dos instituciones cercanas en la ciudad se profundizó mucho luego de esta serie de enfrentamientos, llegándose a incidentes violentos que configuraron un profundo antagonismo entre ellas que todavía persiste.
Alineación:
- Enrique Vidallé
- Carmelo Villalba
- José Luis Pavoni
- Jorge Olguín
- Adrián Domenech
- Emilio Commisso
- Sergio Batista
- José Castro
- Mario Hernán Videla
- Claudio Borghi
- Carlos Ereros
- DT: José Yudica

### Copa Libertadores 1985: Argentinos Campeón de América
En el mismo año en que el Bicho se consagraría por segunda vez consecutiva campeón en el plano local, debía debutar en la Copa Libertadores por haberse adjudicado el Metropolitano de 1984. La primera fase que debería afrontar se adivinaba compleja, siendo que el grupo estaba integrado por los conjuntos cariocas Fluminense y Vasco da Gama, y por uno de los mejores equipos argentinos de aquel entonces, Ferro. Pese a haber debutado en la copa con una derrota 1 - 0 frente a este último equipo, el Bicho se repondría y haría historia en Brasil, triunfando tanto frente al Vasco da Gama por 2 - 1 como ante Fluminense por la mínima, en el mítico estadio Maracaná. Tras los partidos de vuelta, disputados en Caballito, que depararon un empate agónico en 2 contra Vasco da Gama y un claro triunfo 3 - 1 ante el tricolor carioca, el club de La Paternal conseguiría la clasificación a la siguiente rueda luego de vencer 3 a 1 en un partido de desempate al otro equipo argentino que lo igualaba en puntaje.
En la fase semifinal completó el grupo conformado por Blooming de Bolivia y el campeón vigente de la Libertadores y de la Copa Intercontinental, Independiente. Tras empatar en 2 contra el diablo como local, rescatar un 1 - 1 de su excursión a Santa Cruz de la Sierra y un triunfo en la revancha contra el mismo rival, Argentinos encaraba la definición debiendo ganarle sí o sí al poderoso equipo de Avellaneda como visitante para alcanzar la final. El partido decisivo se lista entre los enfrentamientos más memorables en la historia de la copa ya que resultó altamente emotivo además de haber sido jugado en gran nivel. El Tifón se fue al entretiempo ganando 2 a 1 (tras los goles de Castro y Videla -este último, de penal- y el descuento de Percudani para el equipo local) y al regreso del descanso defendió el resultado recurriendo a su juego de buen pie, pese a los embates permanentes del Rojo. Faltando dos minutos para el final del partido, este equipo contó con un penal, pateado por Marangoni y contenido por Quique Vidallé -quien había cometido la infracción-, sellándose así el resultado. Las crónicas de la época y las imágenes que han quedado dan cuenta de que locales y visitantes abandonaron el terreno de juego entre grandes ovaciones que provenían de ambas parcialidades, en agradecimiento al espectáculo entregado. El Bicho alcanzaba la final continental en su primera participación en el torneo, habiendo dejado en el camino durísimos rivales y mostrando pasajes de gran nivel de juego.
La final debía disputarse frente al conjunto colombiano América de Cali, que contaba con figuras como los argentinos Julio César Falcioni y Ricardo Gareca o el juvenil colombiano Antony De Ávila. El primer partido disputado en el estadio Monumental de Buenos Aires fue un triunfo por la mínima a favor del conjunto de La Paternal, con gol del Nene Commisso. En la revancha en Cali el resultado fue el mismo, pero a favor del equipo colombiano. El reglamento de entonces determinaba que ante tal paridad debía disputarse un partido de desempate en terreno neutral (se eligió el Estadio Defensores del Chaco de Asunción), que terminó en empate 1 a 1 tras los goles de Commisso a los 37' del primer tiempo y del flaco Gareca cuatro minutos más tarde. Tras un segundo tiempo y dos tiempos suplementarios de 15' donde no se pudo quebrar la paridad, el partido debió definirse por tiros desde el punto penal. Luego de las conversiones de Olguín, Batista, Pavoni y Borghi para Argentinos, y de Gareca, Cabañas, Herrera y Soto para el equipo colombiano, Vidallé contuvo el disparo de De Ávila, dejando la definición en los pies del Panza Videla, quien, con categoría, superó a Falcioni. De tal manera, tras una durísima competición que se estiró hasta el último disparo de la serie, Argentinos inscribía su nombre en el muy selecto grupo de campeones de América, con la particularidad de alcanzar la gloria en su primera participación en el torneo.
Alineación en la Final:
- Enrique Vidallé
- Carmelo Villalba
- José Luis Pavoni
- Jorge Olguín
- Adrián Domenech
- Emilio Commisso
- Sergio Batista
- Mario Hernán Videla
- José Castro
- Claudio Borghi
- Carlos Ereros
- DT: José Yudica

### Copa Intercontinental 1985

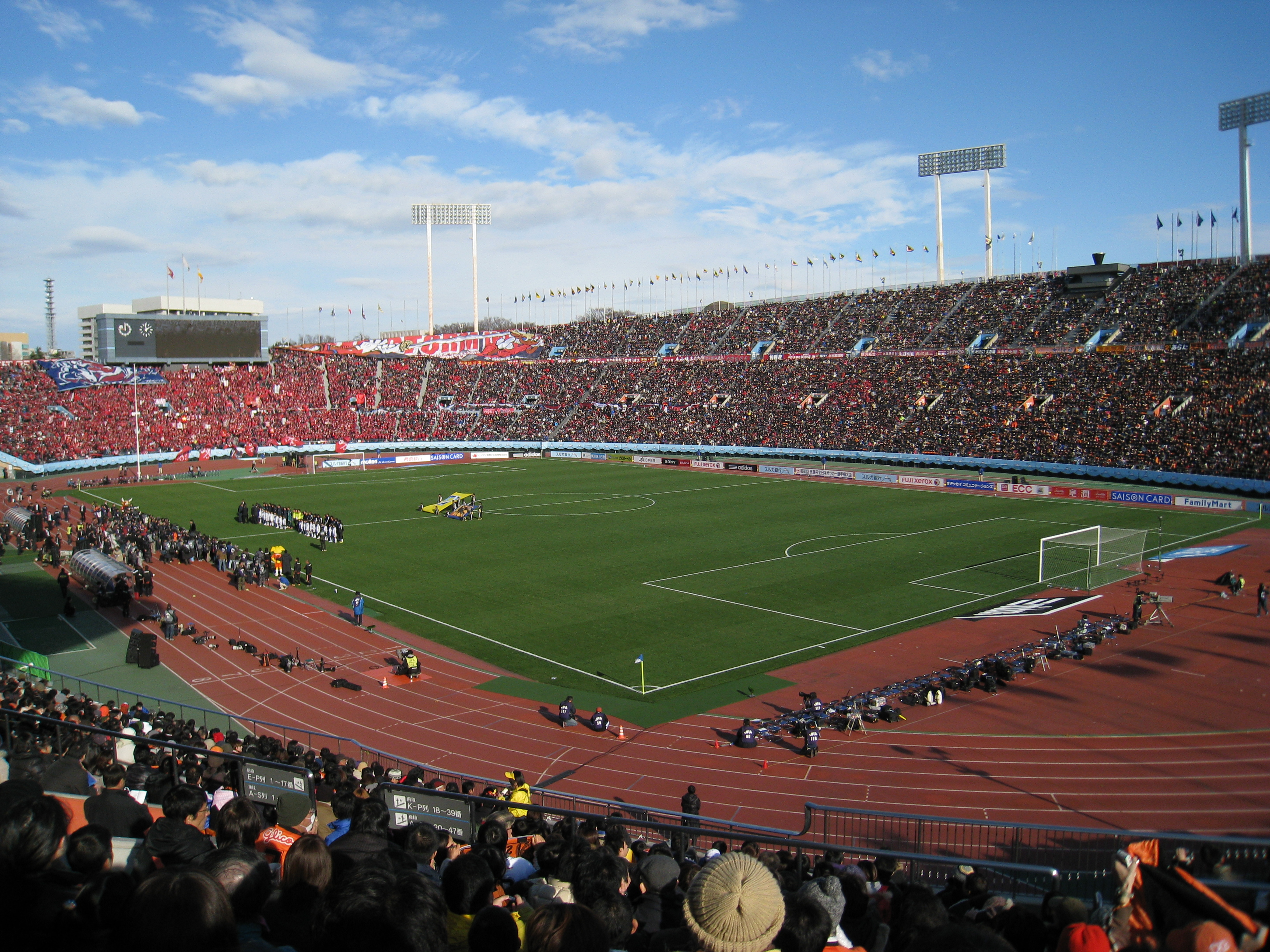
La final Intercontinental de 1985 entre Argentinos Juniors y Juventus se disputó en el Estadio Nacional de Tokio ante 62.000 espectadores.

Como vigente campeón de América, el club tenía el derecho de disputar la Copa Intercontinental 1985 ante el campeón de la Copa de Campeones de Europa, la Juventus de Italia, que contaba con figuras de clase mundial como los campeones del mundo en 1982 Gaetano Scirea y Antonio Cabrini, el volante creativo francés Michel Platini y el delantero danés Michael Laudrup, siendo dirigidos por Giovanni Trapattoni. Este partido se disputó el 8 de diciembre de 1985 en el Estadio Olímpico de Tokio ante 62.000 personas y quedó grabado en la memoria colectiva como la mejor final Intercontinental de la historia, siendo así recordada incluso por la propia FIFA.
Una de las principales características del partido fue su paridad, quizás impensada en la previa. El irreverente equipo argentino seguía desplegando su juego ofensivo y vistoso ante uno de los mejores equipos del planeta. Tal era la confianza en su propio talento que poseía Argentinos que Ereros abrió el marcador a los 55 minutos de juego. Ocho minutos más tarde, con la Juventus asediando el área del Bicho, el árbitro alemán Volker Roth cobraría penal para el equipo italiano, que Platini cambiaría por gol. El crédito sudamericano no se amilanaría y volvería a ponerse en ventaja, esta vez de la mano del Pepe Castro 12 minutos más tarde. Con quince minutos para dar vuelta el encuentro, el equipo turinés volvió a su técnica de asedio constante, consiguiendo restablecer la paridad a falta de ocho minutos para el fin del encuentro, por intermedio del danés Laudrup. El resultado 2-2 condujo a la disputa de dos tiempos suplementarios de 15 minutos donde la paridad no pudo quebrarse y a otra definición por penales, la tercera por esa vía que debía afrontar el Tifón en 1985. Tacconi, el arquero italiano, contuvo el penal de Pavoni, y Sergio Batista envió el suyo por encima del travesaño. Poco importó que Olguín y Juan José López convirtieran para Argentinos o que Laudrup fallara su penal. Juventus se consagraría campeón del mundo; no obstante el juego desplegado por el cuadro de La Paternal sería elogiado principalmente por la prensa argentina.
| Alineación: - Enrique Vidallé - Carmelo Villalba - José Luis Pavoni - Jorge Olguín - Adrián Domenech - Emilio Commisso - Sergio Batista - Mario Hernán Videla - José Castro - Claudio Borghi - Carlos Ereros - DT: José Yudica |  | Subcampeón Intercontinental 1985 Vidallé Villalba Pavoni Olguín Domenech -C- Commisso Batista Videla Castro Borghi Ereros |
| Subcampeón Intercontinental 1985 Vidallé Villalba Pavoni Olguín Domenech -C- Commisso Batista Videla Castro Borghi Ereros |  | |

### Copa Interamericana 1986
El empate con la Juventus no sería el final del ciclo triunfal del club a mediados de la década de 1980. Restaba disputar la Copa Interamericana contra el campeón de la Copa de Campeones de la CONCACAF 1985, el Defence Force de Trinidad y Tobago. Debido a la mala organización, los clubes debían ponerse de acuerdo entre ellos para definir la sede del encuentro. Esto demoró la disputa de la copa hasta el 10 de diciembre de 1986, más de un año después de la disputa de la Intercontinental ya referida. Ya sin su principal figura, Claudio Borghi, quien había sido transferido al A. C. Milan de Italia, y con el regreso de Roberto Saporiti a la dirección técnica en reemplazo de Yudica, Argentinos visitó al equipo trinitense en el Estadio Nacional de Puerto España, venciéndolo por 1-0 con gol del panameño Armando Dely Valdés a los 27 minutos del primer tiempo. De esta forma, Argentinos conseguía su cuarto título oficial en menos de dos años.
| Alineación: - Enrique Vidallé - Carmelo Villalba - José Luis Pavoni - Jorge Olguín - Adrián Domenech - Emilio Commisso - Sergio Batista - Mario Hernán Videla - José Castro - Armando Dely Valdés - Carlos Ereros - DT: Roberto Saporiti | Campeón Copa Interamericana 1986 Vidallé Villalba Pavoni Olguín Domenech -C- Commisso Batista Videla Castro Dely Valdés Ereros |
| Campeón Copa Interamericana 1986 Vidallé Villalba Pavoni Olguín Domenech -C- Commisso Batista Videla Castro Dely Valdés Ereros | |

### 1986-1996: Últimos destellos, decadencia y descenso

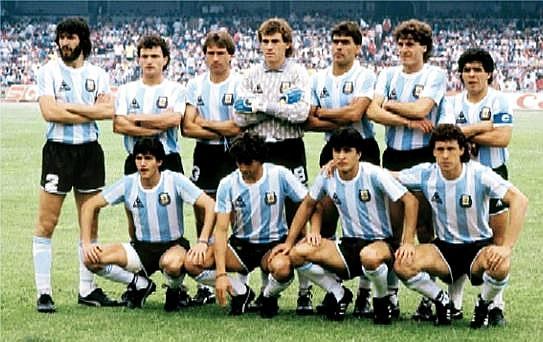
Equipo de la selección argentina en la Copa del Mundo México 1986. En la misma están presentes tres jugadores emblemáticos surgidos de Argentinos Juniors: Sergio Batista -el primero de pie, con el número 2-, Diego Maradona -el último de pie, capitán del equipo- y Claudio Borghi -el tercero de los hincados-.

Luego de un período sumamente fructífero desde todo punto de vista, el equipo atravesó un proceso de recambio que, a priori, no implicaba una pérdida de calidad en el plantel. La partida de jugadores como Borghi en 1986 o de Batista en 1988 se vio compensada con el alumbramiento de jugadores de la talla del notable volante central Fernando Redondo o de Néstor Lorenzo en el exitoso 1985 o los defensores Carlos Mac Allister y Fernando Cáceres en 1986. Entretanto, el club debía afrontar la defensa del título continental en la Copa Libertadores 1986. En un grupo semifinal integrado por Barcelona de Ecuador y el River Plate del Bambino Veira, el campeón vigente empató en puntos con su compatriota, debiendo jugar un desempate en el estadio de Vélez donde perdería la chance de volver a disputar la final por diferencia de gol. El equipo millonario acabaría ganando el torneo.
En el plano local, Argentinos seguía teniendo una escuadra competitiva, pero la pérdida de algunos jugadores clave lo relegaría de los primeros planos. La irregularidad se hizo moneda corriente, pasando de un meritorio 4.º lugar en el campeonato 1985/86 a la decimoséptima colocación al año siguiente, para recuperar terreno en la temporada 1987/88, donde se formaría nuevamente un equipo vistoso, elegante y de mucha categoría apodado Los Globetrotters de La Paternal bajo la batuta de Redondo, que lograría ingresar al club a la Liguilla Clasificación de aquella temporada. Hallando cierta regularidad, y contando con la carta de gol de un jugador llegado desde Instituto de Córdoba, Oscar Dertycia, el club se mantendría en la mitad superior de la tabla hasta finalizar la década, período en el cual se destaca la mejor participación del club en la Supercopa Sudamericana, alcanzando el tercer lugar en 1989. En la temporada 1990/91, la irregularidad volvería a hacerse presente, con un meritorio cuarto puesto en el Torneo Apertura que brindaría otro ingreso a la Liguilla pre-Libertadores, contra un puesto 18 en el Clausura, que dejaría al club en la 13° posición en la tabla general. Simultáneamente a estos vaivenes deportivos, la falta de éxitos comenzaba a notarse en otros ámbitos. Una fuerte crisis económica azotaría a la institución, y se sucederían groseras falencias y desmanejos en la gestión. Quizás la más nefasta fue la oscura maniobra que devino en que no se enviaran a la AFA las renovaciones de los contratos de los jugadores del primer equipo para 1990 y que todos ellos quedaran libres. En la confusión, Fernando Redondo, la figura de aquel equipo, se marchó con el pase en su poder, haciendo perder al club una suma de dinero muy importante.
También en aquella época, la CD, encabezada por el presidente Domingo Tesone y el vice Roberto López decidieron la compra de un predio de 11ha en Bajo Flores con miras a crear un campo de entrenamiento, un centro de formación para futbolistas juveniles de primer nivel, una pensión e incluso una concentración para el primer equipo. El lote, ubicado entre las avenidas Riestra, Castañares y Lafuente y la calle Portela fue comprado en 1989, a cambio de la entrega de la vieja sede social del club, ubicada en la calle Artigas, donde hoy funciona el Centro Cultural Resurgimiento, y del pago de 12 cuotas semestrales. Todas las comodidades planificadas en aquel entonces fueron construidas luego de años de trabajo, incluso la concentración para la Primera División, que se inaugura en mayo de 2021. El hoy denominado Centro de Entrenamiento y Formación del Fútbol Amateur (CEFFA) es un predio de primer nivel con todas las comodidades necesarias para el desarrollo de las actividades de las divisiones, infantiles, juveniles, tanto masculinos como femeninas y de la Primera División Profesional, contando además con un total de nueve canchas de 11, siendo 2 sintéticas.

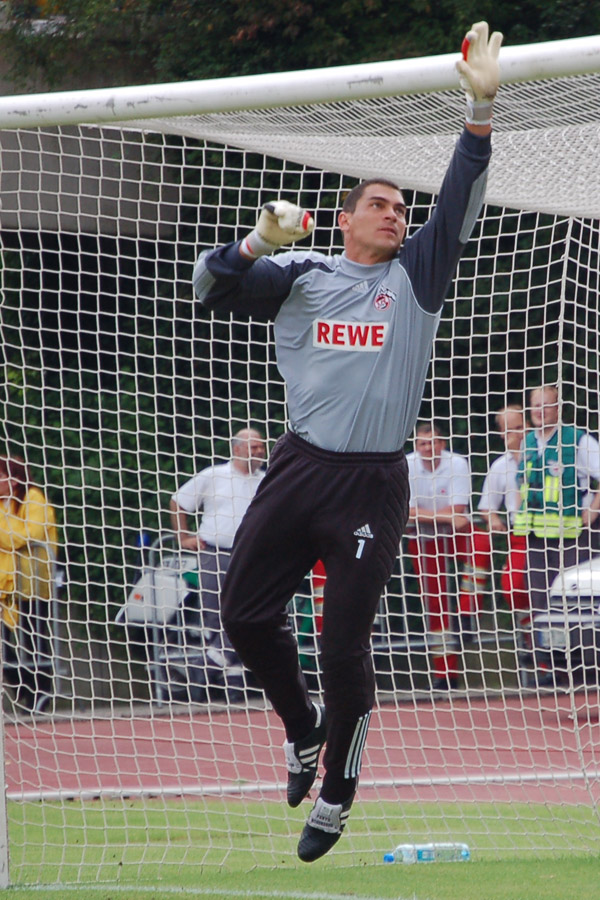
Argentinos fue el primer club argentino donde se desempeñó el recordman colombiano Faryd Mondragón.

Regresando al plano futbolístico, en la década de 1990 comenzaría un notorio declive, que se evidenciaría en los constantes padecimientos del equipo respecto del descenso a la Segunda División. Tan temprano como en la temporada 91/92, el equipo conducido por el exjugador Chiche Sosa penaría durante todo el Torneo Clausura por mantener la categoría, consiguiéndolo en las fechas finales pero ingresando en la compleja dinámica de luchar por la permanencia en la división de privilegio. Incluso en circunstancias difíciles como esta, el club tuvo el honor de seguir gozando de los frutos de su cantera, con los debuts de jugadores notables como Diego Cagna en 1988 y el Pipa Gancedo en 1991. Más allá de este aliciente, las dificultades económicas y deportivas se acrecentaban, salvándose del descenso por apenas siete unidades en 1993. Tales eran los problemas que la dirigencia aceptó un proyecto acercado por la empresa Torneos y Competencias que ofrecía la incorporación de varios jugadores de nivel por cuenta de la firma, entre quienes se mencionaba la chance de un retorno de Diego Maradona, pero que incluía la cláusula de mudar la localía a la Ciudad de Mendoza, lo que condujo que los socios de la institución rechazaran de plano el proyecto. A pesar de todo, y con la continuidad de Sosa en la dirección técnica, el plan se llevó a cabo y resultó un estrepitoso fracaso, pues los resultados deportivos fueron mediocres y las incorporaciones de nivel no fueron tales, pudiéndose destacar únicamente al guardameta colombiano Faryd Mondragón. El equipo acabó nuevamente a siete puntos del descenso y el denominado proyecto Mendoza no tuvo continuidad. El regreso a la Capital Federal trajo consigo una campaña fuera de lo común. En el Torneo Apertura 1994 el equipo acabó en la 4.ª colocación, peleando el campeonato hasta el final, para finalizar último en el siguiente Clausura, sin poder despegarse de la zona de permanencia en Primera. Fue en esa irregular temporada cuando el gran lateral izquierdo Juan Pablo Sorín debutó en la Primera del club, contando con apenas 18 años de edad. La temporada 1995/96 comenzó con un acontecimiento sin precedentes en la historia del fútbol argentino. El Bicho debía participar en la Supercopa Sudamericana 1995 y, ante la carencia de un campo de juego propio, hizo las veces de local ante Atlético Nacional de Medellin en el estadio Orange Bowl de Miami, Estados Unidos. El partido fue 1-3 en favor del equipo colombiano y Argentinos, como acostumbraba desde 1991, fue eliminado en la primera ronda. Finalmente, en la siguiente temporada se consumó la pérdida de la categoría, luego de 41 años ininterrumpidos en Primera, y algo más de diez años después del ciclo más exitoso en la historia del club.

### 1996-2004: Rápido retorno, nuevo descenso, reinauguración del estadio y vuelta a Primera
Viéndose relegado de la permanencia a la divisional a la que pertenecía según dictaban sus antecedentes, Argentinos enfrentó el Torneo de la Primera B Nacional 1996/97 apelando a los recursos habituales del club: un DT de la casa como Osvaldo Sosa, la presencia en el primer equipo de jugadores de inferiores de la talla de Jorge Quinteros, Diego Placente, César La Paglia y Leonardo Mas, y algunas apuestas adquiridas a equipos del ascenso como Rolando Schiavi. El torneo de segunda división resultaría complejo y más aún considerando las dificultades institucionales que se atravesaban, pero el retorno a Primera se lograría inmediatamente y ganando el torneo sin discusión, pese a tener una formación austera y plagada de juveniles que demostrarían su valía en años venideros. El duro torneo se coronó con un triunfo por 1-0 frente a Gimnasia y Tiro de Salta en el estadio de Deportivo Español ante una multitud que agotó las 30 000 localidades disponibles y que luego marchó en caravana hasta La Paternal para celebrar la conquista. El gol del triunfo frente al equipo salteño sería obra del Polo Quinteros, grata revelación de aquel torneo, quien formara una notable dupla de ataque junto al hondureño Eduardo Bennett. Como muestra de la jerarquía de aquel equipo, cabe decir que jugó 42 partidos ganando 22, empatando 14 y perdiendo solamente 6, sumando en total 52 puntos.
La alegría por el regreso a la Primera División sería efímera. El club no lograba recuperarse de su dura crisis económica y, como consecuencia de la deplorable situación institucional se continuaron los graves desmanejos por parte de los directivos, entre los cuales quizás el más nocivo para la institución haya sido la venta a Boca Juniors a cambio de muy poco dinero de las fichas de varios promisorios futbolistas juveniles que aún no habían debutado en Primera, entre los cuales se destaca el caso paradigmático de Juan Román Riquelme, quien se formó en Argentinos pero debutó oficialmente en el club de la Ribera. Un tiempo atrás, el padre del promisorio volante central de inferiores Esteban Cambiasso apeló a la patria potestad para obtener el pase de su hijo tras haberle conseguido una prueba en el Real Madrid, operación que no dejaría dinero al club. Sin embargo, años más tarde la comisión directiva de entonces iniciaría un pleito en FIFA y luego de algunos años el Real Madrid debió abonarle a la institución dinero como resarcimiento para poder utilizar a los hermanos Cambiasso. Además de eso, se habían iniciado las obras para construir finalmente el nuevo estadio, en el mismo lote de Juan Agustín García y Boyacá donde se encontraba el viejo estadio de madera ya demolido, las cuales resultaron una carga sumamente onerosa. Más allá de esos problemas de índole institucional, las campañas del Bicho una vez vuelto a su división fueron de mayor a menor, volviendo a pelear por no descender al poco tiempo de haber recuperado la categoría. Esto no significaba que el club hubiera perdido su poderío en las divisiones formativas, ya que en aquel tiempo se asentaron en el primer equipo grandes jugadores como Federico Insúa, Mariano Herrón, Diego Markic, Cristian Ledesma y Julio Arca, además de la permanencia en el plantel por varios años de Schiavi, Bennett y Quinteros.

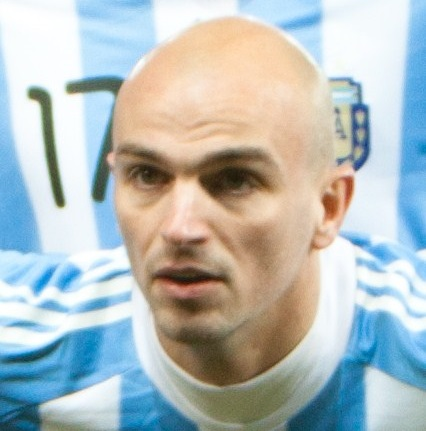
Esteban Cambiasso, luego capitán del seleccionado nacional, también dejó el club del cual es hincha antes de hacer su debut.

La más clara muestra respecto de las dificultades que afrontó el club tras su retorno es que la campaña en la "A" se inició con unos satisfactorios 57 puntos en la temporada 97/98, pasando luego a unas aceptables 49 unidades a la temporada siguiente, cosechando 10 unidades menos en la 99/2000 y comenzando a acercarse a la zona de riesgo en la tabla de Promedios, y obteniendo la regular suma de 43 en la 2000/01, temporada en la que por primera vez se debió jugar una Promoción para conservar la categoría pese a acabar en el 4.º lugar en el torneo Clausura, solo por detrás de San Lorenzo, River y Boca. En aquella serie de reválida, el club se impuso con justeza ante Instituto de Córdoba tras empatar sin goles en la provincia mediterránea y finalizar 1-1 en el partido de vuelta jugado en Ferro, permaneciendo en Primera por la regla de ventaja deportiva. Ya para la temporada siguiente el plantel se encontraba diezmado y el club al borde de la quiebra en medio de la crisis deportiva y financiera, al punto de hallarse embargado e inhabilitado para realizar incorporaciones, debiendo afrontar el decisivo Torneo Clausura con una mayoría de juveniles, entre los cuales se destacaba Leonardo Pisculichi. La magra cosecha de 45 unidades, sumada al bajo promedio que aquejaba al equipo, lo condenó a volver a jugar en la división de plata del fútbol argentino, tras sólo 5 temporadas consecutivas en Primera.
Hubo que barajar y dar de nuevo a partir de la segunda mitad de 2002. Una vez establecida una nueva Comisión Directiva se armó una plantilla con la intención de regresar pronto al lugar de pertenencia de la institución. A cargo de Ricardo Rezza (Ex-Director Técnico de Temperley), experimentado técnico del ascenso —que sería reemplazado por Ricardo Gareca (Ex-Director Técnico de la Selección del Perú) tras un irregular ciclo—, se configuró un equipo competitivo y con salarios de Primera División, compuesto por una buena cuota de juveniles promisorios como el mencionado Pisculichi, Lucas Biglia, Julio Barroso, Walter García, Pablo Barzola, Gastón Machín, Nico Pareja y Lucas Barrios, mezclados con experimentados en las divisiones de ascenso como el Topo Gómez y Ceferino Díaz, figura del torneo previo de la B Nacional. Si bien Argentinos terminó esa temporada en la segunda colocación detrás de Atlético de Rafaela, no se consiguió el ascenso, ya que el reglamento estipulaba disputar una final contra el equipo que hubiera terminado en tercer lugar. Se jugó una serie a ida y vuelta frente a Quilmes, equipo que ostentaba un nefasto récord de 13 finales perdidas de manera consecutiva luchando por el ascenso, y que era conducido por Gustavo Alfaro (Actual Director Técnico de la Selección de Paraguay). La serie, extremadamente cerrada y mal jugada por Argentinos, definida en el estadio de Ferro, donde Argentinos aún fungía de local, terminó favoreciendo al equipo cervecero, que ganó 1-0 en el estadio Centenario y empató sin goles en el partido de vuelta. La última oportunidad de ascender, la Promoción contra Nueva Chicago en doble partido disputado en la cancha de San Lorenzo, tampoco pudo devolver al club a la división de privilegio pero en medio de la crisis deportiva y financiera los bichos colorados tendría que esperar un año más por malos resultados con el técnico Ricardo Gareca (Ex-Director Técnico de la Selección de Chile) y por malos manejos administrativos que lo tenían al borde de un colapso económico sumido en una crisis económica.

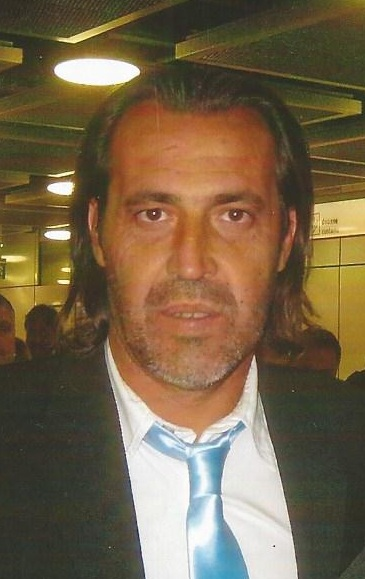
Sergio Batista, fue el director Técnico que consiguió el ascenso a Primera División en 2004.

Segundo año consecutivo de Argentinos Juniors en la Primera B Nacional, La no obtención del objetivo inmediato condujo a la renuncia inmediata de Gareca y una depuración del plantel, donde los jugadores experimentados de dudosa calidad que llenaban espacios fueron reemplazados por juveniles. En la temporada 2003/04 de la B Nacional, el equipo apeló al regreso de dos hijos pródigos para recuperar su plaza en Primera y a un tercer retorno, tan postergado que ya parecía difícil. Por un lado, el goleador Polo Quinteros volvió al club tras un periplo por San Lorenzo, el Fútbol de España y el Fútbol de Chile, y por el otro, Sergio Batista (Ex-Director Técnico de Qatar S.C. de Catar) retornó al club de sus amores, ahora como director técnico y con la determinación de regresar pronto a la "A". Además de eso, el 26 de diciembre de 2003 se inauguró finalmente con una gran fiesta el nuevo estadio de material, denominado Diego Armando Maradona, obra del arquitecto Héctor Caracciolo, socio vitalicio de la institución, apoyado por una notable subcomisión de obras que trabajó durante casi 8 años, logrando afrontar la segunda mitad de la temporada en casa propia luego de 20 años vagando por diferentes escenarios del país y el exterior. La campaña comenzó de manera positiva y el equipo se mantuvo siempre en puestos de vanguardia, pero un tramo final donde se produjo un acentuado declive en los resultados condujo a quedar en el 4.º lugar de la tabla general, detrás de los ascendidos Instituto de Córdoba y Almagro y de Huracán de Tres Arroyos. Sin chances de un ascenso directo, el club debió afrontar un torneo reducido para alcanzar la promoción, y tras imponerse en el mismo disputó una dura serie de Promoción contra Talleres de Córdoba, club que había concluido el Clausura 2004 en el tercer lugar, y que había luchado hasta la penúltima fecha por el título. El Bicho se impuso por dos goles a uno tanto en el partido de ida disputado en el flamante estadio Diego Armando Maradona como en el partido de vuelta en el Chateau Carreras de Córdoba. Los goles de ese último partido fueron convertidos por Cachete Oberman, uno de los mejores jugadores del campeonato, y por el inefable Jorge Quinteros, quien tiene la peculiar marca de haber convertido los últimos dos goles en los últimos dos ascensos del club.

### 2004-2009: Retorno complejo y recuperación gradual

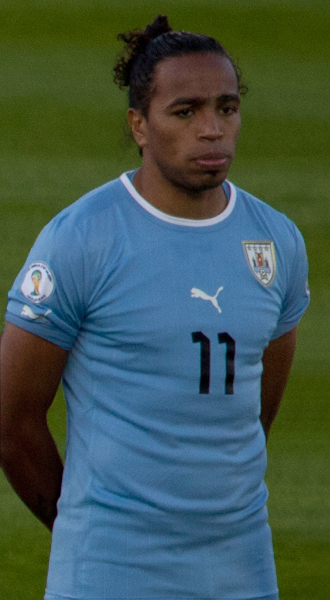
Palito Pereira llegó a la selección uruguaya tras su exitoso paso por Argentinos Juniors.

Habiendo vuelto a Primera División tras dos temporadas en la B Nacional después de perder su invicto en el Estadio Diego Armando Maradona, vs el Club Atlético Los Andes por 1 a 0, justo en el año de su centenario, Argentinos encaró nuevamente la lucha por mantener la plaza que la historia le reservaba. El comienzo fue muy duro, ya que tanto en la temporada inaugural como en la 2005/06 se jugaron sendas promociones para mantener la categoría. El equipo no conseguía levantar la cabeza por completo pese a que obtuvo una sorpresiva fortaleza como local. El Diego Armando Maradona empezó a ser un verdadero escollo en el fixture para los demás equipos, principalmente para los grandes. Ninguno de los cinco miembros de ese grupo pudo conseguir un triunfo en la primera temporada en que el Tifón volvió a su histórico terreno de juego: San Lorenzo, Boca y Racing perderían por la mínima, Independiente caería 3-0 con un memorable gol del defensor Ariel Seltzer desde atrás de mitad de cancha y River empataría en 3 tantos. El problema era que no se podía trasladar ese buen rendimiento fuera de La Paternal. Se sucedieron los directores técnicos sin lograr revertir la racha negativa, hasta que en el año 2006, luego de sortear la promoción contra Huracán, se contrató a un DT sin antecedentes en Primera División que fue recomendado por Diego Maradona: Ricardo Caruso Lombardi. Dueño de un estilo particular, mediático, polémico y provocador, este exjugador del club tenía una amplia y exitosa trayectoria en el ascenso, particularmente dirigiendo a Tigre. Inmediatamente a su llegada, Caruso se dedicó a recabar una multitud de jugadores ignotos de equipos del ascenso o de ligas menores del exterior. Así llegaron a la institución masivamente Gabriel Peñalba y Álvaro Pereira en condición de libres desde Quilmes -de la B Nacional-, Andrés Scotti desde el Rubin Kazan -de Rusia-, el juvenil Gabriel Hauche -desde Temperley, de la tercera división-, Emmanuel Gigliotti -desde Lamadrid, equipo de la cuarta categoría-, Juan Sabia -quien venía de descender a la B Nacional en Gimnasia y Esgrima de Jujuy-, Roberto Battión -previamente en Unión de Santa Fe- y Juan Mercier, llegado desde el viejo rival Platense, lo que le ocasionó una fuerte resistencia entre el público en un primer momento. Muchos de esos jugadores alcanzaron rendimientos notables y fueron vendidos por el club en cifras millonarias algunas temporadas más tarde, aunque otros varios fueron dejados en libertad de acción rápidamente, algunos incluso sin debutar (como Gigliotti). De la mano del plantel comandado por Caruso, que se completaba como es de esperarse con una gran camada de canteranos entre quienes destacan Néstor Ortigoza y Matías Caruzzo, Argentinos se volvió un equipo durísimo, quizás conservador, pero muy complejo de enfrentar en cualquier estadio. Tal fue así que en la temporada 2006/07 el equipo se salvaría de jugar la promoción y del descenso, abordando el siguiente año con mayor tranquilidad. Desafortunadamente, la personalidad de Caruso no encajaba con lo que la dirigencia pretendía y las rispideces mutuas devinieron en una repentina renuncia del entrenador. Su sucesor, Néstor Gorosito, de más bajo perfil, logró encauzar un plantel ya armado cuya principal arma era la fabulosa dupla de volantes centrales compuesta por Ortigoza y Mercier, y se volvió prácticamente infalible como local. La buena campaña realizada con Pipo en el banco condujo a un hecho tan inesperado como satisfactorio: Argentinos sumó el tercer mejor puntaje de la temporada y clasificó a la Copa Sudamericana 2008, regresando a las competencias continentales luego de más de 12 años de ausencia.

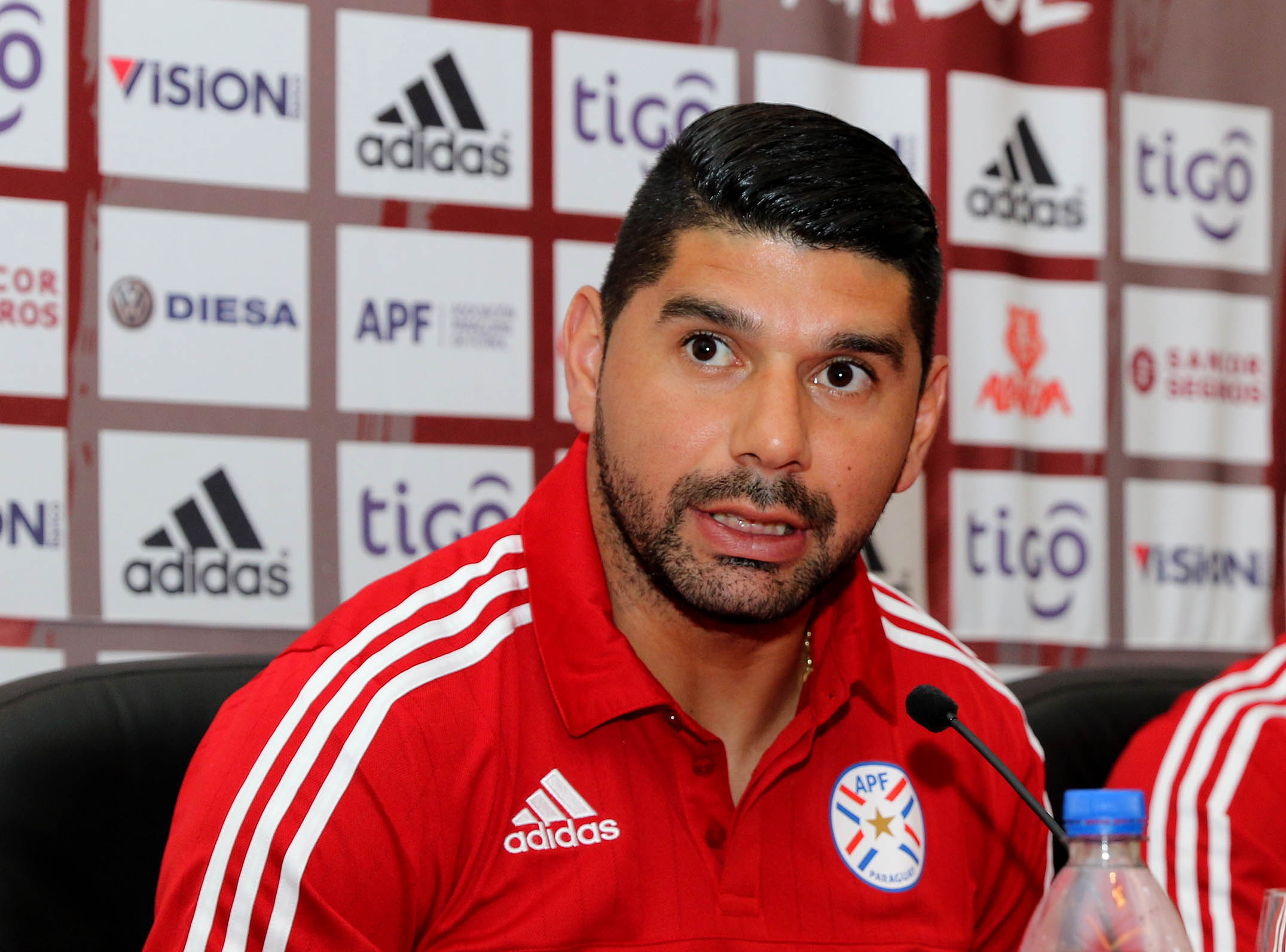
El volante central Néstor Ortigoza es uno de los mejores jugadores surgidos del club en los últimos años. Se encuentra retirado desde Octubre de 2022.

Después de años de padecimientos y con una plana directiva enfocada en recuperar la imagen del club, el Bicho volvía a tener un equipo sólido en todas sus líneas y competitivo, contando con un extraordinario mediocampo conformado por el doble cinco Ortigoza y Mercier, sumados a Palito Pereira y el Flaco Peñalba y a la picante ofensiva con el clásico delantero central Nicolás Pavlovich y el extremo Gabriel Hauche, respaldados por Canuto, Caruzzo, Scotti y Escudero en la línea de fondo y con Sebastián Torrico en la valla. El buen funcionamiento colectivo llevó a que ese equipo alcance las semifinales de la Sudamericana tras imponerse sucesivamente a San Lorenzo, San Luis de México y Palmeiras de Brasil, con un resonante triunfo por 1-0 en el Estadio Palestra Itália de San Pablo. Luego, el poderoso Estudiantes de La Plata de Andújar, La Brujita Verón, el Chapu Braña, El Chino Benítez y José Luis Calderón daría cuenta de Argentinos en la semifinal, tras el empate en 1 en el Maradona y el ajustado triunfo por 1-0 en el Estadio Único con gol de Caldera, jugador que dos años más tarde se consagraría ídolo del Bicho en circunstancias muy distintas. Argentinos había regresado a los primeros planos internacionales tras apenas cuatro años en Primera, luego de enfrentar situaciones durísimas una década atrás.
Al cabo de ese año, Gorosito iría a dirigir a River Plate y muchos de los jugadores destacados serían vendidos, en varios casos al exterior, como Escudero y Pereira, transferidos respectivamente al Corinthians y al CFR Cluj en cifras superiores al millón de dólares. Entretanto, el ex asistente técnico de Marcelo Bielsa, Claudio Vivas, se hizo cargo del equipo en su primera experiencia como DT. Contando aún con la base del equipo que había quedado tercero en la Sudamericana, Vivas realizó una campaña pésima, reuniendo apenas 13 puntos en 15 fechas, con la particularidad de haber perdido una buena cantidad de partidos en los últimos diez minutos de juego. El club finalizó aquel campeonato en la última posición, aunque el sucesor de Vivas se encargaría de enderezar sobradamente el rumbo del equipo. Ante una situación que se avizoraba crítica en el mediano plazo, la dirigencia apostó a repatriar a uno de los máximos ídolos de la institución, Claudio Daniel el Bichi Borghi, ya por entonces entrenador consagrado tras una gran cosecha de títulos en Colo Colo, para afrontar, otra vez, la lucha por mantener la categoría. Ni siquiera el más optimista fue capaz de anticipar el cambio radical que se avecinaba en Juan Agustín García y Boyacá.

### 2009-2010: El primer ciclo de Borghi

#### Apertura 2009
Inmediatamente a su llegada, Borghi hizo varias modificaciones en el plantel profesional, incorporando jugadores de su conocimiento como el delantero Ismael Sosa y el arquero chileno Nicolás Peric, repatriando canteranos como cachete Oberman y trayendo algunos otros menos conocidos que descubrió en partidos amistosos que presenció, como Facundo Coria. El debut de Argentinos en el Apertura deparaba una visita a La Bombonera, terreno históricamente hostil para el Bicho. Desde ese partido, el equipo empezó a sorprender. Si bien el resultado fue empate en 2 goles, Argentinos pudo adueñarse de la pelota, manejar las acciones, hacer frente al rival y convertirle, lo cual era notable considerando que se enfrentaban uno de los mejores planteles del país con otro que venía de terminar último en el campeonato previo. Argentinos fue una de las más gratas revelaciones de aquel certamen, junto al Banfield de Julio Falcioni, que acabaría consagrándose, aunque cierta irregularidad a mediados del torneo y un número considerable de empates -ocho- lo mantuvieron lejos de la lucha por el campeonato. De cualquier forma, la mano de Borghi era evidente en los resultados: habiendo tomado al equipo último, débil y flaco en puntos, en pocos meses lo llevó a tener un gran despliegue, un rendimiento parejo como local y como visitante, perder apenas tres encuentros de 19 jugados y reunir 32 unidades. Aquella fue la mejor cosecha de puntos del club desde su retorno a Primera. El equipo acabó en la 6.ª colocación.

#### Clausura 2010: nuevamente campeón
Luego de realizar los trabajos de la pretemporada veraniega en la ciudad chilena de Temuco y de incorporar al juvenil arquero Luis Alberto Ojeda, proveniente de Unión de Santa Fe, y al veterano delantero José Luis Calderón, libre de Estudiantes de La Plata, Argentinos debutó contra Boca en su estadio con otro empate en dos goles. El partido se destacó por ser el debut de Calderón con la camiseta de Argentinos y por definirse sobre la hora, con un gol de Ismael Sosa. Nuevamente, el torneo empezaba con irregularidad. La segunda fecha depararía una dolorosa derrota por 3-0 a manos del vigente campeón Banfield en el Sur, compensada en la siguiente jornada con una sorprendente goleada a favor por 6-3, también de visitante, frente a Lanús. Tras resultados no muy alentadores como una derrota como local frente a Godoy Cruz o un empate contra Atlético Tucumán en el Norte, la fecha 7 implicó un punto de quiebre. Argentinos se impuso apenas por 1-0 frente a Estudiantes de La Plata, con gol de Calderón, pero el equipo demostró un gran fútbol, superando ampliamente al Campeón de América de entonces. Desde ese partido, el Tifón no volvería a ser derrotado, alcanzando victorias resonantes frente a Vélez de local o frente a Racing, River y Rosario Central en sus respectivos estadios.
La decimoséptima fecha ya contaba con un grupo de cuatro equipos que se dirimirían el título. El Independiente conducido por el Tolo Gallego y el Estudiantes de Pachorra Sabella marchaban con cierta ventaja frente al Bicho del Bichi y el sorprendente Godoy Cruz del Turco Asad. A priori, las oportunidades de Argentinos eran escasas. Todavía tenía que jugar contra San Lorenzo en el Nuevo Gasómetro y recibir a Independiente en La Paternal, además del cierre frente al débil Huracán en el Palacio Ducó. Habiendo ya igualado su campaña previa de 32 puntos, marchaba por detrás de Estudiantes -34 unidades- y apenas un punto por delante del Rojo. La pelea por el título parecía quedar atrás cuando el primer tiempo contra el cuervo acababa con un 1-0 en contra, consecuencia de un partido mal jugado por el equipo visitante. Tras la reanudación, y con una actuación consagratoria de Ismael Sosa quien marcó dos tantos, Argentinos terminó ganando por 2-1, encarando el juego contra Independiente todavía en una posición expectante respecto al título. Precisamente el equipo de Avellaneda era dueño del pase de Sosa, goleador de Argentinos con 9 tantos, razón por la cual no se pudo contar con su carta de gol en la penúltima jornada.
El partido de la fecha 18 en que Independiente visitó a Argentinos Juniors acabó siendo uno de los más memorables en los últimos tiempos del fútbol argentino y se lista entre los 8 partidos más importantes de la historia del club de La Paternal, equiparado con la conquista de la Libertadores o el subcampeonato intercontinental. Tras sufrir la lesión de su arquero Nicolás Peric al inicio del encuentro, Argentinos ganaba por 1-0 a los 26 minutos con gol de Nicolás Pavlovich. Apenas un minuto y medio después, Independiente empataría con un gol olímpico de un jugador surgido de las inferiores de Argentinos, Leonel Núñez. Al inicio del segundo tiempo, otro exjugador de Argentinos, Darío Gandín, pondría el 1-2 en favor del visitante, que 20 minutos más tarde aumentaría la ventaja tras una nueva conquista de Núñez. Mientras se sucedían ataques sin éxito del visitante, presto a liquidar el partido, Borghi realizó un cambio insólito, reemplazando al lateral-volante Gonzalo Prósperi por el defensor central Ignacio Canuto, quien se situó en la posición de enganche. Desde ahí, Canuto puso un preciso centro para que a los 28' Pavlovich convirtiera nuevamente, poniendo las acciones 2-3. En un final para el infarto, el defensor Juan Sabia convirtió su segundo tanto en Primera División con un potente disparo al ángulo, empatando el partido en 3 a los 89 minutos de partido. El milagro se consumó cuatro minutos más tarde, cuando el capitán del equipo local, Matías Caruzzo, puso el 4-3 definitivo a falta de 30 segundos para terminar el juego. Simultáneamente, Estudiantes de La Plata no pudo dar cuenta de Rosario Central, empatando 0-0 y sufriendo la expulsión de su mejor jugador, Juan Sebastián Verón, tras un violento codazo. El 16 de mayo de 2010, en la fecha decisiva, ante una multitud de más de 15.400 hinchas visitantes que agotaron las localidades que Huracán puso a disposición, Argentinos ganó con comodidad por 2-1 al conjunto quemero y se consagró campeón local por tercera vez en su historia, 25 años después de su último título nacional. Las principales figuras de aquel conjunto fueron su capitán Matías Caruzzo, el tándem Ortigoza-Mercier en el mediocampo, el goleador Ismael Sosa y José Luis Calderón, vital para el equipo tanto dentro como fuera de la cancha. Por su parte, Claudio Borghi estableció un récord al ser el primer técnico en salir campeón como jugador y como entrenador en el club. La cosecha de 73 unidades en toda la temporada fue la mayor en un año en la historia de la institución.
La tabla de posiciones finalizó de la siguiente forma:
| Pos | Equipo             | Pts | PJ | PG | PE | PP | GF | GC | DIF |
| --- | ------------------ | --- | -- | -- | -- | -- | -- | -- | --- |
| 1º  | Argentinos Juniors | 41  | 19 | 12 | 5  | 2  | 35 | 23 | 12  |
| 2º  | Estudiantes        | 40  | 19 | 12 | 4  | 3  | 33 | 14 | 19  |
| 3º  | Godoy Cruz         | 37  | 19 | 11 | 4  | 4  | 28 | 14 | 14  |
| 4º  | Independiente      | 34  | 19 | 10 | 4  | 5  | 25 | 18 | 7   |
| 5º  | Banfield           | 32  | 19 | 9  | 5  | 5  | 24 | 16 | 8   |

| Alineación habitual: - Nicolás Peric - Juan Sabia - Matías Caruzzo - Santiago Gentiletti - Gonzalo Prósperi - Juan Mercier - Néstor Ortigoza - Gustavo Oberman - Facundo Coria - José Luis Calderón - Ismael Sosa - DT: Claudio Borghi |  | Campeón Clausura 2010 Peric Sabia Caruzzo -C- Gentiletti Prósperi Mercier Ortigoza Oberman Coria Calderón Sosa |
| Campeón Clausura 2010 Peric Sabia Caruzzo -C- Gentiletti Prósperi Mercier Ortigoza Oberman Coria Calderón Sosa |  | |

### 2010-2014: Malas decisiones, muchos técnicos y un nuevo descenso
Luego de la finalización del Torneo Clausura 2010 donde Argentinos Juniors consiguió el título, Borghi cumplió con su palabra y no renovó su vínculo con la institución, siendo inmediatamente contratado por Boca. La dirigencia confió en Pedro Troglio y su cuerpo técnico para afrontar el interesante año que se avecinaba, con las copas Sudamericana 2010 y Libertadores 2011 en la mira. Al mismo tiempo que Borghi dejaba su cargo se produjo un auténtico éxodo de jugadores. Peric, Caruzzo, Coria, Sosa, Pavlovich, Raymonda y Canuto se fueron a diferentes equipos, y Calderón se retiró luego de un breve retorno a su primer club, Cambaceres. Como contrapartida, regresaron algunos exjugadores del club como Franco Niell, Sergio Escudero y el arquero Nicolás Navarro, y se incorporó al ex goleador de Gimnasia, Gonzalo Vargas, y al promisorio delantero de la reserva xeneize Nicolás Blandi. La campaña en el Apertura 2010 fue más pobre de lo que se esperaba, finalizando en el decimotercer lugar, permaneciendo casi siempre en la mitad inferior de la tabla de posiciones y consiguiendo el primer triunfo recién en la 8.ª jornada. De ese torneo solamente se puede destacar una goleada por 4-2 al Lobo en el Bosque y un inesperado triunfo como visitante por 2-0 frente al nuevo equipo de Borghi, Boca Juniors. Por otra parte, tras dos partidos muy mal jugados, el equipo quedó eliminado en la primera ronda de la Copa Sudamericana por el futuro campeón de esa edición, Independiente de Avellaneda. Otro título saliente del segundo semestre de 2010 fue la escrituración a nombre del club de los terrenos del estadio y del Centro de Entrenamiento y Formación del Fútbol Amateur (CEFFA). A cambio de la condonación de una deuda impositiva existente, el club devolvió a la ciudad 2 de las hectáreas de ese último predio.
Al año siguiente, tras realizar la pretemporada en Mar del Plata y algunos días antes de iniciar la competencia en la Libertadores, el club transfirió a su capitán y figura Néstor Ortigoza a San Lorenzo. La institución de Bajo Flores atravesaba una dura situación económica, la que condujo a que mantuviera una deuda cercana al millón de dólares por la obligación contraída para contar con el volante central incluso un año después de la transferencia, deuda que se terminaría cancelando con documentos 370 días después del pase del jugador. La mayor competencia continental de clubes tenía deparado un grupo durísimo para Argentinos: debía medirse ni más ni menos con Fluminense, campeón de Brasil y con figuras de la talla de Deco y Rafael Moura, América de México, vigente campeón mexicano, y Nacional de Montevideo, ganador del certamen uruguayo. A tales efectos, ante la sequía goleadora de Vargas, se contrató al ariete paraguayo Santiago Salcedo. El debut en la temporada fue un nada despreciable empate en dos tantos contra el poderoso tricolor carioca en el Engenhao de Río de Janeiro. Sorprendentemente, Argentinos picó en punta en su grupo de la Libertadores tras vencer por un categórico 3-1 al equipo mexicano en el Diego Armando Maradona en la segunda fecha, aprovechando el empate de los otros dos clubes. La primera rueda de enfrentamientos se cerró con un trabajado triunfo por la mínima ante Nacional en el Parque Central con gol de Niell, gran figura y goleador del equipo en esos partidos. En la siguiente vuelta, los poderosos equipos harían sentir su jerarquía, venciendo a Argentinos en las revanchas y eliminándolo en la primera ronda pese a haber llevado adelante un digno papel. El último partido, un duro 2-4 como local contra Fluminense, tuvo notoriedad por incluir una batalla campal al final del partido.
Por otra parte, el torneo local simultáneo con esa copa fue digno de destacarse. Argentinos sumó la buena cifra de 30 unidades, acabando en la 5.ª colocación y clasificando a la Sudamericana por segundo año consecutivo y por tercera vez en su historia. En aquel torneo apenas perdió tres partidos (a manos de Godoy Cruz, Boca y Olimpo) y fue el equipo con menos derrotas del certamen. Esos buenos resultados llevaron a que la dirigencia ratifique la confianza en Troglio y renueve su vínculo. Lamentablemente, el segundo ciclo empezaría bastante mal, con una racha de 6 empates consecutivos (las cinco primeras jornadas del Apertura y el debut en la Sudamericana ante Vélez) que recién se cortaría con un doloroso 4-0 en contra en el Amalfitani por la revancha del torneo continental, sucedido luego por una caída por el mismo resultado ante Lanús en La Paternal y por una derrota 4-3 contra un Estudiantes de La Plata ya lejos de sus mejores rendimientos. Esta seguidilla condujo a la renuncia de Troglio y el retorno de Pipo Gorosito a la dirección técnica de la institución. Este logra encauzar nuevamente a un equipo cuyo promedio había vuelto a bajar pronunciadamente, rescatando un 0-0 de su encuentro con el puntero y futuro campeón Boca Juniors en la 9.ª fecha, y reencontrándose con el triunfo en la jornada siguiente, venciendo 2-1 a Belgrano de Córdoba en el Estadio Mario Alberto Kempes. La segunda mitad del torneo sería más tranquila, destacándose un triunfo 3-1 sobre Vélez en La Paternal, señal de la remontada del equipo. Terminó en la decimoquinta colocación con 22 unidades.
En 2012, el equipo de Gorosito había iniciado la competencia en el Clausura con cierta irregularidad, aunque un desafortunado hecho extrafutbolístico cambiaría el curso de los acontecimientos. En las horas previas al cotejo frente a San Lorenzo por la 3.ª fecha, el director técnico sufrió un grave accidente de tránsito que le demandaría un largo proceso de recuperación y renunció de inmediato a su cargo. El cuerpo técnico abandonó sus tareas tras el mencionado partido contra el cuervo (derrota por la mínima) y tras el triunfo por 3-1 sobre Independiente en el Estadio Libertadores de América. La dirigencia contrató como sucesor a Leonardo Astrada. El Negro dirigió al equipo desde la 5.ª jornada y tuvo un rendimiento bastante irregular, consiguiendo varios puntos como visitante (triunfos sobre Lanús, Tigre y Vélez) y finalizando el torneo en la 8.ª colocación con 27 puntos.
Más allá de lo estrictamente deportivo, en ese semestre el club sería protagonista de otro hecho muy peculiar. El día 17 de mayo de 2012 estrenó en cines porteños la película documental Bichos Criollos sobre la historia de la institución, primera obra de esas características en ser parte del circuito comercial argentino. A su estreno concurrieron varios de los célebres futbolistas en ella entrevistados, periodistas ligados al ambiente del fútbol, directivos de otras instituciones y exjugadores identificados con el club como Néstor Ortigoza. Durante el mes de agosto de aquel año fue exhibido en el Centro Cultural Resurgimiento, ubicado en la antigua sede social del club, muy cerca del estadio, luego de dejar de ser proyectado en cines. Luego, fue presentado en las ciudades de Tandil, Puerto Madryn y Gaiman en la Argentina y en los festivales Cinefoot de Río de Janeiro y el Festival de Cine de Berlín.
El segundo semestre del año resultaría nefasto. El equipo fue eliminado por Tigre tras una goleada en la primera ronda de la Sudamericana y arrancaría el Torneo Inicial con una categórica derrota por 3-0 ante Vélez. La segunda fecha traería peores noticias: el equipo perdió por 2-0 ante Racing como local y la flamante incorporación, el peruano José Fernández, sufriría una lesión que lo marginaría hasta el final del campeonato. Astrada dejaría su cargo tras la fecha 14, habiendo sumado apenas 14 puntos y ubicándose entre los últimos de la tabla. Tras varias negociaciones y un interinato de dos fechas de Carlos Mayor (un triunfo y un empate), sería reemplazado por Gabriel Schurrer, quien rescataría un punto como visitante de River en su debut y perdería el resto de los partidos. Con apenas 19 unidades en igual cantidad de partidos y terminando en la decimosexta posición, Argentinos una vez más se acercaba a la lucha por la permanencia.

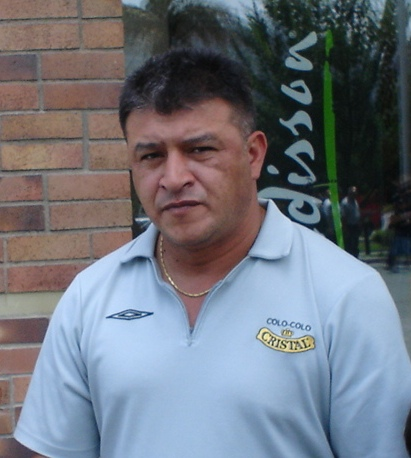
Claudio Borghi máximo ídolo de Argentinos Juniors tuvo dos ciclos como director técnico del equipo y es también el único canterano que ha salido campeón como jugador y como entrenador del club.

Schurrer resultó ser el técnico con el peor registro en la historia del club. Dirigió siete encuentros, empató uno y perdió el resto. El equipo convirtió cuatro goles, de los cuales ninguno sirvió para sumar unidades, y recibió trece. La situación en el Torneo Final, donde se definirían los descensos, era alarmante: el equipo marchaba en la última colocación con comodidad, llevaba ocho jornadas consecutivas sin triunfos y tenía un bajo promedio, muy cerca de equipos como San Martín de San Juan, Independiente o Unión, que estaban en zona de descenso. Lo apremiante de la situación llevó a realizar un llamado de urgencia a otro viejo conocido, Ricardo Caruso Lombardi, con una gran experiencia en este tipo de situaciones. El segundo ciclo de Caruso en el club contó con la desventaja de tener que llevarse a cabo con un plantel mal armado y descompensado, con varios jugadores veteranos como Diego Placente, Aníbal Matellán, Ariel Garcé y Leandro Caruso en dudosas condiciones físicas y futbolísticas, y una enorme cantidad de jugadores juveniles. Teniendo en cuenta esos factores se explica la muy pobre cosecha de puntos, que incluyó derrotas duras que comprometieron aún más al equipo con la permanencia, como el 3-1 a manos del Independiente que más adelante descendería o la derrota como visitante ante San Martín de San Juan. Pese a todos los problemas y el bajo nivel futbolístico, pese a tener que recurrir a juveniles como Droopy Gómez ante la falta de profesionales por la remoción del plantel de aquellos que no estaban en condiciones de jugar, pese a entredichos mediáticos con otros personajes del ámbito futbolero o con jugadores del propio plantel y pese a una versión periodística que mencionaba que el presidente del club habría vendido la permanencia en Primera a Independiente a cambio de la presidencia de la Asociación del Fútbol Argentino, Caruso y el equipo consiguieron permanecer en Primera División, pese a haber estado a dos unidades de descender, y coronaron la faena con un notable triunfo por 1-0 en la 19.ª fecha ante el campeón Newell's Old Boys en el Estadio Marcelo Bielsa.
Luego de un Torneo Inicial con un rendimiento regular donde consiguió 25 puntos y acabó en la 13.° posición -incluyendo un fugaz paso por el primer puesto en las jornadas 3 y 6-, Caruso dejó la dirección técnica del club. Inesperadamente, el ídolo Claudio Borghi retornó al cargo por voluntad propia en el receso veraniego, dispuesto a afrontar el desafío de dejar al club en la primera división. Tras su segunda asunción como director técnico, una de las tribunas del estadio fue bautizada con su nombre. También se dio el regreso de Leonardo Pisculichi, jugador salido de la institución. A pesar de todas las expectativas generadas por estas caras nuevas, Argentinos no podría evitar el descenso, tras un torneo nefasto en el que consiguió solo 15 puntos. Finalmente, el 27 de abril de 2014, a causa del empate 1-1 entre Olimpo y River, Argentinos Juniors perdió la categoría y descendió a la B Nacional luego de 10 años de permanencia.

### 2014: Ascenso sufrido y la vuelta a primera
Argentinos Juniors encaraba la más que atípica B Nacional de 10 ascensos en busca de la "Refundación" (término usado por Borghi) tanto deportiva como institucional. A esto ayudaron las vueltas de jugadores emblema salidos del Semillero del Mundo. Estos eran Juan Román Riquelme, Cristian Ledesma y Matias Caruzzo. Todo esto sumado a otras incorporaciones de alto nivel para la categoría, hacían de Argentinos Juniors uno de los clubes con presupuesto más alto y uno de los claros candidatos al ascenso.
Pero pese a contar con un plantel mejor del que tenía en la Primera División, Borghi no le encontraba el rumbo al equipo y Argentinos se alejaba lentamente de la zona de ascenso. Finalmente, el 25 de octubre de 2014 Borghi renunció como técnico mientras se encontraba a siete puntos de los puestos de ascenso y en semifinales de la Copa Argentina 2014. Su reemplazante sería Néstor Gorosito, cumpliendo su tercer ciclo en el club, quién, a pesar de una contundente eliminación en la Copa, logró torcer el rumbo del equipo y lograr el ascenso en la última fecha al finalizar primero (junto a otros dos equipos) de la zona A con 31 puntos.
A fines del 2015 finaliza el ciclo Segura, enmarcado en un desgobierno alarmante, ganando las elecciones C. Malaspina de 38 años, como presidente del club, siendo el presidente más joven en la historia de la institución, comenzando una nueva etapa de renovación. Se contrata a Jorge Polo Quinteros como secretario técnico y asume la dirección técnica del plantel profesional Carlos Mayor, exjugador campeón de la época dorada y también ex dt de las divisiones juveniles.

### 2016: Otro fracaso
El equipo vuelve a descender el 21 de mayo de 2016 tras una muy pobre campaña, que a pesar de contar con grandes jugadores como Cristian Ledesma, Federico Insúa y Camilo Vargas, el Bicho únicamente consiguió 2 victorias, 6 empates y 8 derrotas, concretando así su quinto descenso de categoría en su historia. Para el inicio del torneo de la B Nacional donde debe jugar Argentinos y con la mente puesta en el rápido regreso a Primera se contrata a Gabriel Heinze como DT. Luego renuncia Jorge Polo Quinteros como secretario técnico. Argentinos finaliza en la segunda posición en el Nacional B en el año 2016, estando en puestos de ascenso, ya que ascienden 2 equipos a Primera, pero en julio de 2017.

### 2016-17: Rápido ascenso
En el 2017 y bajo la dirección técnica de Gabriel Heinze, Argentinos sacó una diferencia arrolladora ante sus rivales. Ganó de local, de visitante, goleó, y jugó bien. El país habló de la revolución futbolística del Bicho. Ascendió a 4 fechas de terminar el torneo, ganándole 1-0 de local a Gimnasia y Esgrima de Jujuy con gol de Nicolás González a los 43 del ST. Cuatro días más tarde, en Mataderos, Argentinos, incluso con suplentes, superó a Nueva Chicago ganándole por 2-1 y coronándose campeón. Finalizó el torneo con 88 puntos y 11 puntos de diferencia sobre el segundo, Chacarita Juniors. Heinze finaliza su contrato y decide no renovarlo a pesar de la insistencia de los jugadores, la parcialidad y los directivos. Asume Alfredo Berti para jugar nuevamente en "su lugar", la denominada ahora Superliga Argentina de Fútbol.

#### Inicio de la Superliga 2017-18
Tras la arrolladora temporada en la B Nacional, y con Berti en el banco, se inició la Superliga Argentina de Fútbol, cayendo 2-1 en el debut contra Patronato. Argentinos tuvo un campeonato regular, entrelazando victorias y derrotas, finalizando en la decimosegunda posición, con victorias destacadas ante Boca por 2-0 en La Paternal, ante Rosario Central por 1-3 en Rosario, un 2-0 ante Racing, y un 1-3 ante Gimnasia en La Plata y clasificando a la Copa Sudamericana 2019. Algunos jugadores destacados fueron Leonardo Pisculichi, en su segunda vuelta al "club de sus amores", Braian Romero, Nicolás Iván González, que se iría al VfB Stuttgart de Alemania en la venta récord de la historia del club y Alexis Mac Allister, la "joya" del equipo.

### 2019-20: Vuelta a la Copa Libertadores tras 10 años
El equipo a fines de 2018 no supo mantener un buen rendimiento, la salida de Berti llevó a contratar como nuevo director técnico a Ezequiel Carboni, que acabaría siendo despedido como uno de los peores del club: empató 1 partido y perdió 5. A mitad del torneo debido a los malos resultados, y por el no poder salir de los últimos puestos más el temor de volver a descender por tercera vez en la década, se contrata a Diego Dabove como nuevo director técnico. Dabove y el equipo dejaron una mejor imagen que, pese a no poder evitar la última posición, se vio mejoría en el desarrollo de los partidos, el plantel se levantaría en la Copa de la Superliga Argentina, llegando a semifinales dejando atrás a Independiente, San Lorenzo y Gimnasia, quedando eliminado ante Boca por un global de 0-1, a la postre subcampeón del torneo. El bicho inició la temporada Superliga Argentina 2019-20 complicado con los promedios, y con una temprana eliminación de la Copa Sudamericana en octavos de final ante Colón de Santa Fe. Argentinos tuvo un muy buen inicio del campeonato en 2019, con destacadas actuaciones de local, finalizando el año puntero con 30 puntos superando a Boca Juniors con 29.
El inicio del 2020 no fue el mejor para Argentinos, perdiendo rápidamente la punta tras varios empates en su estadio. Finalmente, el equipo de La Paternal quedó en la quinta posición con 39 puntos, sin perder un solo partido jugando como local en todo el torneo, perdiendo en diferencia de gol con Vélez Sarsfield y Racing Club. El equipo contó con buenos jugadores como el veterano Santiago Silva, Elías Gómez, los defensores Carlos Quintana y Miguel Torrén, el arquero Lucas Chaves y Damián Batallini; este último por su buen rendimiento sonó para varios equipos del fútbol argentino, siendo en 2020 finalmente vendido a un club de México. Finalizado el torneo, Argentinos jugó la Copa de la Superliga Argentina 2020, solo jugando un encuentro ganándole a Club Atlético Lanús de visitante, con gol de cabeza de Kevin Mac Allister. El torneo no se siguió disputando debido a la pandemia del Coronavirus. Finalmente, Argentinos quedó en la cuarta posición en la tabla de clasificación a copas, clasificando a la Copa Libertadores 2021.
Tras el parón por la pandemia durante más de 7 meses, el 31 de octubre de 2020 Argentinos volvió al fútbol con un empate a 0 ante San Lorenzo. En un grupo junto al ciclón, Estudiantes, y Aldosivi a 2 partidos contra cada uno. El equipo de Dabove pasó la fase de grupos con 10 puntos detrás de San Lorenzo con 12, ganándole a Estudiantes en la Plata y en La Paternal por 1-0, y a Aldosivi en Mar del Plata por 1-4. En la fase final de la copa, el equipo quedó en un grupo donde el primero accedería a la final, junto a Independiente, Boca, River, Arsenal y Huracán. Argentinos no logró este objetivo, quedando tercero de grupo tras empatar con River en el Libertadores de América, ganarle a Arsenal y Huracán de visitante por la mínima, y empatar finalmente 2-2 contra Boca en el Diego Armando Maradona, que finalmente se alzaría con la copa.

### 2021-2023: La era Milito
Concluida la Copa Diego Armando Maradona, tras una actuación decente, iniciaría la Copa de la Liga Profesional 2021. Pero días antes del torneo Diego Dabove comunicó que no seguiría en el club, yendo finalmente a San Lorenzo. Dabove se fue del club con 26 victorias, 19 empates y 13 derrotas. 
El reemplazante de Dabove sería Gabriel Milito. El comienzo del nuevo proyecto del bicho fue decepcionante: Se perdió en el debut ante Rosario Central (2-1), 21 años después ante Platense (0-1) y ante Vélez (0-2). Ya se empezaba a cuestionar la estadía de Milito en el club cuando sorpresivamente Argentinos venció a River en el Monumental por 0-1, con un gran gol de Gabriel Florentín en los últimos minutos. Luego de esta gran victoria, Argentinos tuvo una notable mejoría: En el siguiente partido derrotó a Godoy Cruz por 2-0, eliminó a Colón de Santa Fe por 1-0 de la Copa Argentina (equipo que posteriormente ganaría la copa de la liga) con gol del paraguayo Gabriel Ávalos, obtuvo una gran victoria con 2 jugadores menos ante Arsenal de Sarandí (3-2) y empates ante San Lorenzo (1-1), Central Córdoba y Colón (ambos por 0-0).

#### Copa Libertadores 2021
Argentinos Juniors se ubicó en el grupo F, junto a Universidad Católica de Chile, Atlético Nacional de Colombia, y Nacional de Uruguay. Contra todos los pronósticos, Argentinos se quedó cómodamente con el grupo, venciendo en el debut a Nacional por 2-0 en La Paternal, a Universidad Católica en Chile por el mismo resultado (0-2) y a Atlético Nacional también de visitante por 2-0. 3 Fechas antes el equipo de Milito ya había confirmado su presencia en los octavos de final, dándose el lujo de poder perder ante la Universidad Católica de Chile por 0-1 (Jugando gran parte del partido con un jugador menos tras la expulsión de Gabriel Hauche) y ante Nacional en Uruguay (2-0). Aunque finalmente venciendo otra vez a Atlético Nacional por 1-0 con gol de Emanuel Herrera. El equipo de La Paternal luego de una gran fase de grupos se enfrentaría a River Plate en los octavos de final. En el partido de ida en el Monumental empatarían 1-1 con goles de Matias Suárez y Gabriel Hauche, y en el partido de vuelta River Plate sacaría una diferencia de 0-2 en La Paternal dejando a Argentinos Juniors eliminado de la Copa Libertadores.

## Estadio
Argentinos juega sus partidos de local en el estadio Diego Armando Maradona, ubicado entre las calles Juan Agustín García, Boyacá, Gavilán y San Blas, nombrado así en honor al mejor futbolista argentino de todos los tiempos quien surgió de sus divisiones inferiores y debutó oficialmente en esa cancha, es el único estadio en el mundo en tener el nombre de DIEGO, en vida y que él mismo conoció refaccionado. Este estadio es en algunas oportunidades criticado debido a las dimensiones del campo de juego, aunque sus medidas reglamentarias de 100 metros por 67 son mayores a las de otros clubes de Primera División, como lo fueron Olimpo de Bahía Blanca o Atlético de Rafaela y prácticamente iguales(solo 1,5 metros menos a las de Banfield y Unión de Santa Fe). Los buenos resultados de Argentinos Juniors jugando como local conducen a recurrir a las dimensiones del campo de juego como una excusa para sus adversarios.
Tras demolerse la vieja estructura de tablones de madera y de atravesarse una larga obra de reconstrucción, el flamante estadio, obra del arquitecto Héctor Caracciolo, fue inaugurado con una gran fiesta el 26 de diciembre de 2003. Unas 30 000 personas se acercaron al evento, que tuvo como punto saliente dos encuentros entre el pleno del equipo multicampeón de mediados de la década de 1980, dirigido por Roberto Saporiti, frente al plantel que había conseguido el ascenso en 1997, a cargo de su DT Osvaldo Chiche Sosa. Luego, el segundo partido enfrentó a un combinado dirigido por José Pékerman de viejas glorias del club de la talla de Fillol, Sorín, Esteban Cambiasso, Dertycia, Gancedo y Rafael Moreno -quien ostenta el récord de mayor cantidad de goles convertidos para el club en un solo partido, con 6 conquistas en un triunfo 8-0 sobre Lanús en 1972-, reforzado con algunos otros allegados como Andrés D'Alessandro, vecino del barrio y quien años después se asociaría, frente a la selección Argentina sub-20, a cargo de Hugo Tocalli.
Cabe destacar que, además del debut absoluto de Diego Maradona, este estadio también fue escenario del debut de Lionel Messi en la selección argentina sub-20, en un amistoso contra su par de Paraguay disputado el 29 de junio de 2004, convirtiendo su primer gol con camiseta Argentina, al ingresar en el segundo tiempo, cuando el astro del Barcelona contaba con 17 años de edad.

## Museo "El Templo del Fútbol"
Bajo las graderías ubicadas en la calle Gavilán, se ubica el Museo "El Templo del Fútbol", uno de los únicos tres museos dedicados a un equipo de balompié en el país, junto a los de Boca y River. A diferencia de los otros dos, este cuenta con la particularidad de haber sido realizado a pulmón por sus propios hinchas y socios con recursos aportados por el club, sin la necesidad de recurrir a una empresa privada para su desarrollo. Si bien modesta, la sala se da el lujo de exhibir piezas tales como los cinco trofeos conquistados por el equipo de fútbol (incluida la Copa Libertadores 1985), indumentarias desde 1910 hasta la actualidad, memorabilia aportada por distintos jugadores y sus allegados y un rincón especial dedicado al hijo dilecto de la casa, Diego Armando Maradona, donde se exhibe un breve video documental que narra su notable paso por la institución.
El museo abre sus puertas los días lunes, miércoles y viernes y cuenta con entradas de precios muy accesibles, gratis en el caso de los menores de 12 años. Además, durante los partidos de local se llevan a cabo visitas guiadas orientadas mayormente al turismo extranjero, que incluyen la visita al museo, los vestuarios, la sala de prensa, el hall central y el campo de juego, además del acceso a la platea media para presenciar el encuentro.

## Clásicos y rivalidades

### Clásico Argentinos-Platense
|  | Para un completo desarrollo véase Clásico Argentinos Juniors - Platense |

Clásico Platense-Argentinos, Diego Maradona frente al equipo calamar en 1980, cancha de Platense

Argentinos - Platense: vuelve un clásico que despuntó con el último partido oficial de Maradona con la camiseta del Bicho.
 Diario La Nación, 21 de febrero de 2021
Argentinos disputa el clásico frente a Platense. Su primer cruce fue hace 118 años, en 1907 por la Liga Central de Football Amateur. Pero la rivalidad entre "Bichos" y "Calamares" nació 44 años atrás, a partir de dos duelos decisivos muy recordados y sospechados y por lamentables peleas entre las hinchadas. El 23 de noviembre de 1980 tras un encuentro que ambos disputaron en la cancha de Argentinos, y luego de que el local ganó el partido y dejó a su oponente fuera del torneo,

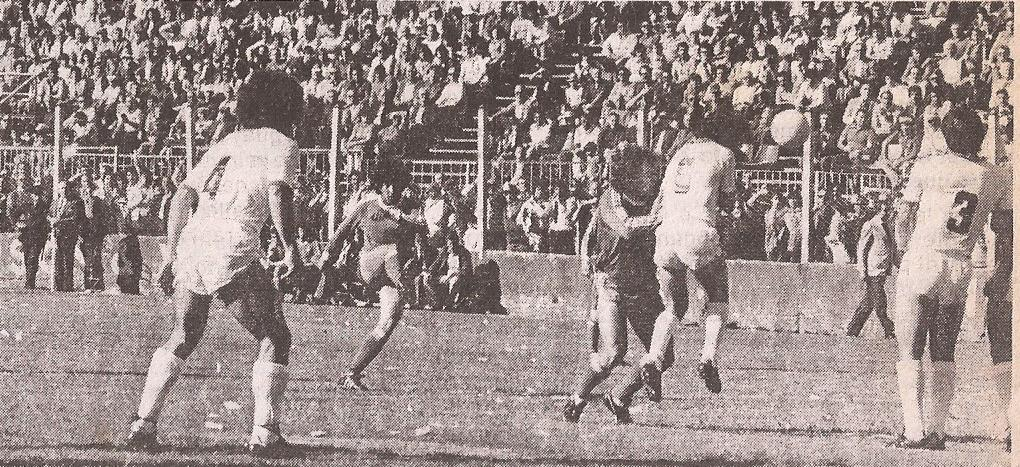
El partido de la polémica que dio origen al antagonismo entre Saavedra y La Paternal hace. Argentinos 2, Platense 1 en el viejo estadio de Argentinos el 23 de noviembre de 1980.

Las parcialidades se enfrentaron dentro y fuera de la vieja cancha de Boyacá, naciendo la enemistad, precedida de varios incidentes entre las hinchadas de ambos clubes al transcurrir las décadas. En 1996, Argentinos perdió la categoría, y tres años más tarde se daría el caso inverso, Platense se vería condenado a jugar en segunda división. El equipo de Saavedra recién logró volver en 2021 a Primera División y si bien las instituciones llevaban más de dos décadas sin enfrentarse, la cercanía de los barrios más representativos de cada club, Saavedra para Platense y La Paternal en caso de Argentinos, que se ubican a siete kilómetros el uno del otro generaron una mayor rivalidad barrial que siempre ha permanecido en el ámbito de este importante clásico porteño. Así nació la enemistad, sucedida de varios incidentes entre las hinchadas de ambos clubes al transcurrir las décadas.

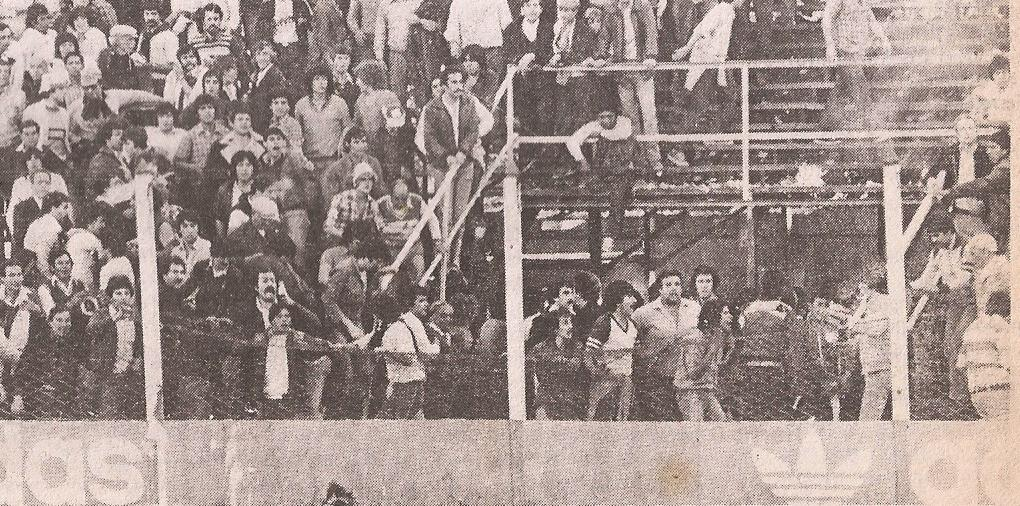
Incidentes en La Paternal hace, hinchas de Platense enardecidos por ser eliminados del torneo y una supuesta incentivacion a Argentinos rompen el alambrado, se registraron incidentes entre ambas hinchadas dentro y fuera del estadio

#### Historial
| Competición                  | PJ | GP | E  | GA | GolP | GolA |
| ---------------------------- | -- | -- | -- | -- | ---- | ---- |
| Primera División Amateur     | 3  | 2  | 1  | 0  | 6    | 1    |
| Primera División Profesional | 74 | 25 | 29 | 20 | 93   | 85   |
| Copas Nacionales             | 4  | 1  | 2  | 1  | 8    | 4    |
| Total                        | 81 | 28 | 32 | 21 | 107  | 90   |

| PJ: Partidos jugados, GP: Ganador Platense, GA: Ganador Argentinos, E: Empate GolP: Goles del Platense, GolA: Goles de Argentinos |

### Clásico Argentinos-Atlanta
En septiembre de 1934, las diferencias entre los directivos de Atlanta y Argentinos explotaron y más teniendo en cuenta que estos últimos tenían el apoyo de la LAF que decidieron desafilar la fusión, suprimir a Atlanta y permitir que el “Bicho” continúe jugando las 14 fechas restantes del campeonato con su denominación y con los jugadores del Bohemio.

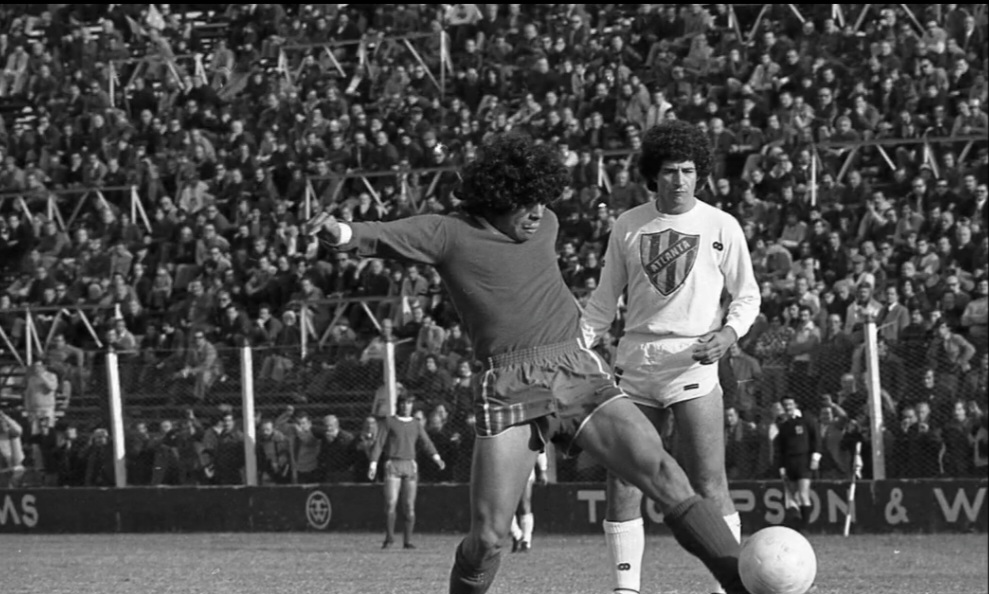
Argentinos-Atlanta es un histórico y tradicional clásico barrial, el antagonismo nació hace, en octubre de 1934. Imagen de Diego Maradona en el clásico de 1977 en La Paternal.

Al igual que lo que ocurre hoy en día, la rivalidad entre Argentinos y Atlanta era muy fuerte, por lo que la fusión obligada no fue aceptada por los hinchas de ambos clubes.
Nuestro Barrrio, enero de 2024

Otro añejo clásico barrial es Atlanta que enfrenta a los barrios porteños representativos de cada equipo La Paternal y Villa Crespo con solo 3,4 km de distancia entre ambos estadios. Cabe recordar que Argentinos se fundó en Villa Crespo y que su primera denominación incluía el nombre de dicho barrio. Disputaron su primer duelo oficial de la era amateur en la vieja cancha de Argentinos, en Av. San Martín y Punta Arenas, hace 97 años, el 6 de mayo de 1928 con empate en dos tantos. Compitieron unidos forzadamente por AFA, en el Campeonato de Primera División 1934, lo que generó el origen del antagonismo, ya que las parcialidades de ambos equipos estaban en desacuerdo con la fusión y las hinchadas de sendos clubes asistían a los partidos en gradas diferentes dentro del mismo estadio.
Cuentan con un amplio historial debido a que se enfrentaron 35 temporadas en primera división y otras cuatro en Primera B. Disputaron su último encuentro oficial el 24 de septiembre de 1984 con triunfo de Argentinos 3 a 2.

En una noche de futsal espectacular, Argentinos Juniors recibió a Atlanta en el Polideportivo “Las Malvinas” e igualó un partido que podría haber ganado. Finalmente, pese al gran trabajo defensivo de Argentinos, el empate llegó a los 18’ y el clásico barrial terminó igualado por 5-5.
 7 de noviembre de 2018, sitió oficial de Argentinos Juniors 

Si bien hace décadas que no se enfrentan la rivalidad aún perdura y se denominan clásicos los encuentros en otras disciplinas deportivas. La convivencia barrial y la enemistad sigue latente con varios incidentes entre sus hinchadas. El 8 de septiembre de 2002 la crónica describe "Villa Crespo y La Paternal un duelo de nunca acabar". Atlanta jugaba de local por una fecha de la B Metropolitana y Argentinos Juniors visitaba a El Porvenir. Parte de su hinchada que se dirigía por Juan B. Justo con dirección a Villa Crespo, unos cincuenta barras del conjunto de La Paternal ingresaron a la calle Humboldt, entre Muñecas y Murillo, para enfrentarse con la barra de Atlanta. La hinchada local todavía no había llegado, por tal motivo los de Argentinos por medio de ladrillos y elementos contundentes atacaron a los aficionados Bohemios que se encontraban en el lugar, un pequeño grupo de Atlanta, salió en defensa de su gente hasta que llegó el accionar policial que disperso con gases y balas de goma a ambas parcialidades. La semana posterior se generó preocupación en los organismos de seguridad dado el temor de que la hinchada de Atlanta se cruce con la de Argentinos Juniors, pues integrantes de ambas parcialidades se amenazaron durante la semana vía Internet, por lo que tuvieron que modificar horarios de los partidos.

#### Historial
| Competición      | PJ | AJ | E  | A  | GolAJ | GolA |
| ---------------- | -- | -- | -- | -- | ----- | ---- |
| Primera División | 63 | 24 | 20 | 19 | 100   | 90   |
| Primera B        | 6  | 1  | 2  | 3  | 10    | 14   |
| Copas Nacionales | 1  | 0  | 0  | 1  | 0     | 1    |
| Total            | 70 | 25 | 22 | 23 | 110   | 105  |

| PJ: Partidos jugados, AJ: Ganador Argentinos Juniors, A: Ganador Atlanta, E: Empate GolAJ: Goles de Argentinos Juniors, GolA: Goles de Atlanta |

### Rivalidades

#### Vélez Sarsfield
Sostiene una fuerte rivalidad debido a que ambos equipos son los más laureados, más reconocidos y con más trascendencia histórica de la Zona Oeste de CABA. Además, el rival histórico del Fortín, Ferro, nunca ha vuelto a disputar la Primera División de Argentina desde su descenso en 2001.

#### San Lorenzo
Por enfrentamientos deportivos, ya que Argentinos mandó al descenso a San Lorenzo en un partido decisivo entre ellos en 1981 y algunas disputas entre hinchadas.

#### All Boys
Existe cierta rivalidad con All Boys debido a la cercanía geográfica. Se enfrentaron por primera vez en 1914 y jugaron frecuentemente entre 1938 y 1955.  Aunque muchos no lo consideran un clásico dado que All Boys pasó la mayoría de su historia en el ascenso mientras que Argentinos Juniors ha pasado gran parte de su historia en la máxima categoría.
"Acerca del tema de la semana, si es clásico o no el partido del sábado, el arquero fue claro: “Lo dije el sábado: el clásico de Argentinos es Platense y el de All Boys es Chicago. Por la cercanía y porque se vuelven a verse después de muchos años como que hay rivalidad. Pero no es un clásico".Nicolas Cambiaso, ex jugador de Argentinos y presidente de All Boys, 20 de octubre de 2010. 
La rivalidad creció tras el ascenso de All Boys a Primera en 2010. En 83 partidos oficiales, Argentinos ganó 45, All Boys 14 y empataron 24.

#### Otras rivalidades
También existen rivalidades con Newell's Old Boys, Boca Juniors, Estudiantes de La Plata, Quilmes y Nueva Chicago.

## Escudo

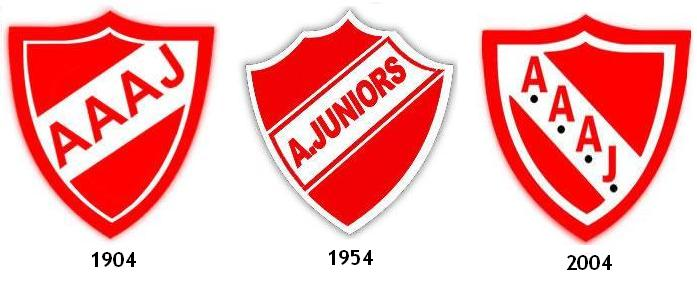
Escudos históricos del club. En imagen: el primer escudo, creado en 1904 y a su lado los escudos utilizados en 1954 y 2004 para conmemorar respectivamente el cincuentenario y el centenario de la institución.

El Escudo de la Asociación Atlética Argentinos Juniors utilizado en la actualidad consta de una bandera roja con una banda diagonal blanca que la atraviesa del extremo superior derecho hasta el extremo inferior izquierdo, con la leyenda "Mens Sana in Corpore Sano" a su alrededor y contorneado por un círculo azul que posee dentro la inscripción "Asociación Atlética Argentinos Juniors"
En 2014 con motivo del 110 aniversario de su fundación el club presentó una variación del escudo a fin de usarlo durante la celebración de tal conmemoración. En ella laureles dorados flanqueaban al tradicional escudo y se añadió la leyenda de "110 años".

## Uniformes
- Uniforme titular: Camiseta color rojo con una banda blanca cruzada en el pecho, pantalón rojo con vivos blancos y medias rojas.
- Uniforme suplente: Camiseta blanca con delicadas y pequeñas franjas rojas en el pecho, y bordes de cuello y mangas rojas, pantalón blanco y medias blancas(homenaje a los cebollitas).
- Uniforme alternativo: Camiseta azul con algunas rayas azul un poco más oscuras, pantalón azul con vivos blancos y medias azules y blancas.

### Uniformes titulares
| 1904-18 | 1919-34 | 1935-36 | 1937-59 | 1960 | 1961 | 1962 | 1963-70 | 1971 | 1971 | 1972-74 |

| 1975-76 | 1977 | 1978-81 | 1982-83 | 1983 | 1984-86 | 1986-88 | 1988-89 | 1989-92 | 1992-93 | 1993 |

| 1993 | 1994 | 1995 | 1996 | 1997 | 1998 | 1999-2001 | 2001-02 | 2002-04 | 2004-06 | 2006-07 |

| 2007 | 2008 | 2008-09 | 2009-10 | 2010 | 2011-12 | 2012-13 | 2013-14 | 2014 | 2015 | 2016 |

| 2016 | 2017 | 2017-18 | 2018-19 | 2019-20 | 2020-21 | 2021-22 | 2022-23 | 2023-24 | 2024-25 |

### Uniformes suplentes
| 1904-70 | 1971 | 1972 | 1973-77 | 1978-81 | 1982-84 | 1985-88 | 1988-89 | 1989-92 | 1992-93 | 1993 |

| 1993-94 | 1994 | 1995 | 1996 | 1997 | 1998 | 1999-2001 | 2001-02 | 2002-04 | 2004-06 | 2006-07 |

| 2007 | 2008 | 2008-09 | 2009-10 | 2010 | 2011-12 | 2012-13 | 2013-14 | 2014 | 2015 | 2016 |

| 2016 | 2017 | 2017-18 | 2018-19 | 2019-20 | 2020-21 | 2021-22 | 2022-23 | 2023-24 | 2024-25 |

### Uniformes terceros

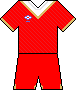
2024-2025

| 2008-09 | 2010 | 2011 | 2013-14 | 2015 | 2016 | 2018-19 | 2020-21 | 2021 | 2022 | 2022-23 |

| 2023-24 |

### Patrocinadores e indumentaria
Las tablas detallan en orden cronológico los nombres de las firmas proveedoras de indumentaria y los patrocinadores que tuvo Argentinos Juniors desde 1977.
| Período         | Proveedor  |
| --------------- | ---------- |
| 1977-1978       | Deport Hit |
| 1979-1993       | Adidas     |
| 1993-1994       | Hummel     |
| 1994-1997       | Adidas     |
| 1998            | Diadora    |
| 1999-2002       | Envión     |
| 2002-2006       | Lotto      |
| 2006-2008       | Signia     |
| 2008-2010       | Diadora    |
| 2010-2013       | Olympikus  |
| 2013-2016       | Joma       |
| 2016-2017       | Macron     |
| 2017-2019       | Reusch     |
| 2019-Actualidad | Umbro      |

| Período         | Patrocinador                  |
| --------------- | ----------------------------- |
| 1979-1980       | Austral                       |
| 1983-1988       | 7 Up                          |
| 1988-1989       | Herrajes Fragata              |
| 1989-1991       | Pinturerías del Centro        |
| 1991-1992       | Yastá                         |
| 1992-1993       | Target Video Home Bitgame     |
| 1993-1994       | Gobierno de Mendoza           |
| 1994-1995       | Medicorp                      |
| 1996-1997       | Crown Mustang                 |
| 1997            | Toddy                         |
| 1998-2000       | Okidata Printers              |
| 2000-2002       | Amanco                        |
| 2002            | Ticket Vip                    |
| 2003-2004       | Vab                           |
| 2004-2005       | Pampa's Meat                  |
| 2005-2014       | Liderar Seguros               |
| 2014-2015       | Provincia Net Liderar Seguros |
| 2016            | Autocrédito                   |
| 2016-2017       | Autocrédito Orbis Seguros     |
| 2018-2021       | Autocrédito                   |
| 2021-2022       | Prime Video                   |
| 2022-2023       | Bumerán                       |
| 2024-Actualidad | Rapicuotas                    |

## Instalaciones
- Estadio Diego Armando Maradona. Dirección: Gavilán 2151, Villa General Mitre.
- Museo "El Templo del Fútbol". Dirección: Gavilán 2161, Villa General Mitre.
- Complejo Polideportivo "Las Malvinas". Dirección; Punta Arenas 1271, La Paternal.
- Centro de Entrenamiento y Formación del Fútbol Amateur (CEFFA) y el Complejo de Fútbol Profesional "Sergio Daniel Batista". Dirección: Av. Lafuente 2105 y Av. Riestra (Bajo Flores).
- Microestadio cubierto Malvinas Argentinas. Dirección: Gutenberg 350, La Paternal.
- Todas las instalaciones del Club se encuentran en la Ciudad Autónoma de Buenos Aires.

## Datos del club

### Cronograma histórico de participaciones
- Temporadas en Primera División 81: (1922-1937, 1956-1995/96, 1997/98-2001/02, 2004/05-2013/14, 2015-2016 y 2017-)
- Temporadas en Segunda división: 23
  - Temporadas en División Intermedia: 10 (1912-1921)
  - Temporadas en Primera B: 18 (1938-1955)
  - Temporadas en Primera B Nacional: 5 (1996/97, 2002/03-2003/04, 2014, 2016/17)
- Temporadas en Tercera división: 3
  - Temporadas en Tercera División: 2 (1909-1910)
  - Temporadas en Segunda División: 1 (1911)
- Ubicación en la Tabla Histórica de Primera División: 12° (entre 109 equipos)[168]
- Mejor ubicación en Primera División: Campeón (Metropolitano 1984, Nacional 1985, Clausura 2010)[4][5][82]
- Peor ubicación en Primera División: 20° entre 20 participantes (Clausura 2009)[169]

### Participaciones en Copas internacionales
- Mejor ubicación en torneos internacionales: Campeón (Copa Libertadores 1985[7] y Copa Interamericana 1986[8])
- Participaciones en Copa Libertadores de América: 5 (1985, 1986, 2011, 2021 y 2023)
- Mejor resultado en la Copa Libertadores de América: Campeón en 1985.[7]
- Peor resultado en la Copa Libertadores de América: eliminado en primera ronda en 2011.
- Ubicación en la Tabla Histórica de Copa Libertadores de América: 64° (entre 236 equipos)
- Participaciones en Copa Intercontinental: 1 (Subcampeón en 1985)
- Participaciones en Copa Interamericana: 1 (Campeón en 1986)[8]
- Participaciones en la Supercopa Sudamericana: 9 (1988, 1989, 1990, 1991, 1992, 1993, 1994, 1995 y 1996)[170]
- Mejor resultado en Supercopa Sudamericana: semifinalista (en 1989).[170]
- Peor resultado en Supercopa Sudamericana: eliminado en primera ronda en seis ocasiones (1991, 1992, 1993, 1994, 1995 y 1996)[170]
- Participaciones en Copa Sudamericana: 7 (2008, 2010, 2011, 2012, 2019, 2020 y 2024)
- Mejor resultado en Copa Sudamericana: semifinalista (en 2008)
- Peor resultado en Copa Sudamericana: eliminado en primera ronda en tres ocasiones (2010, 2011 y 2012)
- Ascensos y descensos Era profesional
  -  Primera División a Primera B 1937
  -  Primera B a Primera División 1955
  -  Primera División a Primera B Nacional 1996
  -  Primera B Nacional a Primera División 1997
  -  Primera División a Primera B Nacional 2002
  -  Primera B Nacional a Primera División 2004
  -  Primera División a Primera B Nacional 2014
  -  Primera B Nacional a Primera División 2014
  -  Primera División a Primera B Nacional 2016
  -  Primera B Nacional a Primera División 2017
  - Récords
    - Máximo goleador: Héctor Ingunza (142 goles en partidos oficiales).
    - Máximo goleador en Primera División: Diego Armando Maradona (116 goles en partidos oficiales)
    - Jugador con más presencias: Miguel Torrén (341 partidos oficiales).

| #  | Torneo                      | Posición         | PJ | PG | PE | PP | GF | GC | DG |
| -- | --------------------------- | ---------------- | -- | -- | -- | -- | -- | -- | -- |
| 1  | Copa Libertadores 1985      | Campeón          | 14 | 8  | 4  | 2  | 20 | 12 | 8  |
| 2  | Copa Intercontinental 1985  | Subcampeón       | 1  | 0  | 1  | 0  | 2  | 2  | 0  |
| 3  | Copa Libertadores 1986      | Semifinales      | 5  | 2  | 2  | 1  | 3  | 1  | 2  |
| 4  | Copa Interamericana 1986    | Campeón          | 1  | 1  | 0  | 0  | 1  | 0  | 1  |
| 5  | Supercopa Sudamericana 1988 | Cuartos de final | 4  | 1  | 0  | 3  | 2  | 3  | -1 |
| 6  | Supercopa Sudamericana 1989 | Semifinales      | 6  | 3  | 1  | 2  | 7  | 5  | 2  |
| 7  | Supercopa Sudamericana 1990 | Cuartos de final | 4  | 2  | 0  | 2  | 7  | 8  | -1 |
| 8  | Supercopa Sudamericana 1991 | Octavos de final | 2  | 0  | 1  | 1  | 1  | 2  | -1 |
| 9  | Supercopa Sudamericana 1992 | Octavos de final | 2  | 0  | 0  | 2  | 1  | 5  | -4 |
| 10 | Supercopa Sudamericana 1993 | Octavos de final | 2  | 0  | 0  | 2  | 2  | 4  | -2 |
| 11 | Supercopa Sudamericana 1994 | Octavos de final | 2  | 0  | 1  | 1  | 2  | 5  | -3 |
| 12 | Supercopa Sudamericana 1995 | Octavos de final | 2  | 0  | 0  | 2  | 2  | 5  | -3 |
| 13 | Supercopa Sudamericana 1996 | Primera Fase     | 4  | 0  | 1  | 3  | 0  | 6  | -6 |
| 14 | Copa Sudamericana 2008      | Semifinales      | 8  | 4  | 2  | 2  | 9  | 4  | 5  |
| 15 | Copa Sudamericana 2010      | Segunda Fase     | 2  | 0  | 1  | 1  | 1  | 2  | -1 |
| 16 | Copa Libertadores 2011      | Fase de grupos   | 6  | 2  | 1  | 3  | 9  | 10 | -1 |
| 17 | Copa Sudamericana 2011      | Segunda Fase     | 2  | 0  | 1  | 1  | 0  | 4  | -4 |
| 18 | Copa Sudamericana 2012      | Segunda Fase     | 2  | 0  | 0  | 2  | 2  | 6  | -4 |
| 19 | Copa Sudamericana 2019      | Octavos de final | 6  | 3  | 1  | 2  | 4  | 2  | 2  |
| 20 | Copa Sudamericana 2020      | Primera Fase     | 2  | 0  | 2  | 0  | 1  | 1  | 0  |
| 21 | Copa Libertadores 2021      | Octavos de final | 8  | 4  | 1  | 3  | 8  | 6  | 2  |
| 22 | Copa Libertadores 2023      | Octavos de final | 8  | 3  | 3  | 2  | 9  | 8  | 1  |

#### Por competición
| Torneo                 | PJ | PG | PE | PP | GF | GC | Dif. | Mejor resultado |
| ---------------------- | -- | -- | -- | -- | -- | -- | ---- | --------------- |
| Copa Libertadores      | 38 | 19 | 10 | 9  | 46 | 32 | 14   | Campeón         |
| Copa Intercontinental  | 1  | 0  | 1  | 0  | 2  | 2  | 0    | Subcampeón      |
| Copa Interamericana    | 1  | 1  | 0  | 0  | 1  | 0  | 1    | Campeón         |
| Supercopa Sudamericana | 28 | 6  | 4  | 18 | 24 | 43 | -19  | Semifinales     |
| Copa Sudamericana      | 22 | 7  | 7  | 8  | 17 | 19 | -2   | Semifinales     |
| Total                  | 85 | 30 | 20 | 35 | 84 | 93 | -9   | 2 títulos       |

- Racha invicta más extensa: 21 partidos entre 1984 y 1985.[4][5]
- Arquero con récord de valla invicta: Quique Vidallé: 550 minutos consecutivos sin recibir goles en 1985.[171]
- Racha más extensa sin recibir goles: 558 minutos en 2011. Logró compartido entre Luis Alberto Ojeda y Nicolás Navarro.[172]
- Ganó la definición por tiros desde el punto penal más larga de la historia del fútbol argentino:

Argentinos se impuso por 20-19 ante Racing Club. Se efectuaron 44 ejecuciones. Los 11 jugadores de ambos equipos patearon dos veces cada uno.

#### Logros individuales
- Diego Armando Maradona: Único futbolista en la era profesional en consagrarse como máximo goleador de cinco torneos -cuatro de ellos consecutivos- en Primera División en Argentina (Metropolitano 1978, Metropolitano 1979, Nacional 1979, Primera División 1980, Nacional 1980).
- Claudio Borghi: Único futbolista que ha conseguido títulos como jugador (Primera División 1984, Nacional 1985 y Copa Libertadores 1985) y como director técnico (Clausura 2010).
- Osvaldo "Chiche" Sosa: Entrenador con más tiempo en el cargo. Siete ciclos en once años diferentes (1970 (interino), 1971 (interino), 1974, 1981-82, 1992-94, 1996-2000, 2004-05).

### Goleadas
- Máxima goleada a favor en Torneo Metropolitano de Primera División: 8:0 a Lanús (1972)[175]
- Máxima goleada a favor en Torneo Nacional de Primera División: 8:0 a Central Norte (1984)[4]
- Máxima goleada a favor en Primera División: 12:0 a Talleres de Córdoba (1986)[176]
- Máxima goleada a favor en Primera B Nacional: 5:0 a San Martín de San Juan (2003)[177]
- Máxima goleada a favor en Primera B: 8:1 a Sportivo Buenos Aires (1939)[178]
- Máxima goleada a favor en Torneos Internacionales: 3:1 a Ferro (Copa Libertadores 1985 -2 veces-),[7] Flamengo (Supercopa Sudamericana 1990)[179] y América de México (Copa Libertadores 2011)[180]
- Peor derrota en Primera División: 1:8 vs Independiente (2000)[181]
- Peor derrota en Nacional B: 1:5 vs Juventud Antoniana (2003)[177]
- Peor derrota en torneos internacionales: 1:4 vs Colo-Colo (Supercopa Sudamericana 1994)[182]

### Participaciones en campeonatos nacionales
| \| Div. Intermedia 1917 \| 9° \| \| División Intermedia 1918 \| 22° \| \| Div. Intermedia 1919 (AAF) \| 7° \| \| Div. Intermedia 1920 (AAF) \| 2.º \| \| Div. Intermedia 1921 (AAF) \| 5° \| \| Primera División 1922 (AAF) \| 5° \| \| Primera División 1923 (AAF) \| 8° \| \| Primera División 1924 (AAF) \| 12° \| \| Primera División 1925 (AAF) \| 22° \| \| Primera División 1926 (AAF) \| 2.º \| \| Primera División 1927 \| 17.º \| \| Primera División 1928 \| 14.º \| \| Primera División 1929 \| 17.º \| \| Primera División 1930 \| 16.º \| \| Campeonato 1931 \| 11° \| \| Campeonato 1932 \| 14° \| \| Campeonato 1933 \| 14° \| \| Campeonato 1934 \| 14° \| \| Campeonato 1935 \| 16° \| \| Copa de Honor 1936 \| 18° \| \| Copa Campeonato 1936 \| 8° \| \| Campeonato 1937 \| 17° \| \| Segunda División 1938 \| 6° \| \| Segunda División 1939 \| 29° \| \| Segunda División 1940 \| Campeón \| \| Segunda División 1941 \| 13° \| \| Segunda División 1942 \| 14° \| \| Segunda División 1943 \| 5° \| \| Segunda División 1944 \| 11° \| \| Segunda División 1945 \| 6° \| \| Segunda División 1946 \| 3.º \| \| Segunda División 1947 \| 7° \| \| Segunda División 1948 \| Cancelado \| \| Primera División B 1949 \| 8° \| \| Primera División B 1950 \| 5° \| \| Primera División B 1951 \| 9° \| \| Primera División B 1952 \| 7° \| \| Primera División B 1953 \| 5° \| \| Primera División B 1954 \| 2.º \| \| Primera División B 1955 \| Campeón \| \| Campeonato 1956 \| 14.º \| \| Campeonato 1957 \| 10° \| \| Campeonato 1958 \| 12° \| \| Campeonato 1959 \| 13° \| \| Campeonato 1960 \| 2.º \| \| Campeonato 1961 \| 11° \| \| Campeonato 1962 \| 10° \| \| Campeonato 1963 \| 10° \| \| Campeonato 1964 \| 15° \| \| Campeonato 1965 \| 16° \| \| Campeonato 1966 \| 8° \| \| Metropolitano 1967 \| Fase de grupos \| \| Metropolitano 1968 \| Fase de grupos \| \| Metropolitano 1969 \| Fase de grupos \| \| Metropolitano 1970 \| 15° \| \| Metropolitano 1971 \| 16° \| \| Nacional 1971 \| Fase de grupos \| \| Metropolitano 1972 \| 12° \| \| Nacional 1972 \| Fase de grupos \| \| Metropolitano 1973 \| 10° \| \| Nacional 1973 \| Fase de grupos \| \| Metropolitano 1974 \| Fase de grupos \| \| Nacional 1974 \| Fase de grupos \| \| Metropolitano 1975 \| 19° \| \| Nacional 1975 \| Fase de grupos \| \| Metropolitano 1976 \| Fase de grupos \| \| Nacional 1976 \| Fase de grupos \| \| Metropolitano 1977 \| 9° \| \| Nacional 1977 \| Fase de grupos \| \| Metropolitano 1978 \| 5° \| \| Nacional 1978 \| Fase de grupos \| \| Metropolitano 1979 \| Fase de grupos \| \| Nacional 1979 \| Fase de grupos \| \| Metropolitano 1980 \| 2.º \| \| Nacional 1980 \| Cuartos de final \| \| Metropolitano 1981 \| 16° \| \| Nacional 1981 \| Fase de grupos \| \| Nacional 1982 \| Fase de grupos \| \| Metropolitano 1982 \| 13° \| \| Nacional 1983 \| Semifinal \| \| Metropolitano 1983 \| 8° \| \| Nacional 1984 \| Cuartos de final \| \| Metropolitano 1984 \| Campeón \| \| Nacional 1985 \| Campeón \| \| Campeonato 1985-86 \| 4° \| \| Campeonato 1986-87 \| 17° \| \| Campeonato 1987-88 \| 7° \| \| Campeonato 1988-89 \| 7° \| \| Campeonato 1989-90 \| 9° \| \| Campeonato 1990-91 \| 13° \| \| Apertura 1991 \| 9° \| \| Clausura 1992 \| 15° \| \| Apertura 1992 \| 18° \| \| Clausura 1993 \| 10.º \| \| Apertura 1993 \| decimoprimero \| \| Clausura 1994 \| 13.º \| \| Apertura 1994 \| 5° \| \| Clausura 1995 \| 20° \| \| Apertura 1995 \| 16.º \| \| Clausura 1996 \| 20.º \| \| Primera B Nacional 1996/97 \| Campeón \| \| Apertura 1997 \| 8° \| \| Clausura 1998 \| 8.º \| \| Apertura 1998 \| 6° \| \| Clausura 1999 \| 11° \| \| Apertura 1999 \| 12.º \| \| Clausura 2000 \| 16.º \| \| Apertura 2000 \| 17.º \| \| Clausura 2001 \| 4° \| \| Apertura 2001 \| 11.º \| \| Clausura 2002 \| 16.º \| \| Primera B Nacional 2002/03 \| 2.º \| \| Primera B Nacional 2003/04 \| 3.º \| \| Apertura 2004 \| 16.º \| \| Clausura 2005 \| 17° \| \| Apertura 2005 \| 8.º \| \| Clausura 2006 \| 14° \| \| Apertura 2006 \| 15.º \| \| Clausura 2007 \| 8.º \| \| Apertura 2007 \| 5.º \| \| Clausura 2008 \| 7° \| \| Apertura 2008 \| 10° \| \| Clausura 2009 \| 20.º \| \| Apertura 2009 \| 6° \| \| Clausura 2010 \| Campeón \| \| Apertura 2010 \| 13° \| \| Clausura 2011 \| 4° \| \| Apertura 2011 \| 15° \| \| Clausura 2012 \| 8° \| \| Inicial 2012 \| 15° \| \| Final 2013 \| 18.º \| \| Inicial 2013 \| 12° \| \| Final 2014 \| 19.º \| \| Primera B Nacional 2014 \| 4.º \| \| Campeonato 2015 \| 20.º \| \| Campeonato 2016 \| 29º \| \| Primera B Nacional 2016/17 \| Campeón \| \| Superliga 2017-18 \| 11.º \| \| Superliga 2018-19 \| 26.º \| \| Superliga 2019-20 \| 3.º \| \| Liga Profesional 2021 \| 14.º \| \| Liga Profesional 2022 \| 8.º \| \| Liga Profesional 2023 \| 10.º \| \| Liga Profesional 2024 \| 23.º \| \| Apertura 2025 \| Cuartos de final \| |                  |
| campeonatos nacionales |                  |
| Competencia | Detalle          |
| Competencia | Campeonato Local |
| Div. Intermedia 1917 | 9°               |
| División Intermedia 1918 | 22°              |
| Div. Intermedia 1919 (AAF) | 7°               |
| Div. Intermedia 1920 (AAF) | 2.º              |
| Div. Intermedia 1921 (AAF) | 5°               |
| Primera División 1922 (AAF) | 5°               |
| Primera División 1923 (AAF) | 8°               |
| Primera División 1924 (AAF) | 12°              |
| Primera División 1925 (AAF) | 22°              |
| Primera División 1926 (AAF) | 2.º              |
| Primera División 1927 | 17.º             |
| Primera División 1928 | 14.º             |
| Primera División 1929 | 17.º             |
| Primera División 1930 | 16.º             |
| Campeonato 1931 | 11°              |
| Campeonato 1932 | 14°              |
| Campeonato 1933 | 14°              |
| Campeonato 1934 | 14°              |
| Campeonato 1935 | 16°              |
| Copa de Honor 1936 | 18°              |
| Copa Campeonato 1936 | 8°               |
| Campeonato 1937 | 17°              |
| Segunda División 1938 | 6°               |
| Segunda División 1939 | 29°              |
| Segunda División 1940 | Campeón          |
| Segunda División 1941 | 13°              |
| Segunda División 1942 | 14°              |
| Segunda División 1943 | 5°               |
| Segunda División 1944 | 11°              |
| Segunda División 1945 | 6°               |
| Segunda División 1946 | 3.º              |
| Segunda División 1947 | 7°               |
| Segunda División 1948 | Cancelado        |
| Primera División B 1949 | 8°               |
| Primera División B 1950 | 5°               |
| Primera División B 1951 | 9°               |
| Primera División B 1952 | 7°               |
| Primera División B 1953 | 5°               |
| Primera División B 1954 | 2.º              |
| Primera División B 1955 | Campeón          |
| Campeonato 1956 | 14.º             |
| Campeonato 1957 | 10°              |
| Campeonato 1958 | 12°              |
| Campeonato 1959 | 13°              |
| Campeonato 1960 | 2.º              |
| Campeonato 1961 | 11°              |
| Campeonato 1962 | 10°              |
| Campeonato 1963 | 10°              |
| Campeonato 1964 | 15°              |
| Campeonato 1965 | 16°              |
| Campeonato 1966 | 8°               |
| Metropolitano 1967 | Fase de grupos   |
| Metropolitano 1968 | Fase de grupos   |
| Metropolitano 1969 | Fase de grupos   |
| Metropolitano 1970 | 15°              |
| Metropolitano 1971 | 16°              |
| Nacional 1971 | Fase de grupos   |
| Metropolitano 1972 | 12°              |
| Nacional 1972 | Fase de grupos   |
| Metropolitano 1973 | 10°              |
| Nacional 1973 | Fase de grupos   |
| Metropolitano 1974 | Fase de grupos   |
| Nacional 1974 | Fase de grupos   |
| Metropolitano 1975 | 19°              |
| Nacional 1975 | Fase de grupos   |
| Metropolitano 1976 | Fase de grupos   |
| Nacional 1976 | Fase de grupos   |
| Metropolitano 1977 | 9°               |
| Nacional 1977 | Fase de grupos   |
| Metropolitano 1978 | 5°               |
| Nacional 1978 | Fase de grupos   |
| Metropolitano 1979 | Fase de grupos   |
| Nacional 1979 | Fase de grupos   |
| Metropolitano 1980 | 2.º              |
| Nacional 1980 | Cuartos de final |
| Metropolitano 1981 | 16°              |
| Nacional 1981 | Fase de grupos   |
| Nacional 1982 | Fase de grupos   |
| Metropolitano 1982 | 13°              |
| Nacional 1983 | Semifinal        |
| Metropolitano 1983 | 8°               |
| Nacional 1984 | Cuartos de final |
| Metropolitano 1984 | Campeón          |
| Nacional 1985 | Campeón          |
| Campeonato 1985-86 | 4°               |
| Campeonato 1986-87 | 17°              |
| Campeonato 1987-88 | 7°               |
| Campeonato 1988-89 | 7°               |
| Campeonato 1989-90 | 9°               |
| Campeonato 1990-91 | 13°              |
| Apertura 1991 | 9°               |
| Clausura 1992 | 15°              |
| Apertura 1992 | 18°              |
| Clausura 1993 | 10.º             |
| Apertura 1993 | decimoprimero    |
| Clausura 1994 | 13.º             |
| Apertura 1994 | 5°               |
| Clausura 1995 | 20°              |
| Apertura 1995 | 16.º             |
| Clausura 1996 | 20.º             |
| Primera B Nacional 1996/97 | Campeón          |
| Apertura 1997 | 8°               |
| Clausura 1998 | 8.º              |
| Apertura 1998 | 6°               |
| Clausura 1999 | 11°              |
| Apertura 1999 | 12.º             |
| Clausura 2000 | 16.º             |
| Apertura 2000 | 17.º             |
| Clausura 2001 | 4°               |
| Apertura 2001 | 11.º             |
| Clausura 2002 | 16.º             |
| Primera B Nacional 2002/03 | 2.º              |
| Primera B Nacional 2003/04 | 3.º              |
| Apertura 2004 | 16.º             |
| Clausura 2005 | 17°              |
| Apertura 2005 | 8.º              |
| Clausura 2006 | 14°              |
| Apertura 2006 | 15.º             |
| Clausura 2007 | 8.º              |
| Apertura 2007 | 5.º              |
| Clausura 2008 | 7°               |
| Apertura 2008 | 10°              |
| Clausura 2009 | 20.º             |
| Apertura 2009 | 6°               |
| Clausura 2010 | Campeón          |
| Apertura 2010 | 13°              |
| Clausura 2011 | 4°               |
| Apertura 2011 | 15°              |
| Clausura 2012 | 8°               |
| Inicial 2012 | 15°              |
| Final 2013 | 18.º             |
| Inicial 2013 | 12°              |
| Final 2014 | 19.º             |
| Primera B Nacional 2014 | 4.º              |
| Campeonato 2015 | 20.º             |
| Campeonato 2016 | 29º              |
| Primera B Nacional 2016/17 | Campeón          |
| Superliga 2017-18 | 11.º             |
| Superliga 2018-19 | 26.º             |
| Superliga 2019-20 | 3.º              |
| Liga Profesional 2021 | 14.º             |
| Liga Profesional 2022 | 8.º              |
| Liga Profesional 2023 | 10.º             |
| Liga Profesional 2024 | 23.º             |
| Apertura 2025 | Cuartos de final |

     Campeón.
    Subcampeón.
    Tercer Lugar.
     Ascenso.
     Descenso.

### Participaciones en Copa Argentina
| Copa Argentina 1969    | 4 | 1 | 1 | 2 | Octavos de final          |
| Copa Argentina 1970    | 4 | 2 | 1 | 1 | Octavos de final          |
| Copa Argentina 2011-12 | 3 | 2 | 0 | 1 | Octavos de final          |
| Copa Argentina 2012-13 | 1 | 0 | 1 | 0 | Veinticuatroavos de final |
| Copa Argentina 2013-14 | 4 | 1 | 2 | 1 | Semifinales               |
| Copa Argentina 2014-15 | 2 | 1 | 0 | 1 | Dieciseisavos de final    |
| Copa Argentina 2015-16 | 1 | 0 | 1 | 0 | Treintaidosavos de final  |
| Copa Argentina 2016-17 | 1 | 0 | 0 | 1 | Treintaidosavos de final  |
| Copa Argentina 2017-18 | 3 | 1 | 1 | 1 | Octavos de final          |
| Copa Argentina 2018-19 | 3 | 1 | 1 | 1 | Octavos de final          |
| Copa Argentina 2019-20 | 5 | 4 | 0 | 1 | Semifinales               |
| Copa Argentina 2022    | 2 | 1 | 0 | 1 | Dieciseisavos de final    |
| Copa Argentina 2023    | 3 | 2 | 0 | 1 | Octavos de final          |
| Copa Argentina 2024    | 3 | 2 | 1 | 0 | Octavos de final          |
| Copa Argentina 2025    | 3 | 3 | 0 | 0 | En transcurso             |

## Jugadores

### Argentinos Juniors:Semillero del Mundo
La institución reclama para sí el apelativo de Semillero del Mundo debido a la gran cantidad de jugadores de nivel internacional argentinos y extranjeros que han surgido de sus divisiones inferiores, cuya mayor expresión fue Diego Armando Maradona. Por cuestiones principalmente de índole extradeportiva, algunos de esos grandes jugadores tuvieron pasos fugaces por la Primera División del club o no llegaron a debutar, pero así y todo se cuentan entre los baluartes de la cantera por haber sido formados en la institución.
Una enumeración somera de los cracks surgidos de la prolífica cantera se lista a continuación.

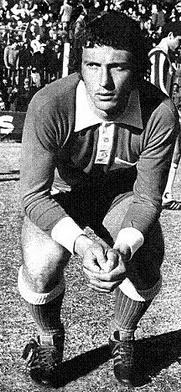
José Néstor Pékerman debutó en Argentinos Juniors en 1970.

En cursiva figuran aquellos que dejaron la institución antes de debutar en Primera, en negrita figuran aquellos que han sido campeones mundiales juveniles con Argentina, se identifica con un asterisco (*) a aquellos que han jugado Copas del Mundo para la Selección argentina, con dos asteriscos (**) a aquellos que forman o formaron parte sostenidamente de sus respectivas selecciones nacionales, con una estrella dorada () a quienes han ganado la Copa Mundial de la FIFA y con la sigla DT a aquellos que han sido entrenadores del seleccionado nacional.

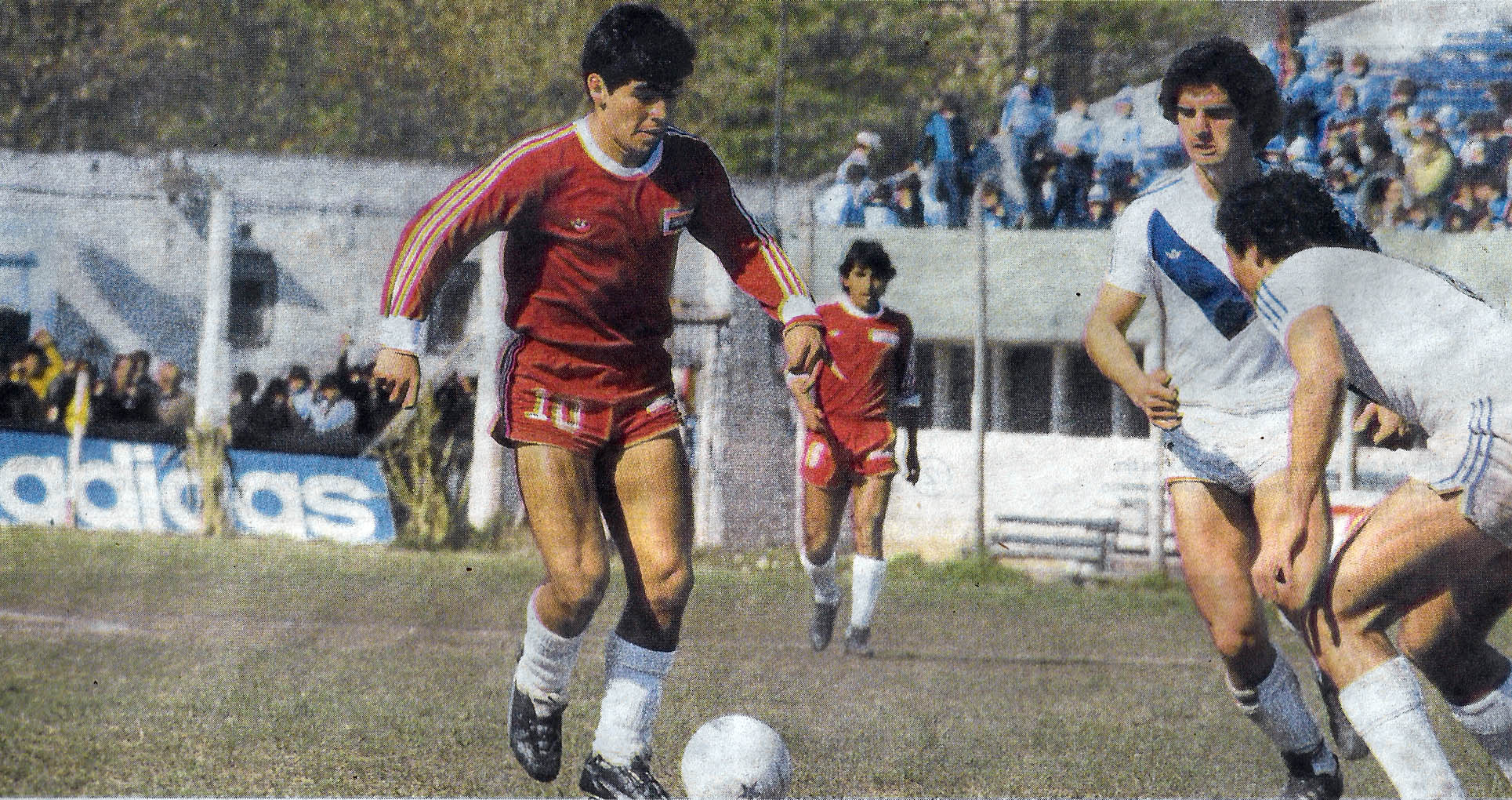
Diego Armando Maradona es el jugador con más goles en Primera División de Argentinos Juniors y fue máximo anotador de cinco torneos, cuatro consecutivos.

| - Luis Vaccaro - Pascual Di Paola - Emilio Carlos Méndez - Antonino Spilinga - Ricardo Trigilli - Héctor Pederzoli - Roque Ditro - Oscar Di Stéfano - Carlos Caputo - Hugo Pena - José Mesiano - Dardo Urchevik - Alberto Sainz (*) - José Néstor Pékerman - Rodolfo Gnavi - Diego Armando Maradona (*) (**) (DT) - Adrián Domenech - Ricardo Caruso Lombardi - Sergio Batista (*) (**) (DT) - Claudio Borghi (*) - Renato Corsi - Armando Dely Valdés (**) - Fernando Redondo (*) (**) - Carlos Mac Allister (**) - Néstor Lorenzo - Fernando Cáceres (*) (**) - Diego Cagna - Leonel Gancedo (**) - Jorge Polo Quinteros - Juan Pablo Sorín (*) (**) - Diego Placente (*) (**) - Hugo Maradona - Carlos Alberto Mayor - Juan Andrés Gómez - Ricardo Ismael Rojas (**) - Christian Dollberg - Mauricio Taricco - Nicolás Diez - Raúl Celis Sanzotti - César La Paglia - Juan Román Riquelme (*) (**) - Esteban Cambiasso (*) (**) - Fabricio Coloccini (*) (**) |  | - Daniel Islas - Víctor Zapata - Walter Paz - Silvio Rudman - Nico Medina - Mariano Herrón - Cristian Traverso - Diego Markic - Sebastián Pena - Cristian Ledesma - Facundo Pérez Castro - Julio Arca - Leonardo Mas - Hugo Colace - Leonardo Pisculichi - Andrés D'Alessandro (**) - Gastón Machín - Gustavo Oberman - Lucas Barrios (**) - Walter Ariel García - Julio Barroso - Federico Insúa (**) - Lucas Biglia (*) (**) - Franco Niell - Pablo Barzola - Nicolás Pareja (**) - Matías Caruzzo - Néstor Ortigoza (**) - Nicolás Navarro - Leonel Núñez - Gonzalo Prósperi - Matías Laba - Juan Ramírez - Gaspar Iñíguez - Rodrigo Gómez - Reinaldo Lenis - Nicolás Freire - Esteban Rolón - Nicolás González - Alexis Mac Allister (**) - Nehuén Pérez - Kevin Mac Allister - Franco Ibarra |

Otros futbolistas notables que han vestido la camiseta del club, sin haber sido formados en las divisiones inferiores, son el Mono Héctor Ingunza, Orlando Juan Nappe, José Leandro Andrade, Fernando Paternoster, Tranquilino Garcete, Amadeo Ortega, Ramón Mutis, Juan Evaristo, Domingo Alberto Tarasconi, Ángel Grippa, Ernesto Albarracín, Francisco Sohn, Mario Sciarra, Rafael Moreno, Luis María Rongo, Martín Pando, Enrique Chazarreta, Alberto Perazzo, Rubén Galletti, Alberto Mariotti, Juan Carlos Oleniak, Rubén Pagnanini, Omar Larrosa, Luis Gerónimo López, Carlos Munutti, Carlos Salinas, Jorge Pellegrini, Mario Hernán Videla, Carmelo Villalba, Enrique Vidallé, Emilio Commisso, Ubaldo Fillol, Pedro Pasculli, Gabriel Peñalba, Osvaldo Chiche Sosa, Oscar Dertycia, Carlos Morete, Ángel Landucci, Jorge Mario Olguín, Enrique Wolff, Julio Olarticoechea, Oscar Román Acosta, el Gringo Giusti, Carlos Ereros, Hugo Tocalli, José Antonio Pepe Castro, José Luis Pavoni, Osvaldo Coloccini, Wálter Perazzo, Ramiro Castillo, Patricio Hernández, Mario Zanabria, Alfredo Graciani, Walter Silvani, Líber Vespa, Carlos Goyén, Efford Chabala, Faryd Mondragón, Iván Kaviedes, Eduardo Bennett, Marcelo Pontiroli, Fernando Gamboa, Facundo Bonvín, Roberto Acuña, Hugo Brizuela, Leandro Desábato, Gustavo Morínigo, Gustavo Quinteros, Juan Manuel Martínez, Gonzalo Vargas, Gabriel Hauche, Ignacio Canuto, Juan Mercier, Facundo Coria, Andrés Scotti, Emmanuel Gigliotti, Santiago Salcedo, Álvaro Pereira, Ismael Sosa, José Luis Calderón, Nicolás Pavlovich, Rolando Schiavi, Juan Sabia, Nicolás Blandi, Juan Anangonó, Emilio Hernández, Pedro Pablo Hernández, Ariel Garcé, Daniel Alberto Villalva, Pablo Migliore, José Sand, Camilo Vargas, Beto da Silva, Jonathan Sandoval, Raúl Bobadilla, Miguel Torrén, Braian Romero, Santiago Silva.

### Mercado de pases
| Leyenda | Leyenda                                                                                                  |
| ------- | --- |
|         | Libre: El jugador llega a la institución con el pase en su poder.                                        |
|         | Libre: El jugador finaliza su vínculo con la institución.                                                |
|         | Rescisión de contrato: El jugador rescinde su vínculo con la institución antes de finalizar su contrato. |
|         | Traspaso: El jugador llega transferido de manera definitiva desde otra institución.                      |
|         | Traspaso: El jugador fue transferido de manera definitiva hacia otra institución.                        |
|         | Préstamo: El jugador llega al club cedido de otra institución.                                           |
|         | Fin/Rescisión de préstamo: El jugador finaliza o rescinde su préstamo con la institución.                |

#### Altas
| Altas                | Altas     | Altas                | Altas     | Altas    | Altas    | Altas    |
| Jugador              | Posición  | Procedencia          | Tipo      |          |          |          |
| Invierno             | Invierno  | Invierno             | Invierno  | Invierno | Invierno | Invierno |
| -------------------- | --------- | -------------------- | --------- | -------- | -------- | -------- |
| Claudio Bravo        | Defensor  | Portland Timbers     | Traspaso. |          |          |          |
| Gabriel Florentín    | Volante   | F. C. Oremburgo      | Libre.    |          |          |          |
| Joaquín Gho          | Volante   | Sarmiento (J)        | Traspaso. |          |          |          |
| Hernán López Muñoz   | Volante   | San Jose Earthquakes | Préstamo. |          |          |          |
| Lautaro Giaccone     | Volante   | Rosario Central      | Traspaso. |          |          |          |
| Matías Giménez Rojas | Delantero | Independiente        | Traspaso. |          |          |          |
| Verano               |           |                      |           |          |          |          |
| Mateo Antoni         | Defensor  | Nacional             | Traspaso. |          |          |          |
| Leandro Lozano       | Defensor  | Nacional             | Traspaso. |          |          |          |
| Federico Fattori     | Volante   | Huracán              | Traspaso. |          |          |          |
| Ruben Bentancourt    | Delantero | Nacional             | Libre.    |          |          |          |
| Ismael Sosa          | Delantero | Ñublense             | Libre.    |          |          |          |

#### Bajas
| Bajas              | Bajas     | Bajas                 | Bajas                 | Bajas    | Bajas    | Bajas    |
| Jugador            | Posición  | Destino               | Tipo                  |          |          |          |
| Invierno           | Invierno  | Invierno              | Invierno              | Invierno | Invierno | Invierno |
| ------------------ | --------- | --------------------- | --------------------- | -------- | -------- | -------- |
| Román Vega         | Defensor  | Zenit San Petersburgo | Traspaso.             |          |          |          |
| Alan Rodríguez     | Volante   | S.C. Internacional    | Traspaso.             |          |          |          |
| José María Herrera | Delantero | Fortaleza             | Traspaso.             |          |          |          |
| Thiago Nuss        | Delantero | OFI Creta             | Traspaso.             |          |          |          |
| Verano             |           |                       |                       |          |          |          |
| Lucas Villalba     | Defensor  | Cruzeiro              | Traspaso.             |          |          |          |
| Fernando Meza      | Defensor  | Palestino             | Libre.                |          |          |          |
| Nicolás Cordero    | Delantero | Huracán               | Rescisión de préstamo |          |          |          |

#### Cesiones
| Federico Lanzillotta | Arquero   | Bolívar                          | 31-12-2025. |
| Leandro Finochietto  | Arquero   | Deportivo Morón                  | 31-12-2025. |
| Miguel Acosta        | Arquero   | Güemes (SdE)                     | 31-12-2025. |
| Lucas Alegre         | Arquero   | Yupanqui                         | 31-12-2025. |
| Lucas Chaves         | Arquero   | Panetolikos                      | 31-12-2025. |
| Leonel Mosevich      | Defensor  | Instituto                        | 31-12-2025. |
| Pablo Minissale      | Defensor  | Deportivo Madryn                 | 31-12-2025. |
| Román Riquelme       | Defensor  | Los Andes                        | 31-12-2025. |
| Franco Vázquez       | Defensor  | Deportivo Morón                  | 31-12-2026. |
| Thiago Santamaría    | Defensor  | Independiente del Valle          | 31-12-2025. |
| Daniel Meza Montiel  | Defensor  | Dock Sud                         | 31-12-2025. |
| Dardo Torres         | Defensor  | Juventud Antoniana               | 31-12-2025. |
| Jairo O'Neil         | Defensor  | Boston River                     | 31-12-2025. |
| Manuel Guillén       | Defensor  | Tristán Suárez                   | 31-12-2025. |
| Juan Manuel Cabrera  | Defensor  | Deportivo Morón                  | 31-12-2025. |
| Jonathan Galván      | Defensor  | Central Córdoba (SdE)            | 31-12-2025. |
| Nicolás Tolosa       | Defensor  | Atlanta                          | 31-12-2025. |
| Luciano Gómez        | Defensor  | Independiente Rivadavia          | 31-12-2025. |
| Ariel Gamarra        | Volante   | Club Puebla                      | 30-06-2026. |
| Matías Lugo          | Volante   | O'Higgins                        | 31-12-2025. |
| Facundo Mater        | Volante   | Barracas Central                 | 31-12-2025. |
| Francis Mac Allister | Volante   | Instituto                        | 31-12-2025. |
| Bruno Villalba       | Volante   | Dock Sud                         | 31-12-2025. |
| Daniel Saggiomo      | Volante   | Deportivo Táchira                | 31-12-2025. |
| Gabriel Rocha        | Volante   | Talleres de Remedios de Escalada | 31-12-2025. |
| Jonathan Raccio      | Volante   | Acassuso                         | 31-12-2026. |
| Yair González        | Volante   | Deportivo Morón                  | 31-12-2025. |
| Franco Benítez       | Delantero | Universidad de Concepción        | 31-12-2025. |
| Lucas Ambrogio       | Delantero | Atlanta                          | 31-12-2025. |
| Damián Batallini     | Delantero | Bolívar                          | 30-06-2026. |
| Facundo Báez         | Delantero | Deportivo Morón                  | 31-12-2025. |
| Mateo Díaz Chaves    | Delantero | Chaco For Ever                   | 31-12-2025. |
| Francisco Ilarregui  | Delantero | Guillermo Brown (PM)             | 31-12-2025. |
| Santiago Rodríguez   | Delantero | Sarmiento (J)                    | 31-12-2026. |
| Matías Perelló       | Delantero | Central Córdoba (SdE)            | 31-12-2025. |
| Maximiliano Romero   | Delantero | O'Higgins                        | 30-06-2026. |
| Leonardo Heredia     | Delantero | Central Córdoba (SdE)            | 31-12-2025. |
| Gastón Verón         | Delantero | Central Córdoba (SdE)            | 31-12-2025. |
| Juan Román Pucheta   | Delantero | Deportivo Irapuato               | 31-12-2025. |
| Joaquín Ardaiz       | Delantero | Sarmiento (J)                    | 31-12-2026. |

- Actualizado al 18 de julio de 2025

### Internacionales con su selección
| Internacionales absolutos convocados por primera vez antes de jugar con Argentinos Juniors | Internacionales absolutos convocados por primera vez antes de jugar con Argentinos Juniors | Internacionales absolutos convocados por primera vez antes de jugar con Argentinos Juniors | Internacionales absolutos convocados por primera vez antes de jugar con Argentinos Juniors | Internacionales absolutos convocados por primera vez antes de jugar con Argentinos Juniors | Internacionales absolutos convocados por primera vez antes de jugar con Argentinos Juniors | Internacionales absolutos convocados por primera vez antes de jugar con Argentinos Juniors | Internacionales absolutos convocados por primera vez antes de jugar con Argentinos Juniors |
| Nombre                                                                                     | País                                                                                       | Fecha debut                                                                                | Ciudad                                                                                     | Tipo partido                                                                               | Selección rival                                                                            | Resultado                                                                                  |                                                                                            |
| ------------------------------------------------------------------------------------------ | ------------------------------------------------------------------------------------------ | ------------------------------------------------------------------------------------------ | ------------------------------------------------------------------------------------------ | ------------------------------------------------------------------------------------------ | ------------------------------------------------------------------------------------------ | ------------------------------------------------------------------------------------------ | ------------------------------------------------------------------------------------------ |
| Beto da Silva                                                                              | Perú                                                                                       | 23/05/2016                                                                                 | Lima                                                                                       | Amistoso                                                                                   | Trinidad y Tobago                                                                          | 4-0                                                                                        |                                                                                            |
| Andrés Roa                                                                                 | Colombia                                                                                   | 08/09/2015                                                                                 | Harrison                                                                                   | Amistoso                                                                                   | Perú                                                                                       | 1-1                                                                                        |                                                                                            |
| Raúl Bobadilla                                                                             | Paraguay                                                                                   | 26/03/2015                                                                                 | San José                                                                                   | Amistoso                                                                                   | Costa Rica                                                                                 | 0-0                                                                                        |                                                                                            |
| Camilo Vargas                                                                              | Colombia                                                                                   | 10/10/2014                                                                                 | Harrison                                                                                   | Amistoso                                                                                   | El Salvador                                                                                | 3-0                                                                                        |                                                                                            |
| Gianmarco Gambetta                                                                         | Perú                                                                                       | 11/10/2013                                                                                 | Buenos Aires                                                                               | Eliminatorias 2014                                                                         | Argentina                                                                                  | 3-1                                                                                        |                                                                                            |
| José Fernández                                                                             | Perú                                                                                       | 04/09/2010                                                                                 | Toronto                                                                                    | Amistoso                                                                                   | Canadá                                                                                     | 0-2                                                                                        |                                                                                            |
| Nicolás Olmedo                                                                             | Argentina                                                                                  | 05/05/2010                                                                                 | Cutral Có                                                                                  | Amistoso                                                                                   | Haití                                                                                      | 4-0                                                                                        |                                                                                            |
| Adrián Gabbarini                                                                           | Argentina                                                                                  | 05/05/2010                                                                                 | Cutral Có                                                                                  | Amistoso                                                                                   | Haití                                                                                      | 4-0                                                                                        |                                                                                            |
| Marcos Angeleri                                                                            | Argentina                                                                                  | 11/02/2009                                                                                 | Marsella                                                                                   | Amistoso                                                                                   | Francia                                                                                    | 0-2                                                                                        |                                                                                            |
| José Sand                                                                                  | Argentina                                                                                  | 15/10/2008                                                                                 | Santiago                                                                                   | Eliminatorias 2010                                                                         | Chile                                                                                      | 1-0                                                                                        |                                                                                            |
| Daúd Gazale                                                                                | Chile                                                                                      | 04/06/2008                                                                                 | Rancagua                                                                                   | Amistoso                                                                                   | Guatemala                                                                                  | 2-0                                                                                        |                                                                                            |
| Derlis Cardozo                                                                             | Paraguay                                                                                   | 22/08/2007                                                                                 | Ciudad del Este                                                                            | Amistoso                                                                                   | Venezuela                                                                                  | 1-1                                                                                        |                                                                                            |
| Andrés Scotti                                                                              | Uruguay                                                                                    | 21/05/2006                                                                                 | Nueva Jersey                                                                               | Amistoso                                                                                   | Irlanda del Norte                                                                          | 1-0                                                                                        |                                                                                            |
| Gonzalo Vargas                                                                             | Uruguay                                                                                    | 01/03/2006                                                                                 | Liverpool                                                                                  | Amistoso                                                                                   | Inglaterra                                                                                 | 2-1                                                                                        |                                                                                            |
| Carlos Bueno                                                                               | Uruguay                                                                                    | 16/07/2003                                                                                 | La Plata                                                                                   | Amistoso                                                                                   | Argentina                                                                                  | 2-2                                                                                        |                                                                                            |
| Santiago Salcedo                                                                           | Paraguay                                                                                   | 02/04/2003                                                                                 | Tegucigalpa                                                                                | Amistoso                                                                                   | Honduras                                                                                   | 1-1                                                                                        |                                                                                            |
| Nicolás Peric                                                                              | Chile                                                                                      | 30/03/2003                                                                                 | Santiago                                                                                   | Amistoso                                                                                   | Perú                                                                                       | 2-0                                                                                        |                                                                                            |
| Ariel Garcé                                                                                | Argentina                                                                                  | 31/01/2003                                                                                 | San Pedro Sula                                                                             | Amistoso                                                                                   | Honduras                                                                                   | 1-3                                                                                        |                                                                                            |
| Jorge Luis Anchén                                                                          | Uruguay                                                                                    | 13/07/2001                                                                                 | Medellín                                                                                   | Copa América 2001                                                                          | Bolivia                                                                                    | 0-1                                                                                        |                                                                                            |
| Gustavo Morínigo                                                                           | Paraguay                                                                                   | 01/07/2001                                                                                 | Sapporo                                                                                    | Copa Kirin                                                                                 | Japón                                                                                      | 2-0                                                                                        |                                                                                            |
| Milovan Mirosevic                                                                          | Chile                                                                                      | 21/03/2001                                                                                 | San Pedro Sula                                                                             | Amistoso                                                                                   | Honduras                                                                                   | 3-1                                                                                        |                                                                                            |
| Ruberth Morán                                                                              | Venezuela                                                                                  | 30/06/1999                                                                                 | Ciudad del Este                                                                            | Copa América 1999                                                                          | Brasil                                                                                     | 7-0                                                                                        |                                                                                            |
| Juan Fernández                                                                             | Argentina                                                                                  | 03/02/1999                                                                                 | Maracaibo                                                                                  | Amistoso                                                                                   | Venezuela                                                                                  | 0-2                                                                                        |                                                                                            |
| Iván Kaviedes                                                                              | Ecuador                                                                                    | 14/10/1998                                                                                 | Washington                                                                                 | Amistoso                                                                                   | Brasil                                                                                     | 1-5                                                                                        |                                                                                            |
| Juan R. Riquelme                                                                           | Argentina                                                                                  | 16/11/1997                                                                                 | Buenos Aires                                                                               | Eliminatorias 1998                                                                         | Colombia                                                                                   | 1-1                                                                                        |                                                                                            |
| Marcelo Ojeda                                                                              | Argentina                                                                                  | 14/06/1997                                                                                 | Cochabamba                                                                                 | Copa América 1997                                                                          | Chile                                                                                      | 2-0                                                                                        |                                                                                            |
| Hugo Brizuela                                                                              | Paraguay                                                                                   | 30/04/1997                                                                                 | Asunción                                                                                   | Eliminatorias 1998                                                                         | Uruguay                                                                                    | 3-1                                                                                        |                                                                                            |
| José Luis Calderón                                                                         | Argentina                                                                                  | 02/04/1997                                                                                 | La Paz                                                                                     | Eliminatorias 1998                                                                         | Bolivia                                                                                    | 2-1                                                                                        |                                                                                            |
| Roberto Monserrat                                                                          | Argentina                                                                                  | 15/12/1993                                                                                 | Miami                                                                                      | Amistoso                                                                                   | Alemania                                                                                   | 2-1                                                                                        |                                                                                            |
| Pablo Zegarra                                                                              | Perú                                                                                       | 18/06/1993                                                                                 | Cuenca                                                                                     | Copa América 1993                                                                          | Brasil                                                                                     | 0-0                                                                                        |                                                                                            |
| Carlos Torres                                                                              | Paraguay                                                                                   | 18/06/1993                                                                                 | Cuenca                                                                                     | Copa América 1993                                                                          | Chile                                                                                      | 1-0                                                                                        |                                                                                            |
| Eduardo Hurtado                                                                            | Ecuador                                                                                    | 15/06/1993                                                                                 | Ecuador                                                                                    | Copa América 1993                                                                          | Venezuela                                                                                  | 6-1                                                                                        |                                                                                            |
| Gustavo Quinteros                                                                          | Bolivia                                                                                    | 23/01/1993                                                                                 | Cochabamba                                                                                 | Amistoso                                                                                   | Honduras                                                                                   | 3-1                                                                                        |                                                                                            |
| Robert Siboldi                                                                             | Uruguay                                                                                    | 21/06/1992                                                                                 | Montevideo                                                                                 | Amistoso                                                                                   | Australia                                                                                  | 2-0                                                                                        |                                                                                            |
| Darío Scotto                                                                               | Argentina                                                                                  | 18/06/1992                                                                                 | Buenos Aires                                                                               | Amistoso                                                                                   | Australia                                                                                  | 2-0                                                                                        |                                                                                            |
| Walter Pelletti                                                                            | Uruguay                                                                                    | 30/04/1992                                                                                 | Montevideo                                                                                 | Amistoso                                                                                   | Brasil                                                                                     | 1-0                                                                                        |                                                                                            |
| Alejandro Lanari                                                                           | Argentina                                                                                  | 14/07/1991                                                                                 | Santiago                                                                                   | Copa América 1991                                                                          | Perú                                                                                       | 3-2                                                                                        |                                                                                            |
| Eduardo Bennett                                                                            | Honduras                                                                                   | 28/06/1991                                                                                 | Los Ángeles                                                                                | Copa de Oro 1991                                                                           | Canadá                                                                                     | 4-2                                                                                        |                                                                                            |
| Víctor Ferreyra                                                                            | Argentina                                                                                  | 27/03/1991                                                                                 | Buenos Aires                                                                               | Amistoso                                                                                   | Brasil                                                                                     | 3-3                                                                                        |                                                                                            |
| Fernando Gamboa                                                                            | Argentina                                                                                  | 19/02/1991                                                                                 | Rosario                                                                                    | Amistoso                                                                                   | Hungría                                                                                    | 2-0                                                                                        |                                                                                            |
| Gabriel Cedrés                                                                             | Uruguay                                                                                    | 02/02/1990                                                                                 | Miami                                                                                      | Amistoso                                                                                   | Colombia                                                                                   | 2-0                                                                                        |                                                                                            |
| Jorge Ortega                                                                               | Argentina                                                                                  | 20/04/1989                                                                                 | Santiago                                                                                   | Amistoso                                                                                   | Chile                                                                                      | 1-1                                                                                        |                                                                                            |
| Mauro Airez                                                                                | Argentina                                                                                  | 18/09/1988                                                                                 | Daegu                                                                                      | Juegos Olímpicos 1988                                                                      | Estados Unidos                                                                             | 1-1                                                                                        |                                                                                            |
| Claudio Cabrera                                                                            | Argentina                                                                                  | 10/07/1988                                                                                 | Melbourne                                                                                  | Amistoso                                                                                   | Brasil                                                                                     | 0-0                                                                                        |                                                                                            |
| Jaime Pizarro                                                                              | Chile                                                                                      | 07/05/1986                                                                                 | Curitiba                                                                                   | Amistoso                                                                                   | Brasil                                                                                     | 1-1                                                                                        |                                                                                            |
| David Chabala                                                                              | Zambia                                                                                     | 10/03/1986                                                                                 | Alejandría                                                                                 | Copa Africana de Nac. 1986                                                                 | Argelia                                                                                    | 0-0                                                                                        |                                                                                            |
| Eugenio La Rosa                                                                            | Perú                                                                                       | 19/09/1984                                                                                 | Montevideo                                                                                 | Amistoso                                                                                   | Uruguay                                                                                    | 2-0                                                                                        |                                                                                            |
| Oscar Dertycia                                                                             | Argentina                                                                                  | 02/08/1984                                                                                 | Buenos Aires                                                                               | Amistoso                                                                                   | Uruguay                                                                                    | 0-0                                                                                        |                                                                                            |
| Julián Camino                                                                              | Argentina                                                                                  | 24/08/1983                                                                                 | Buenos Aires                                                                               | Copa América 1983                                                                          | Brasil                                                                                     | 1-0                                                                                        |                                                                                            |
| Carlos Morete                                                                              | Argentina                                                                                  | 23/06/1983                                                                                 | Buenos Aires                                                                               | Amistoso                                                                                   | Chile                                                                                      | 1-0                                                                                        |                                                                                            |
| Julio Olarticoechea                                                                        | Argentina                                                                                  | 12/05/1983                                                                                 | Santiago                                                                                   | Amistoso                                                                                   | Chile                                                                                      | 2-2                                                                                        |                                                                                            |
| Patricio Hernández                                                                         | Argentina                                                                                  | 12/09/1979                                                                                 | Berlín                                                                                     | Amistoso                                                                                   | Alemania                                                                                   | 2-1                                                                                        |                                                                                            |
| Enrique Vidallé                                                                            | Argentina                                                                                  | 18/07/1979                                                                                 | Santa Cruz                                                                                 | Copa América 1979                                                                          | Bolivia                                                                                    | 2-1                                                                                        |                                                                                            |
| Jorge Gáspari                                                                              | Argentina                                                                                  | 18/07/1979                                                                                 | La Paz                                                                                     | Copa América 1979                                                                          | Bolivia                                                                                    | 2-1                                                                                        |                                                                                            |
| José Antonio Castro                                                                        | Argentina                                                                                  | 18/07/1979                                                                                 | Santa Cruz                                                                                 | Copa América 1979                                                                          | Bolivia                                                                                    | 2-1                                                                                        |                                                                                            |
| Miguel Ángel Bordón                                                                        | Argentina                                                                                  | 18/07/1979                                                                                 | Santa Cruz                                                                                 | Copa América 1979                                                                          | Bolivia                                                                                    | 2-1                                                                                        |                                                                                            |
| Juan Carlos Heredia                                                                        | España                                                                                     | 15/11/1978                                                                                 | Valencia                                                                                   | Clas. Eurocopa 1980                                                                        | Rumania                                                                                    | 1-0                                                                                        |                                                                                            |
| Rubén Pagnanini                                                                            | Argentina                                                                                  | 19/03/1978                                                                                 | Buenos Aires                                                                               | Copa Castilla                                                                              | Perú                                                                                       | 2-1                                                                                        |                                                                                            |
| Jorge Olguín                                                                               | Argentina                                                                                  | 20/03/1976                                                                                 | Kiev                                                                                       | Amistoso                                                                                   | Unión Soviética                                                                            | 0-1                                                                                        |                                                                                            |
| Carlos Salinas                                                                             | Argentina                                                                                  | 15/10/1975                                                                                 | Puebla                                                                                     | Panamericano 1975                                                                          | Jamaica                                                                                    | 6-0                                                                                        |                                                                                            |
| Mario Zanabria                                                                             | Argentina                                                                                  | 03/08/1975                                                                                 | Caracas                                                                                    | Copa América 1975                                                                          | Venezuela                                                                                  | 1-5                                                                                        |                                                                                            |
| José Luis Pavoni                                                                           | Argentina                                                                                  | 03/08/1975                                                                                 | Caracas                                                                                    | Copa América 1975                                                                          | Venezuela                                                                                  | 1-5                                                                                        |                                                                                            |
| Rubén Galletti                                                                             | Argentina                                                                                  | 20/11/1974                                                                                 | Buenos Aires                                                                               | Copa Dittborn                                                                              | Chile                                                                                      | 1-1                                                                                        |                                                                                            |
| Ubaldo Fillol                                                                              | Argentina                                                                                  | 03/07/1974                                                                                 | Gelsenkirchen                                                                              | Mundial 1974                                                                               | R. D. A.                                                                                   | 1-1                                                                                        |                                                                                            |
| Juan José López                                                                            | Argentina                                                                                  | 11/10/1972                                                                                 | Madrid                                                                                     | Copa Hispanidad                                                                            | España                                                                                     | 1-0                                                                                        |                                                                                            |
| Enrique Wolff                                                                              | Argentina                                                                                  | 22/06/1972                                                                                 | Bahía                                                                                      | Copa Independencia                                                                         | Colombia                                                                                   | 4-1                                                                                        |                                                                                            |
| Ángel Landucci                                                                             | Argentina                                                                                  | 04/07/1971                                                                                 | Asunción                                                                                   | Copa Chevalier Boutell                                                                     | Paraguay                                                                                   | 1-1                                                                                        |                                                                                            |
| Raúl Decaria                                                                               | Argentina                                                                                  | 16/04/1963                                                                                 | Río de Janeiro                                                                             | Copa Roca                                                                                  | Brasil                                                                                     | 5-2                                                                                        |                                                                                            |
| Alberto Mariotti                                                                           | Argentina                                                                                  | 13/03/1962                                                                                 | Montevideo                                                                                 | Amistoso                                                                                   | Uruguay                                                                                    | 1-1                                                                                        |                                                                                            |
| Juan Carlos Oleniak                                                                        | Argentina                                                                                  | 26/08/1960                                                                                 | Roma                                                                                       | Juegos Olímpicos 1960                                                                      | Dinamarca                                                                                  | 3-2                                                                                        |                                                                                            |
| Marcelo Echegaray                                                                          | Argentina                                                                                  | 08/03/1960                                                                                 | San José                                                                                   | Panamericano 1960                                                                          | Costa Rica                                                                                 | 0-0                                                                                        |                                                                                            |
| Roberto Puppo                                                                              | Argentina                                                                                  | 05/12/1956                                                                                 | Río de Janeiro                                                                             | Copa Raúl H. Colombo                                                                       | Brasil                                                                                     | 1-2                                                                                        |                                                                                            |
| Ernesto Gutiérrez                                                                          | Argentina                                                                                  | 18/12/1947                                                                                 | Guayaquil                                                                                  | Copa América 1947                                                                          | Colombia                                                                                   | 6-0                                                                                        |                                                                                            |
| Francisco Sohn                                                                             | Hungría                                                                                    | 05/04/1936                                                                                 | Viena                                                                                      | Amistoso                                                                                   | Austria                                                                                    | 3-5                                                                                        |                                                                                            |
| Camilo Bonelli                                                                             | Argentina                                                                                  | 03/08/1930                                                                                 | Buenos Aires                                                                               | Amistoso                                                                                   | Yugoslavia                                                                                 | 3-1                                                                                        |                                                                                            |
| Fernando Paternoster                                                                       | Argentina                                                                                  | 01/04/1928                                                                                 | Lisboa                                                                                     | Amistoso                                                                                   | Portugal                                                                                   | 0-0                                                                                        |                                                                                            |
| Ramón Mutis                                                                                | Argentina                                                                                  | 20/05/1923                                                                                 | Buenos Aires                                                                               | Copa Chevalier Boutell                                                                     | Paraguay                                                                                   | 0-2                                                                                        |                                                                                            |
| Domingo Tarasconi                                                                          | Argentina                                                                                  | 10/12/1922                                                                                 | Montevideo                                                                                 | Copa de Honor                                                                              | Uruguay                                                                                    | 1-0                                                                                        |                                                                                            |
| Juan Evaristo                                                                              | Argentina                                                                                  | 02/10/1922                                                                                 | Buenos Aires                                                                               | Amistoso                                                                                   | Chile                                                                                      | 1-0                                                                                        |                                                                                            |

| Internacionales absolutos convocados por primera vez mientras jugaba en Argentinos Juniors | Internacionales absolutos convocados por primera vez mientras jugaba en Argentinos Juniors | Internacionales absolutos convocados por primera vez mientras jugaba en Argentinos Juniors | Internacionales absolutos convocados por primera vez mientras jugaba en Argentinos Juniors | Internacionales absolutos convocados por primera vez mientras jugaba en Argentinos Juniors | Internacionales absolutos convocados por primera vez mientras jugaba en Argentinos Juniors | Internacionales absolutos convocados por primera vez mientras jugaba en Argentinos Juniors | Internacionales absolutos convocados por primera vez mientras jugaba en Argentinos Juniors |
| Nombre                                                                                     | País                                                                                       | Fecha debut                                                                                | Ciudad                                                                                     | Tipo partido                                                                               | Selección rival                                                                            | Resultado                                                                                  |                                                                                            |
| ------------------------------------------------------------------------------------------ | ------------------------------------------------------------------------------------------ | ------------------------------------------------------------------------------------------ | ------------------------------------------------------------------------------------------ | ------------------------------------------------------------------------------------------ | ------------------------------------------------------------------------------------------ | ------------------------------------------------------------------------------------------ | ------------------------------------------------------------------------------------------ |
| Gabriel Ávalos                                                                             | Paraguay                                                                                   | 03/06/2021                                                                                 | Montevideo                                                                                 | Eliminatorias 2022                                                                         | Uruguay                                                                                    | 0-0                                                                                        |                                                                                            |
| Juan Anangonó                                                                              | Ecuador                                                                                    | 15/08/2012                                                                                 | Nueva York                                                                                 | Amistoso                                                                                   | Chile                                                                                      | 3-0                                                                                        |                                                                                            |
| Juan Ignacio Mercier                                                                       | Argentina                                                                                  | 26/01/2010                                                                                 | San Juan                                                                                   | Amistoso                                                                                   | Costa Rica                                                                                 | 3-2                                                                                        |                                                                                            |
| Néstor Ortigoza                                                                            | Paraguay                                                                                   | 10/10/2009                                                                                 | Puerto Ordaz                                                                               | Eliminatorias 2010                                                                         | Venezuela                                                                                  | 1-2                                                                                        |                                                                                            |
| Gabriel Hauche                                                                             | Argentina                                                                                  | 30/09/2009                                                                                 | Córdoba                                                                                    | Amistoso                                                                                   | Ghana                                                                                      | 2-0                                                                                        |                                                                                            |
| Matías Caruzzo                                                                             | Argentina                                                                                  | 20/05/2009                                                                                 | Santa Fe                                                                                   | Amistoso                                                                                   | Panamá                                                                                     | 3-1                                                                                        |                                                                                            |
| Ignacio Canuto                                                                             | Argentina                                                                                  | 20/05/2009                                                                                 | Santa Fe                                                                                   | Amistoso                                                                                   | Panamá                                                                                     | 3-1                                                                                        |                                                                                            |
| Luis García                                                                                | Colombia                                                                                   | 19/07/2000                                                                                 | Lima                                                                                       | Eliminatorias 2002                                                                         | Perú                                                                                       | 0-1                                                                                        |                                                                                            |
| Dwight Pezzarossi                                                                          | Guatemala                                                                                  | 19/05/2000                                                                                 | San Pedro Sula                                                                             | Eliminatorias 2002                                                                         | Belice                                                                                     | 0-0                                                                                        |                                                                                            |
| Líber Vespa                                                                                | Uruguay                                                                                    | 13/12/1997                                                                                 | Riad                                                                                       | Confederaciones 1997                                                                       | E. A. U.                                                                                   | 0-2                                                                                        |                                                                                            |
| Roberto Cartes                                                                             | Chile                                                                                      | 17/02/1997                                                                                 | Ciudad de Guatemala                                                                        | Amistoso                                                                                   | Guatemala                                                                                  | 1-1                                                                                        |                                                                                            |
| Carlos Soca                                                                                | Uruguay                                                                                    | 29/08/1993                                                                                 | Montevideo                                                                                 | Eliminatorias 1994                                                                         | Venezuela                                                                                  | 4-0                                                                                        |                                                                                            |
| Roberto Acuña                                                                              | Paraguay                                                                                   | 26/06/1993                                                                                 | Quito                                                                                      | Copa América 1993                                                                          | Ecuador                                                                                    | 3-0                                                                                        |                                                                                            |
| Diego Cagna                                                                                | Argentina                                                                                  | 31/05/1992                                                                                 | Tokio                                                                                      | Copa Kirin                                                                                 | Japón                                                                                      | 0-1                                                                                        |                                                                                            |
| Carlos Mayor                                                                               | Argentina                                                                                  | 18/09/1988                                                                                 | Daegu                                                                                      | Juegos Olímpicos 1988                                                                      | Estados Unidos                                                                             | 1-1                                                                                        |                                                                                            |
| Néstor Lorenzo                                                                             | Argentina                                                                                  | 16/07/1988                                                                                 | Canberra                                                                                   | Copa de Oro                                                                                | Arabia Saudita                                                                             | 2-0                                                                                        |                                                                                            |
| Claudio Borghi                                                                             | Argentina                                                                                  | 14/11/1985                                                                                 | Los Ángeles                                                                                | Amistoso                                                                                   | México                                                                                     | 1-1                                                                                        |                                                                                            |
| Sergio Batista                                                                             | Argentina                                                                                  | 14/11/1985                                                                                 | Los Ángeles                                                                                | Amistoso                                                                                   | México                                                                                     | 1-1                                                                                        |                                                                                            |
| Pedro Pasculli                                                                             | Argentina                                                                                  | 28/04/1985                                                                                 | Asunción                                                                                   | Amistoso                                                                                   | Paraguay                                                                                   | 1-0                                                                                        |                                                                                            |
| Armando Dely Valdés                                                                        | Panamá                                                                                     | 15/06/1984                                                                                 | Colón                                                                                      | Eliminatorias 1986                                                                         | Honduras                                                                                   | 0-3                                                                                        |                                                                                            |
| Diego Maradona                                                                             | Argentina                                                                                  | 27/02/1977                                                                                 | Buenos Aires                                                                               | Amistoso                                                                                   | Hungría                                                                                    | 5-1                                                                                        |                                                                                            |
| Abel Vieytez                                                                               | Argentina                                                                                  | 22/04/1963                                                                                 | San Pablo                                                                                  | Panamericano 1963                                                                          | Estados Unidos                                                                             | 8-1                                                                                        |                                                                                            |
| Osmar Miguelucci                                                                           | Argentina                                                                                  | 22/04/1963                                                                                 | San Pablo                                                                                  | Panamericano 1963                                                                          | Estados Unidos                                                                             | 8-1                                                                                        |                                                                                            |
| José Mesiano                                                                               | Argentina                                                                                  | 13/04/1963                                                                                 | San Pablo                                                                                  | Copa Roca                                                                                  | Brasil                                                                                     | 2-3                                                                                        |                                                                                            |
| Juan Carlos Lallana                                                                        | Argentina                                                                                  | 13/03/1963                                                                                 | Cochabamba                                                                                 | Copa América 1963                                                                          | Perú                                                                                       | 2-1                                                                                        |                                                                                            |
| Alberto Sainz                                                                              | Argentina                                                                                  | 12/10/1961                                                                                 | Avellaneda                                                                                 | Amistoso                                                                                   | Paraguay                                                                                   | 5-1                                                                                        |                                                                                            |
| Martín Canseco                                                                             | Argentina                                                                                  | 17/05/1961                                                                                 | Asunción                                                                                   | Amistoso                                                                                   | Paraguay                                                                                   | 0-0                                                                                        |                                                                                            |
| Martín Pando                                                                               | Argentina                                                                                  | 26/05/1960                                                                                 | Buenos Aires                                                                               | Copa Roca                                                                                  | Brasil                                                                                     | 4-2                                                                                        |                                                                                            |
| Héctor Pederzoli                                                                           | Argentina                                                                                  | 10/10/1956                                                                                 | Paysandú                                                                                   | Amistoso                                                                                   | Uruguay                                                                                    | 1-2                                                                                        |                                                                                            |
| Oscar Di Stéfano                                                                           | Argentina                                                                                  | 18/03/1956                                                                                 | Ciudad de México                                                                           | Panamericano 1956                                                                          | Brasil                                                                                     | 2-2                                                                                        |                                                                                            |
| Pascual Di Paola                                                                           | Argentina                                                                                  | 29/05/1926                                                                                 | Buenos Aires                                                                               | Copa Chevalier Boutell                                                                     | Paraguay                                                                                   | 2-1                                                                                        |                                                                                            |
| Luis Vaccaro                                                                               | Argentina                                                                                  | 30/09/1923                                                                                 | Montevideo                                                                                 | Copa de Honor                                                                              | Uruguay                                                                                    | 0-2                                                                                        |                                                                                            |

| Internacionales absolutos convocados por primera vez después de jugar con Argentinos Juniors | Internacionales absolutos convocados por primera vez después de jugar con Argentinos Juniors | Internacionales absolutos convocados por primera vez después de jugar con Argentinos Juniors | Internacionales absolutos convocados por primera vez después de jugar con Argentinos Juniors | Internacionales absolutos convocados por primera vez después de jugar con Argentinos Juniors | Internacionales absolutos convocados por primera vez después de jugar con Argentinos Juniors | Internacionales absolutos convocados por primera vez después de jugar con Argentinos Juniors | Internacionales absolutos convocados por primera vez después de jugar con Argentinos Juniors |
| Nombre                                                                                       | País                                                                                         | Fecha debut                                                                                  | Ciudad                                                                                       | Tipo partido                                                                                 | Selección rival                                                                              | Resultado                                                                                    |                                                                                              |
| -------------------------------------------------------------------------------------------- | -------------------------------------------------------------------------------------------- | -------------------------------------------------------------------------------------------- | -------------------------------------------------------------------------------------------- | -------------------------------------------------------------------------------------------- | -------------------------------------------------------------------------------------------- | -------------------------------------------------------------------------------------------- | -------------------------------------------------------------------------------------------- |
| Nehuén Pérez                                                                                 | Argentina                                                                                    | 23/09/2022                                                                                   | Miami                                                                                        | Amistoso                                                                                     | Honduras                                                                                     | 3-0                                                                                          |                                                                                              |
| Nicolás González                                                                             | Argentina                                                                                    | 13/10/2019                                                                                   | Elche                                                                                        | Amistoso                                                                                     | Ecuador                                                                                      | 1-6                                                                                          |                                                                                              |
| Alexis Mac Allister                                                                          | Argentina                                                                                    | 05/09/2019                                                                                   | Los Ángeles                                                                                  | Amistoso                                                                                     | Chile                                                                                        | 0-0                                                                                          |                                                                                              |
| Pablo Hernández                                                                              | Chile                                                                                        | 22/01/2014                                                                                   | Coquimbo                                                                                     | Amistoso                                                                                     | Costa Rica                                                                                   | 4-0                                                                                          |                                                                                              |
| Emmanuel Gigliotti                                                                           | Argentina                                                                                    | 14/09/2011                                                                                   | Córdoba                                                                                      | Superclásico                                                                                 | Brasil                                                                                       | 0-0                                                                                          |                                                                                              |
| Leandro Desábato                                                                             | Argentina                                                                                    | 14/09/2011                                                                                   | Córdoba                                                                                      | Superclásico                                                                                 | Brasil                                                                                       | 0-0                                                                                          |                                                                                              |
| Diego Morales                                                                                | Argentina                                                                                    | 25/05/2011                                                                                   | Resistencia                                                                                  | Copa Chaco                                                                                   | Paraguay                                                                                     | 4-2                                                                                          |                                                                                              |
| Juan Manuel Martínez                                                                         | Argentina                                                                                    | 09/02/2011                                                                                   | Ginebra                                                                                      | Amistoso                                                                                     | Paraguay                                                                                     | 2-1                                                                                          |                                                                                              |
| Lucas Biglia                                                                                 | Argentina                                                                                    | 09/02/2011                                                                                   | Ginebra                                                                                      | Amistoso                                                                                     | Paraguay                                                                                     | 2-1                                                                                          |                                                                                              |
| Nicolás Pareja                                                                               | Argentina                                                                                    | 17/11/2010                                                                                   | Doha                                                                                         | Amistoso                                                                                     | Brasil                                                                                       | 0-1                                                                                          |                                                                                              |
| Lucas Barrios                                                                                | Paraguay                                                                                     | 25/05/2010                                                                                   | Dublín                                                                                       | Amistoso                                                                                     | Irlanda                                                                                      | 1-2                                                                                          |                                                                                              |
| Kevin Harbottle                                                                              | Chile                                                                                        | 05/05/2010                                                                                   | Iquique                                                                                      | Amistoso                                                                                     | Trinidad y Tobago                                                                            | 2-0                                                                                          |                                                                                              |
| Rolando Schiavi                                                                              | Argentina                                                                                    | 09/09/2009                                                                                   | Asunción                                                                                     | Eliminatorias 2010                                                                           | Paraguay                                                                                     | 1-0                                                                                          |                                                                                              |
| Álvaro Pereira                                                                               | Uruguay                                                                                      | 19/11/2008                                                                                   | Saint-Denis                                                                                  | Amistoso                                                                                     | Francia                                                                                      | 0-0                                                                                          |                                                                                              |
| Emilio Hernández                                                                             | Chile                                                                                        | 24/09/2008                                                                                   | Los Ángeles                                                                                  | Amistoso                                                                                     | México                                                                                       | 1-0                                                                                          |                                                                                              |
| Cristian Ledesma                                                                             | Argentina                                                                                    | 18/04/2007                                                                                   | Mendoza                                                                                      | Amistoso                                                                                     | Chile                                                                                        | 0-0                                                                                          |                                                                                              |
| Juan Carlos Mariño                                                                           | Perú                                                                                         | 15/11/2006                                                                                   | Kingston                                                                                     | Amistoso                                                                                     | Jamaica                                                                                      | 1-1                                                                                          |                                                                                              |
| Víctor Zapata                                                                                | Argentina                                                                                    | 09/03/2005                                                                                   | Los Ángeles                                                                                  | Amistoso                                                                                     | México                                                                                       | 1-1                                                                                          |                                                                                              |
| Nicolás Medina                                                                               | Argentina                                                                                    | 04/09/2004                                                                                   | Lima                                                                                         | Eliminatorias 2006                                                                           | Perú                                                                                         | 1-3                                                                                          |                                                                                              |
| Leonardo Fernández                                                                           | Bolivia                                                                                      | 03/09/2003                                                                                   | Montevideo                                                                                   | Eliminatorias 2006                                                                           | Uruguay                                                                                      | 5-0                                                                                          |                                                                                              |
| Federico Insúa                                                                               | Argentina                                                                                    | 31/01/2003                                                                                   | San Pedro Sula                                                                               | Amistoso                                                                                     | Honduras                                                                                     | 1-3                                                                                          |                                                                                              |
| Diego Placente                                                                               | Argentina                                                                                    | 20/12/2000                                                                                   | Los Ángeles                                                                                  | Copa Reebok                                                                                  | México                                                                                       | 0-2                                                                                          |                                                                                              |
| Juan Pablo Sorín                                                                             | Argentina                                                                                    | 09/10/1996                                                                                   | San Cristóbal                                                                                | Eliminatorias 1998                                                                           | Venezuela                                                                                    | 2-5                                                                                          |                                                                                              |
| Carlos Netto                                                                                 | Argentina                                                                                    | 21/12/1995                                                                                   | Mendoza                                                                                      | Amistoso                                                                                     | Venezuela                                                                                    | 6-0                                                                                          |                                                                                              |
| Faryd Mondragón                                                                              | Colombia                                                                                     | 20/12/1995                                                                                   | Manaus                                                                                       | Amistoso                                                                                     | Brasil                                                                                       | 3-1                                                                                          |                                                                                              |
| Ramiro Castillo                                                                              | Bolivia                                                                                      | 19/05/1994                                                                                   | Reikiavik                                                                                    | Amistoso                                                                                     | Islandia                                                                                     | 1-0                                                                                          |                                                                                              |
| Carlos Mac Allister                                                                          | Argentina                                                                                    | 31/10/1993                                                                                   | Sídney                                                                                       | Rep. Mundial 1994                                                                            | Australia                                                                                    | 1-1                                                                                          |                                                                                              |
| Fernando Redondo                                                                             | Argentina                                                                                    | 16/10/1992                                                                                   | Riad                                                                                         | Copa Rey Fahd 1992                                                                           | Costa de Marfil                                                                              | 4-0                                                                                          |                                                                                              |
| Fernando Cáceres                                                                             | Argentina                                                                                    | 23/09/1992                                                                                   | Montevideo                                                                                   | Copa Lipton                                                                                  | Uruguay                                                                                      | 0-0                                                                                          |                                                                                              |
| Leonardo Rodríguez                                                                           | Argentina                                                                                    | 08/07/1991                                                                                   | Santiago                                                                                     | Copa América 1991                                                                            | Venezuela                                                                                    | 3-0                                                                                          |                                                                                              |
| Ricardo Giusti                                                                               | Argentina                                                                                    | 12/05/1983                                                                                   | Santiago de Chile                                                                            | Amistoso                                                                                     | Chile                                                                                        | 2-2                                                                                          |                                                                                              |
| Nelson Agresta                                                                               | Uruguay                                                                                      | 20/02/1982                                                                                   | Calcuta                                                                                      | Amistoso                                                                                     | Corea del Sur                                                                                | 2-2                                                                                          |                                                                                              |
| Carlos Fren                                                                                  | Argentina                                                                                    | 04/12/1980                                                                                   | Mar del Plata                                                                                | Amistoso                                                                                     | Unión Soviética                                                                              | 1-1                                                                                          |                                                                                              |
| Omar Larrosa                                                                                 | Argentina                                                                                    | 29/05/1977                                                                                   | Buenos Aires                                                                                 | Amistoso                                                                                     | Polonia                                                                                      | 3-1                                                                                          |                                                                                              |
| Luis López                                                                                   | Colombia                                                                                     | 30/01/1977                                                                                   | Bogotá                                                                                       | Amistoso                                                                                     | Yugoslavia                                                                                   | 0-1                                                                                          |                                                                                              |
| Rodolfo Gnavi                                                                                | Australia                                                                                    | 20/11/1975                                                                                   | Adelaida                                                                                     | Amistoso                                                                                     | Unión Soviética                                                                              | 0-3                                                                                          |                                                                                              |
| Enrique Chazarreta                                                                           | Argentina                                                                                    | 18/05/1973                                                                                   | Múnich                                                                                       | Amistoso                                                                                     | Alemania                                                                                     | 2-3                                                                                          |                                                                                              |
| Roque Ditro                                                                                  | Argentina                                                                                    | 13/03/1963                                                                                   | Cochabamba                                                                                   | Copa América 1963                                                                            | Perú                                                                                         | 2-1                                                                                          |                                                                                              |
| Miguel Vidal                                                                                 | Argentina                                                                                    | 09/07/1960                                                                                   | Buenos Aires                                                                                 | Copa Atlántico                                                                               | Paraguay                                                                                     | 1-0                                                                                          |                                                                                              |
| José Carbone                                                                                 | Argentina                                                                                    | 22/12/1959                                                                                   | Guayaquil                                                                                    | Copa América 1959-II                                                                         | Brasil                                                                                       | 4-1                                                                                          |                                                                                              |

### Internacionales juveniles con su selección
| Internacionales sub-23 convocados por primera vez mientras jugaba en Argentinos Juniors | Internacionales sub-23 convocados por primera vez mientras jugaba en Argentinos Juniors | Internacionales sub-23 convocados por primera vez mientras jugaba en Argentinos Juniors | Internacionales sub-23 convocados por primera vez mientras jugaba en Argentinos Juniors | Internacionales sub-23 convocados por primera vez mientras jugaba en Argentinos Juniors | Internacionales sub-23 convocados por primera vez mientras jugaba en Argentinos Juniors | Internacionales sub-23 convocados por primera vez mientras jugaba en Argentinos Juniors | Internacionales sub-23 convocados por primera vez mientras jugaba en Argentinos Juniors |
| Nombre                                                                                  | País                                                                                    | Fecha debut                                                                             | Ciudad                                                                                  | Tipo partido                                                                            | Selección rival                                                                         | Resultado                                                                               |                                                                                         |
| --------------------------------------------------------------------------------------- | --------------------------------------------------------------------------------------- | --------------------------------------------------------------------------------------- | --------------------------------------------------------------------------------------- | --------------------------------------------------------------------------------------- | --------------------------------------------------------------------------------------- | --------------------------------------------------------------------------------------- | --------------------------------------------------------------------------------------- |
| Pablo Barzola                                                                           | Argentina                                                                               | 02/08/2003                                                                              | Santo Domingo                                                                           | Panamericano 2003                                                                       | Paraguay                                                                                | 1-0                                                                                     |                                                                                         |
| Juan R. Riquelme                                                                        | Argentina                                                                               | 18/01/2000                                                                              | Cascavel                                                                                | Preolímpico 2000                                                                        | Paraguay                                                                                | 3-1                                                                                     |                                                                                         |

| Internacionales sub-21 convocados por primera vez mientras jugaba en Argentinos Juniors | Internacionales sub-21 convocados por primera vez mientras jugaba en Argentinos Juniors | Internacionales sub-21 convocados por primera vez mientras jugaba en Argentinos Juniors | Internacionales sub-21 convocados por primera vez mientras jugaba en Argentinos Juniors | Internacionales sub-21 convocados por primera vez mientras jugaba en Argentinos Juniors | Internacionales sub-21 convocados por primera vez mientras jugaba en Argentinos Juniors | Internacionales sub-21 convocados por primera vez mientras jugaba en Argentinos Juniors | Internacionales sub-21 convocados por primera vez mientras jugaba en Argentinos Juniors |
| Nombre                                                                                  | País                                                                                    | Fecha debut                                                                             | Ciudad                                                                                  | Tipo partido                                                                            | Selección rival                                                                         | Resultado                                                                               |                                                                                         |
| --------------------------------------------------------------------------------------- | --------------------------------------------------------------------------------------- | --------------------------------------------------------------------------------------- | --------------------------------------------------------------------------------------- | --------------------------------------------------------------------------------------- | --------------------------------------------------------------------------------------- | --------------------------------------------------------------------------------------- | --------------------------------------------------------------------------------------- |
| Lucas Rodríguez                                                                         | Argentina                                                                               | 14/08/2012                                                                              | Offenbach                                                                               | Amistoso                                                                                | Alemania                                                                                | 6-1                                                                                     |                                                                                         |
| Juan R. Riquelme                                                                        | Argentina                                                                               | 14/05/1998                                                                              | Nimes                                                                                   | Esperanzas de Toulon 1998                                                               | Sudáfrica                                                                               | 1-0                                                                                     |                                                                                         |

| Internacionales sub-20 convocados por primera vez mientras jugaba en Argentinos Juniors | Internacionales sub-20 convocados por primera vez mientras jugaba en Argentinos Juniors | Internacionales sub-20 convocados por primera vez mientras jugaba en Argentinos Juniors | Internacionales sub-20 convocados por primera vez mientras jugaba en Argentinos Juniors | Internacionales sub-20 convocados por primera vez mientras jugaba en Argentinos Juniors | Internacionales sub-20 convocados por primera vez mientras jugaba en Argentinos Juniors | Internacionales sub-20 convocados por primera vez mientras jugaba en Argentinos Juniors | Internacionales sub-20 convocados por primera vez mientras jugaba en Argentinos Juniors |
| Nombre                                                                                  | País                                                                                    | Fecha debut                                                                             | Ciudad                                                                                  | Tipo partido                                                                            | Selección rival                                                                         | Resultado                                                                               |                                                                                         |
| --------------------------------------------------------------------------------------- | --------------------------------------------------------------------------------------- | --------------------------------------------------------------------------------------- | --------------------------------------------------------------------------------------- | --------------------------------------------------------------------------------------- | --------------------------------------------------------------------------------------- | --------------------------------------------------------------------------------------- | --------------------------------------------------------------------------------------- |
| Maximiliano Centurión                                                                   | Argentina                                                                               | 31/05/2019                                                                              | Tychy                                                                                   | Mundial 2019                                                                            | Corea del Sur                                                                           | 2-1                                                                                     |                                                                                         |
| Aaron Barquett                                                                          | Argentina                                                                               | 24/01/2019                                                                              | Curicó                                                                                  | Sudamericano 2019                                                                       | Uruguay                                                                                 | 0-1                                                                                     |                                                                                         |
| Nehuén Pérez                                                                            | Argentina                                                                               | 20/01/2019                                                                              | Curicó                                                                                  | Sudamericano 2019                                                                       | Paraguay                                                                                | 1-1                                                                                     |                                                                                         |
| Luciano Cabral                                                                          | Chile                                                                                   | 15/01/2015                                                                              | Maldonado                                                                               | Sudamericano 2015                                                                       | Brasil                                                                                  | 2-1                                                                                     |                                                                                         |
| Matías Laba                                                                             | Argentina                                                                               | 29/07/2011                                                                              | Medellín                                                                                | Mundial 2011                                                                            | México                                                                                  | 1-0                                                                                     |                                                                                         |
| Lucas Rodríguez                                                                         | Argentina                                                                               | 22/01/2011                                                                              | Arequipa                                                                                | Sudamericano 2011                                                                       | Venezuela                                                                               | 1-1                                                                                     |                                                                                         |
| Gustavo Oberman                                                                         | Argentina                                                                               | 11/06/2005                                                                              | Enschede                                                                                | Mundial 2005                                                                            | Estados Unidos                                                                          | 0-1                                                                                     |                                                                                         |
| Lucas Biglia                                                                            | Argentina                                                                               | 11/06/2005                                                                              | Enschede                                                                                | Mundial 2005                                                                            | Estados Unidos                                                                          | 0-1                                                                                     |                                                                                         |
| Leonardo Pisculichi                                                                     | Argentina                                                                               | 14/01/2003                                                                              | Colonia                                                                                 | Sudamericano 2003                                                                       | Paraguay                                                                                | 1-4                                                                                     |                                                                                         |
| Hugo Colace                                                                             | Argentina                                                                               | 06/01/2003                                                                              | Colonia                                                                                 | Sudamericano 2003                                                                       | Colombia                                                                                | 2-1                                                                                     |                                                                                         |
| Ariel Seltzer                                                                           | Argentina                                                                               | 17/06/2001                                                                              | Buenos Aires                                                                            | Mundial 2001                                                                            | Finlandia                                                                               | 2-0                                                                                     |                                                                                         |
| Facundo Pérez Castro                                                                    | Argentina                                                                               | 14/01/2001                                                                              | Cuenca                                                                                  | Sudamericano 2001                                                                       | Bolivia                                                                                 | 0-2                                                                                     |                                                                                         |
| Diego Placente                                                                          | Argentina                                                                               | 18/06/1997                                                                              | Kangar                                                                                  | Mundial 1997                                                                            | Hungría                                                                                 | 0-3                                                                                     |                                                                                         |
| Juan R. Riquelme                                                                        | Argentina                                                                               | 17/01/1997                                                                              | La Serena                                                                               | Sudamericano 1997                                                                       | Paraguay                                                                                | 5-2                                                                                     |                                                                                         |
| Diego Markic                                                                            | Argentina                                                                               | 17/01/1997                                                                              | La Serena                                                                               | Sudamericano 1997                                                                       | Paraguay                                                                                | 5-2                                                                                     |                                                                                         |
| Juan Pablo Sorín                                                                        | Argentina                                                                               | 13/04/1995                                                                              | Doha                                                                                    | Mundial 1995                                                                            | Países Bajos                                                                            | 0-1                                                                                     |                                                                                         |
| Sebastián Pena                                                                          | Argentina                                                                               | 13/04/1995                                                                              | Doha                                                                                    | Mundial 1995                                                                            | Países Bajos                                                                            | 0-1                                                                                     |                                                                                         |
| Walter Paz                                                                              | Argentina                                                                               | 15/06/1991                                                                              | Lisboa                                                                                  | Mundial 1991                                                                            | Corea                                                                                   | 0-1                                                                                     |                                                                                         |
| Diego Maradona                                                                          | Argentina                                                                               | 26/08/1979                                                                              | Ōmiya                                                                                   | Mundial 1979                                                                            | Indonesia                                                                               | 5-0                                                                                     |                                                                                         |

| Internacionales sub-18 convocados por primera vez mientras jugaba en Argentinos Juniors | Internacionales sub-18 convocados por primera vez mientras jugaba en Argentinos Juniors | Internacionales sub-18 convocados por primera vez mientras jugaba en Argentinos Juniors | Internacionales sub-18 convocados por primera vez mientras jugaba en Argentinos Juniors | Internacionales sub-18 convocados por primera vez mientras jugaba en Argentinos Juniors | Internacionales sub-18 convocados por primera vez mientras jugaba en Argentinos Juniors | Internacionales sub-18 convocados por primera vez mientras jugaba en Argentinos Juniors | Internacionales sub-18 convocados por primera vez mientras jugaba en Argentinos Juniors |
| Nombre                                                                                  | País                                                                                    | Fecha debut                                                                             | Ciudad                                                                                  | Tipo partido                                                                            | Selección rival                                                                         | Resultado                                                                               |                                                                                         |
| --------------------------------------------------------------------------------------- | --------------------------------------------------------------------------------------- | --------------------------------------------------------------------------------------- | --------------------------------------------------------------------------------------- | --------------------------------------------------------------------------------------- | --------------------------------------------------------------------------------------- | --------------------------------------------------------------------------------------- | --------------------------------------------------------------------------------------- |
| Nehuén Pérez                                                                            | Argentina                                                                               | 23/03/2018                                                                              | Mánchester                                                                              | Amistoso                                                                                | Inglaterra                                                                              | 2-1                                                                                     |                                                                                         |
| Juan R. Riquelme                                                                        | Argentina                                                                               | 16/01/1996                                                                              | Maldonado                                                                               | Copa Punta del Este 1996                                                                | Uruguay                                                                                 | 0-0                                                                                     |                                                                                         |

| Internacionales sub-17 convocados por primera vez mientras jugaba en Argentinos Juniors | Internacionales sub-17 convocados por primera vez mientras jugaba en Argentinos Juniors | Internacionales sub-17 convocados por primera vez mientras jugaba en Argentinos Juniors | Internacionales sub-17 convocados por primera vez mientras jugaba en Argentinos Juniors | Internacionales sub-17 convocados por primera vez mientras jugaba en Argentinos Juniors | Internacionales sub-17 convocados por primera vez mientras jugaba en Argentinos Juniors | Internacionales sub-17 convocados por primera vez mientras jugaba en Argentinos Juniors | Internacionales sub-17 convocados por primera vez mientras jugaba en Argentinos Juniors |
| Nombre                                                                                  | País                                                                                    | Fecha debut                                                                             | Ciudad                                                                                  | Tipo partido                                                                            | Selección rival                                                                         | Resultado                                                                               |                                                                                         |
| --------------------------------------------------------------------------------------- | --------------------------------------------------------------------------------------- | --------------------------------------------------------------------------------------- | --------------------------------------------------------------------------------------- | --------------------------------------------------------------------------------------- | --------------------------------------------------------------------------------------- | --------------------------------------------------------------------------------------- | --------------------------------------------------------------------------------------- |
| Nehuén Pérez                                                                            | Argentina                                                                               | 24/02/2017                                                                              | Curicó                                                                                  | Sudamericano 2017                                                                       | Venezuela                                                                               | 0-1                                                                                     |                                                                                         |
| Gaspar Iñíguez                                                                          | Argentina                                                                               | 12/03/2011                                                                              | Latacunga                                                                               | Sudamericano 2011                                                                       | Perú                                                                                    | 4-2                                                                                     |                                                                                         |
| Lucas Biglia                                                                            | Argentina                                                                               | 02/05/2003                                                                              | Santa Cruz                                                                              | Sudamericano 2003                                                                       | Paraguay                                                                                | 0-5                                                                                     |                                                                                         |
| Hugo Colace                                                                             | Argentina                                                                               | 02/03/2001                                                                              | Arequipa                                                                                | Sudamericano 2001                                                                       | Perú                                                                                    | 1-1                                                                                     |                                                                                         |
| Esteban Cambiasso                                                                       | Argentina                                                                               | 04/08/1995                                                                              | Cuenca                                                                                  | Mundial 1995                                                                            | Portugal                                                                                | 3-0                                                                                     |                                                                                         |
| Raúl Sanzotti                                                                           | Argentina                                                                               | 17/08/1991                                                                              | Viareggio                                                                               | Mundial 1991                                                                            | China                                                                                   | 1-2                                                                                     |                                                                                         |

| Internacionales sub-16 convocados por primera vez mientras jugaba en Argentinos Juniors | Internacionales sub-16 convocados por primera vez mientras jugaba en Argentinos Juniors | Internacionales sub-16 convocados por primera vez mientras jugaba en Argentinos Juniors | Internacionales sub-16 convocados por primera vez mientras jugaba en Argentinos Juniors | Internacionales sub-16 convocados por primera vez mientras jugaba en Argentinos Juniors | Internacionales sub-16 convocados por primera vez mientras jugaba en Argentinos Juniors | Internacionales sub-16 convocados por primera vez mientras jugaba en Argentinos Juniors | Internacionales sub-16 convocados por primera vez mientras jugaba en Argentinos Juniors |
| Nombre                                                                                  | País                                                                                    | Fecha debut                                                                             | Ciudad                                                                                  | Tipo partido                                                                            | Selección rival                                                                         | Resultado                                                                               |                                                                                         |
| --------------------------------------------------------------------------------------- | --------------------------------------------------------------------------------------- | --------------------------------------------------------------------------------------- | --------------------------------------------------------------------------------------- | --------------------------------------------------------------------------------------- | --------------------------------------------------------------------------------------- | --------------------------------------------------------------------------------------- | --------------------------------------------------------------------------------------- |
| Walter Paz                                                                              | Argentina                                                                               | 10/06/1989                                                                              | Dundee                                                                                  | Mundial 1989                                                                            | China                                                                                   | 0-0                                                                                     |                                                                                         |
| Fernando Redondo                                                                        | Argentina                                                                               | 01/04/1985                                                                              | Buenos Aires                                                                            | Sudamericano 1985                                                                       | Venezuela                                                                               | 5-0                                                                                     |                                                                                         |
| Hugo Maradona                                                                           | Argentina                                                                               | 01/04/1985                                                                              | Buenos Aires                                                                            | Sudamericano 1985                                                                       | Venezuela                                                                               | 5-0                                                                                     |                                                                                         |

| Internacionales sub-15 convocados por primera vez mientras jugaba en Argentinos Juniors | Internacionales sub-15 convocados por primera vez mientras jugaba en Argentinos Juniors | Internacionales sub-15 convocados por primera vez mientras jugaba en Argentinos Juniors | Internacionales sub-15 convocados por primera vez mientras jugaba en Argentinos Juniors | Internacionales sub-15 convocados por primera vez mientras jugaba en Argentinos Juniors | Internacionales sub-15 convocados por primera vez mientras jugaba en Argentinos Juniors | Internacionales sub-15 convocados por primera vez mientras jugaba en Argentinos Juniors | Internacionales sub-15 convocados por primera vez mientras jugaba en Argentinos Juniors |
| Nombre                                                                                  | País                                                                                    | Fecha debut                                                                             | Ciudad                                                                                  | Tipo partido                                                                            | Selección rival                                                                         | Resultado                                                                               |                                                                                         |
| --------------------------------------------------------------------------------------- | --------------------------------------------------------------------------------------- | --------------------------------------------------------------------------------------- | --------------------------------------------------------------------------------------- | --------------------------------------------------------------------------------------- | --------------------------------------------------------------------------------------- | --------------------------------------------------------------------------------------- | --------------------------------------------------------------------------------------- |
| Nicolás Navarro                                                                         | Argentina                                                                               | 23/10/2005                                                                              | Santa Cruz                                                                              | Sudamericano 2005                                                                       | Perú                                                                                    | 1-0                                                                                     |                                                                                         |

## Jugadores con más apariciones y goles
La siguiente tabla muestra todas las apariciones y goles en partidos oficiales con el primer equipo del Argentinos Juniors. Además de los partidos de liga esta incluye todos los partidos en las competiciones nacionales e internacionales. No incluye apariciones ni goles en partidos amistosos.

### Más de 50 goles

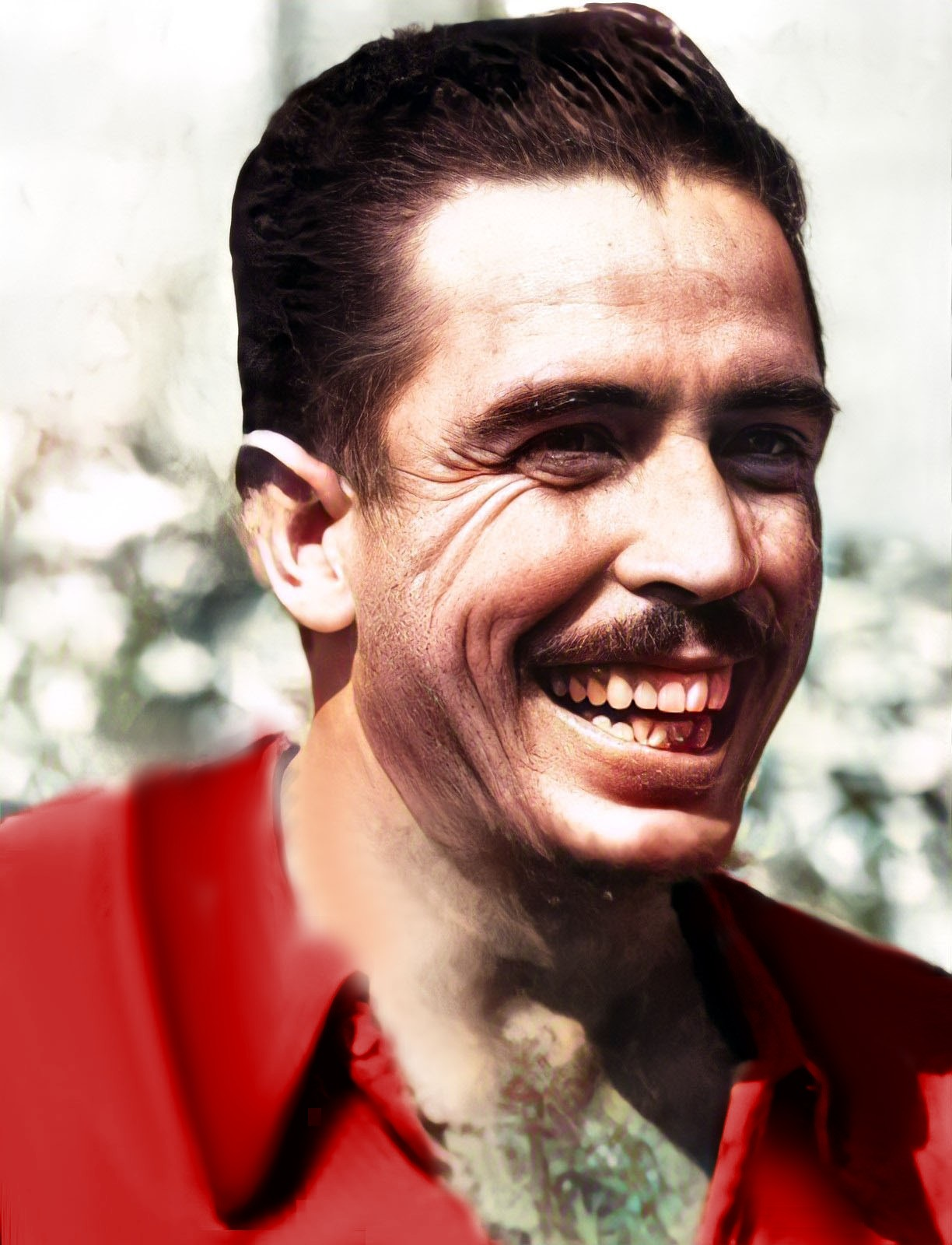
Héctor Ingunza es el máximo goleador de toda la historia de Argentinos Juniors.

- En negrita, jugadores actualmente en actividad.

Actualizado el 17 de Diciembre de 2023.
     En activo.      En activo con el club.
| Goles | Goles                  | Goles | Goles |
| ----- | ---------------------- | ----- | ----- |
| 1     | Héctor Ingunza         | 142   |       |
| 2     | Diego Maradona         | 116   |       |
| 3     | Pedro Pasculli         | 87    |       |
| 4     | Rafael Moreno          | 82    |       |
| 5     | Miguel Turello         | 67    |       |
| 6     | Mario Sciarra          | 65    |       |
| 7     | Julio Pisapia          | 65    |       |
| 8     | Amadeo Colángelo       | 64    |       |
| 9     | Jorge Quinteros        | 63    |       |
| 10    | Carlos Ereros          | 58    |       |
| 11    | José Gatti             | 58    |       |
| 12    | Eugenio Callá          | 56    |       |
| 13    | Carlos Alberto Álvarez | 53    |       |
| 14    | Eduardo Oscar Correa   | 53    |       |
| 15    | Gabriel Hauche         | 51    |       |
| 16    | Ricardo Trigili        | 51    |       |
| 17    | Horacio Cordero        | 50    |       |

### 200 o más Apariciones
- En negrita, jugadores actualmente en actividad.

Actualizado el 17 de Diciembre de 2023.
     En activo.
| Apariciones | Apariciones           | Apariciones |
| ----------- | --------------------- | ----------- |
| 1           | Miguel Torrén         | 354         |
| 2           | Oscar Di Stéfano      | 339         |
| 3           | Sergio Daniel Batista | 299         |
| 4           | Mario Sciarra         | 281         |
| 5           | Pascual Di Paola      | 273         |
| 6           | Adrián Domenech       | 265         |
| 7           | Carlos Ereros         | 250         |
| 8           | Carmelo Villalba      | 245         |
| 9           | Dardo Urchevik        | 242         |
| 10          | Emilio Carlos Méndez  | 230         |
| 11          | Gabriel Hauche        | 222         |
| 12          | Orlando Juan Nappe    | 219         |
| 13          | Rafael Moreno         | 219         |
| 14          | José Castro           | 216         |
| 15          | Luis Vaccaro          | 206         |
| 16          | Roberto Puppo         | 205         |
| 17          | Pedro Pasculli        | 203         |

## Directores técnicos
| Entrenador             | Período         |
| ---------------------- | --------------- |
| Ramón Muttis           | 1940            |
| Francisco Fandiño      | 1955            |
| Ricardo Trigilli       | 1967-1968       |
| Carlos Cavagnaro       | 1969            |
| Osvaldo Panzuto        | 1970            |
| Osvaldo "Chiche" Sosa  | 1970–1971; 1974 |
| Ricardo Trigilli       | 1972            |
| Ricardo Trigilli       | 1975-1976       |
| Francis Cornejo        | 1976            |
| Victorio Luis Spinetto | 1977            |
| Antonio D'Accorso      | 1977            |
| José Varacka           | 1981            |
| Osvaldo "Chiche" Sosa  | 1981            |
| Juan Carlos Lorenzo    | 1981            |
| Ángel Labruna          | 1981–1984       |
| Roberto Saporiti       | 1984            |
| José Yudica            | 1985–1986       |
| Roberto Saporiti       | 1986            |
| Roberto Fleitas        | 1987            |
| Jorge Olguín           | 1988            |
| Fernando Areán         | 1990            |
| José Yudica            | 1991–1992       |
| Patricio Hernández     | 1992            |
| Osvaldo "Chiche" Sosa  | 1992–1994       |
| Luis Garisto           | 1994            |
| Roberto Saporiti       | 1995–1996       |
| Carlos Fren            | 1996            |
| Jorge Olguín           | 1996            |
| Osvaldo "Chiche" Sosa  | 1997–2000       |
| Jorge Solari           | 2001–2002       |
| Ricardo Rezza          | 2002            |
| Ricardo Gareca         | 2003            |
| Sergio Batista         | 2004            |
| Osvaldo "Chiche" Sosa  | 2004–2005       |

| Entrenador                     | Período   |
| ------------------------------ | --------- |
| Gregorio Pérez                 | 2005–2006 |
| Adrián Domenech                | 2006      |
| Ricardo Caruso Lombardi        | 2007      |
| Néstor Gorosito                | 2007–2008 |
| Claudio Vivas                  | 2008–2009 |
| Claudio Borghi                 | 2009–2010 |
| Pedro Troglio                  | 2010–2011 |
| Néstor Gorosito                | 2011–2012 |
| Jorge Borelli (Interino)       | 2012      |
| Leonardo Astrada               | 2012      |
| Carlos Mayor (Interino)        | 2012      |
| Gabriel Schurrer               | 2012–2013 |
| Ricardo Caruso Lombardi        | 2013      |
| Claudio Borghi                 | 2014      |
| Néstor Gorosito                | 2014–2015 |
| Carlos Mayor                   | 2015–2016 |
| Raúl Celis Sanzotti            | 2016      |
| Gabriel Heinze                 | 2016–2017 |
| Alfredo Berti                  | 2017–2018 |
| Ezequiel Carboni               | 2018      |
| Raúl Celis Sanzotti (Interino) | 2018      |
| Diego Dabove                   | 2019–2021 |
| Gabriel Milito                 | 2021–2023 |
| Cristian Zermatten (Interino)  | 2023      |
| Pablo Guede                    | 2023–2024 |
| Cristian Zermatten (Interino)  | 2024      |
| Norberto Batista (Interino)    | 2024      |
| Nicolás Diez                   | 2024–     |

## Presidentes
- 1904-1907: Leandro Ravera Bianchi
- 1907-1911: Tomás Tenconi
- 1911-1916: Emilio Couy
- 1916-1922: Edgardo Mezoleth
- 1922-1927: Juan Guglielmeti
- 1927-1933: Teófilo Pebe
- 1933-1934: Juan Molinari (Interino)
- 1934-1934: Emilio Couy (Representante de Argentinos Juniors en la fusión con Atlanta)
- 1934-1934: Domingo Capitani (Interino)
- 1934-1935: Jaime Iacobacci
- 1935-1935: Carlos Bellino (Interino)
- 1935-1936: Ismael Malosetti
- 1936-1936: Carlos Bellino (Interino)
- 1937-1937: Antonio Delporto
- 1938-1943: Gastón García Miramón
- 1944-1945: Arturo García Vázquez
- 1946-1947: Gastón García Miramón
- 1948-1949: Mariano Boggiano
- 1950-1951: Carlos Domingo Deker
- 1952-1958: Osvaldo Sanguineti
- 1959-1960: Juan Fiori
- 1961-1964: Florentino Alen
- 1964-1967: Carlos Pascual Osorio
- 1967-1969: Florentino Alen
- 1970-1975: Juan Fiori
- 1976-1978: Omar Santiago Gallo
- 1979-1981: Próspero Víctor Cónsoli
- 1981-1992: Domingo Tesone
- 1992-1995: Luis Veiga
- 1995-1997: Ricardo Bravo
- 1997-2001: Oscar Giménez
- 2002-2014: Luis Segura
- 2014-2015: Rubén Forastiero
- 2015 en adelante: Cristian Malaspina

## Palmarés

### Torneos nacionales (3)
| Organizados por AFA                   | Organizados por AFA           | Organizados por AFA |
| Competición nacional                  | Títulos                       | Subcampeonatos      |
| ------------------------------------- | ----------------------------- | ------------------- |
| Primera División de AFA (3/3)         | M-1984, N-1985, C-2010.       | 1926, 1960, M-1980. |
| Segunda División de AFA (4/2)         | 1940, 1955, 1996-97, 2016/17. | 1954, 2002-03.      |
| Copa de Competencia Jockey Club (0/1) |                               | 1925.               |

### Torneos internacionales (2)
| Organizados por FIFA y CONMEBOL    | Organizados por FIFA y CONMEBOL | Organizados por FIFA y CONMEBOL |
| Competición internacional          | Títulos                         | Subcampeonatos                  |
| ---------------------------------- | ------------------------------- | ------------------------------- |
| Copa Libertadores de América (1/0) | 1985.                           |                                 |
| Copa Interamericana (1/0)          | 1986.                           |                                 |
| Copa Intercontinental (0/1)        |                                 | 1985.                           |

##### Juveniles

###### Torneos nacionales
| Organizados por AFA                         | Organizados por AFA | Organizados por AFA |
| Competición nacional                        | Títulos | Subcampeonatos      |
| ------------------------------------------- | --- | ------------------- |
| Torneo de Reserva (1/0)                     | 1987/88 |                     |
| Torneo de Tercera (0/0)                     | |                     |
| Campeonato de Cuarta División Sub-19 (3/0)  | 1990 (Primer Torneo), Clausura 2002, 2003.                                                                                |                     |
| Campeonato de Quinta División Sub-18 (11/0) | 1918, 1923, 1958, 1962, 1965, Competencia 1979, Especial 1987, Clausura 1997, Clausura 1999, Clausura 2001, Clausura 2002 |                     |
| Campeonato de Sexta División Sub-17 (6/0)   | 1964, 1982, 1983, 1988, 1992, Campeonato 2012                                                                             |                     |
| Campeonato de Séptima División Sub-16 (4/0) | 1982, 1988, 1993, 2010 (Primer Torneo).                                                                                   |                     |
| Campeonato de Octava División Sub-15 (5/0)  | 1977, 1981, 1992, 1994, Apertura 2000.                                                                                    |                     |
| Campeonato de Novena División Sub-14 (7/0)  | 1980, 1981, 1983, 1989, 1994, 1995, Clausura 1997.                                                                        |                     |

## Peñas y filiales
Argentinos cuenta con numerosas peñas y filiales, 22 de ellas repartidas en diversos puntos de la Argentina y también otras 10 en el exterior:
En Argentina
- Provincia de Buenos Aires:
  - Caseros[189] (Filial «Los Pinos»)
  - Chivilcoy (Peña «Hugo Osvaldo González»)
  - General Belgrano
  - Partido de La Plata (Peña «José Luis Calderón»)
  - Marcos Paz[190]
  - Mar del Plata (Peña «'Juampi' Sorín»)
  - Mercedes
  - La Matanza (San Justo)
  - San Martín
  - Pilar[191]
  - Zona Norte
  - Zona Oeste (Ramos Mejía) (Filial «Bichos del Oeste»)
  - Zona Sur
- Provincia de Córdoba
  - Alta Gracia
  - Córdoba Capital (Peña «Bichos Cordobeses»)
- Provincia del Chubut
  - Comodoro Rivadavia (Peña «Bichos del Sur»)
- Provincia de Entre Ríos
  - Paraná (Peña «Bichos Entrerrianos»)
- Provincia de Mendoza
  - Ciudad de Mendoza
- Provincia de Misiones
  - Posadas (Asociación Civil Argentinos Juniors Posadas)
- Provincia de Río Negro
  - Alto Valle del Río Negro (Cipolletti) (Peña «Bichos del Alto Valle»)
- Provincia de San Juan
  - Ciudad de San Juan
- Provincia de Santa Fe
  - Rosario (Peña «Francis Cornejo»)

## Otras actividades deportivas
La actividad social y deportiva del club incluye, además del fútbol profesional, la práctica federada y recreativa de las siguientes 24 disciplinas:
- Ajedrez
- Baby Fútbol
- eSports
- Balonmano - AAAJ Balonmano
- Básquetbol
- Bochas
- Boxeo
- Buceo
- Culturismo
- Deportes acrobáticos
- Fútbol Sala
- Fútbol
- Gimnasia
- Gimnasia para la salud
- Gimnasio de complementos
- Hockey sobre patines
- Muay Thai
- Natación
- Ninjitsu
- Patinaje artístico
- Running
- Taekwondo (WTF)
- Tenis
- Voleibol
- Waterpolo

### Futsal
Argentinos Juniors fue uno de los clubes fundacionales del fútbol sala de la AFA. Actualmente milita en la Primera B. En su estancia en la Primera División obtuvo 2 títulos.

#### Historia
Participó del primer campeonato en 1986 donde finalizó noveno, sólo por encima de Platense y Gimnasia y Esgrima La Plata.
En 1994 se reincorporó tras 8 años. Con la creación de 2 torneos por año, Argentinos consiguió salir campeón: Obtuvo el torneo Apertura en 2000, en 2002 logró el subcampeonato en el Clausura, y fue nuevamente campeón en el Apertura 2004.
En 2011 sufrió su primer y, al momento, único descenso a la Primera B.
En la temporada 2020, terminó segundo en la Zona 3 y accedió a los cuartos de final por los ascensos y el campeonato. En dicha instancia venció a Gimnasia y Esgrima La Plata, pero en semifinales cayó ante Newell's Old Boys.

#### Palmarés
- Primera División: 2(Apertura 2000 y Apertura 2004)

#### Datos del club
- Temporadas en Primera División: 80 (1931-1937, 1956-1995/96, 1997/98 - 2001/02, 2004/2005-2013/2014, 2015/2016, 2017/2018 — )
- Temporadas en Primera B: 23 (1938-1955, 1996/1997, 2002/03 - 2003/2004, 2014, 2016/2017)